# وطنية
الوطنية تُعرف كذلك بالفخر القومي، هي التعلق العاطفي والولاء والانتساب لأمة محددة أو منطقة جغرافية بصفة خاصة واستثنائية عن الأمم والمناطق الأخرى. والشخص الوطني هو شخص يحب بلده ويدعم سلطته ويصون مصالحها. تتضمن الوطنية مجموعة مفاهيم ومدارك وثيقة الصلة بالقومية مثل الارتباط والانتماء والتضامن، لأن واقع الحال يفيد بأن المصالح ملك للأمة التي تُعَرِّفُ الدولة بعلامات وملامح إثنية، وثقافية، وسياسية، وتاريخية مميزة. تُستخدم الوطنية والقومية بشكلٍ متعارضٍ في كثيرٍ من الأحيان، وإن أمكن التمييز بينهما نظريًا.
الوطنية مفهومٌ أخلاقيٌ وأحد أوجه الإيثار لدفعها المواطنين إلى التضحية براحتهم، وربما بحياتهم من أجل بلادهم. رفض ألسدير ماكنتاير مقارنتها بالأخلاقيات، واعتبرها حجر الأساس الذي تقوم عليه الأخيرة. وصفها جورج هيغل بالـ«مشاعر السياسية»، واعتبر تضحية المرء بفرديته لصالح الدولة أعظم اختبار للوطنية، ولكنه اشترط وجود الحكومة. ولم تنفصل الوطنية عن الحرية بالنسبة لجان جاك روسو، وجادل باستحالتها في مجتمع مستعبد، كما عبَّر عن ارتيابه ممن يُظهرون انتمائهم للإنسانية دون التزام لأقوامهم.
تقليديًا اقترنت الوطنية بالتيارات اليمينية أكثر من اليسار، هذا لا ينفي الوطنية عن اليسار أو يقترح امتلاك اليمينِ لحقوقها الحصرية، إنما لميل اليمين إلى تقديم الولاء على العدل. وضع نيكولو ماكيافيلي تقييمًا رفيعًا للوطنية في كتاب الأمير، واستبعد الحرية عن بلاد دون شعوب حاضرة لتقديم التضحيات اللازمة لأوطانها. كان كتابه مناشدة لتخليص إيطاليا من الهيمنة الأجنبية والحكام الضعفاء قصيري النظر، بغض النظر عن عدل أو ظلم الوسائل.
ومثاليًا الوطنية مهمة للدولة نظرًا لاحتياجها إلى جنود وشرطة، بيروقراطيين وضباط استخبارات، وغير ذلك من وظائف مهددة للسلامة الجسدية والنفسية، وبرغم عالمية اعتبارها فضيلة ضرورية للمجتمع، تعددت مظاهر وحجج معاداة الوطنية، فالسلاميون وبعض الأخلاقويين ينتقدون توكيدها على التحيز والمحاباة لاحتمال تطورها إلى شوفينية وجينغوية تعيق التقييم الموضوعي.
ويرى د. شادي نجيب جرعا أنه يجب التمييز بين الوطنية والمواطنة. فالمواطنة هي مجموعة الحقوق والواجبات التي تترتب على الفرد كونه يعيش في دولة ما وعليه ليس بالضرورة كل من ينطبق عليه لفظ مواطن أن يكون وطنيا.
بشكلٍ عامٍ، الوطنية مفهومٌ معقّدٌ وملغومٌ دون حلٍ نظريٍ متكاملٍ، يمكن النظر إلى الوطنية باعتبارها خليطاً من التعلق العاطفي بالبلد ورموزها التعريفية وقيمها التأسيسية التي تعرف بالمبادئ الأولى، ويمكن تمييز التعلق بالأمة وقيمها التأسيسية عن مؤسساتها وقرارتها السياسية. ففي بلدٍ ديمقراطيٍ وحر، تُوَفِّرُ الوطنية شعورًا بالولاء والتفاني وتُقدّم للمواطنين غرضًا حياتيًا يرتكز عليه النظام.

## تأثيل
يشتق مصطلح الوطنية من كلمة وطن التي يُعرِّفها لسان العرب لابن منظور بالمنزل الذي يقيم فيه الإنسان. انعكست حياة التنقل والترحال على تعريف الوطن في المعاجم العربية، فاستعملت كلمات مثل مربط وحمى ومنزل، وغالبا ما جاء ذكر المنازل أو الديار في سياق الرثاء وعدم قدرة الشاعر على تمييز أطلال «وطنه» في الصحراء، أي منازل قبيلته في وقت من الأوقات. كان امرؤ القيس الكندي أول من سنَّ عادة الوقوف على آثار الديار والمنازل، وفي هذ القصائد مايحمل البذور الأساسية للمفهوم. مثلاً جاء في مطلع معلقته:
ووردت كلمة وطن في شعر زامل بن عفير الطائي:
كلها إشارات إلى منازل القبيلة أو الحِمَى، وهو المرعى. ومن الحِمَى جائت كلمة حَميَّة بمعنى الغيرة، الغضب، أو الآنَفَة. وردت كلمة ”وطن“ في نصوص خط المسند، وجاءت في لغة السبئيين بمعنى حدود. كانت إشارة إلى حدود محيطة بأي شيء من الهِجَر -المدن- إلى الحقول. الوطنية كلمة مستحدثة ظهرت في القرن التاسع عشر في أماكن مثل بيروت والقاهرة، وبرغم حداثتها لم تبتعد عن مقصد الشعراء والأدباء في عصور قديمة، إذ خلى الاستخدام من أي محتوى سياسي يُذكر واستخدم للإشارة إلى مكان الولادة أو المنشأ بالتحديد. لم يتم استيعابه بشكل كامل كمقابل لمصطلح (بالإنجليزية: Patriotism) الذي مر بخط تطور مختلف نسبياً.

## التاريخ

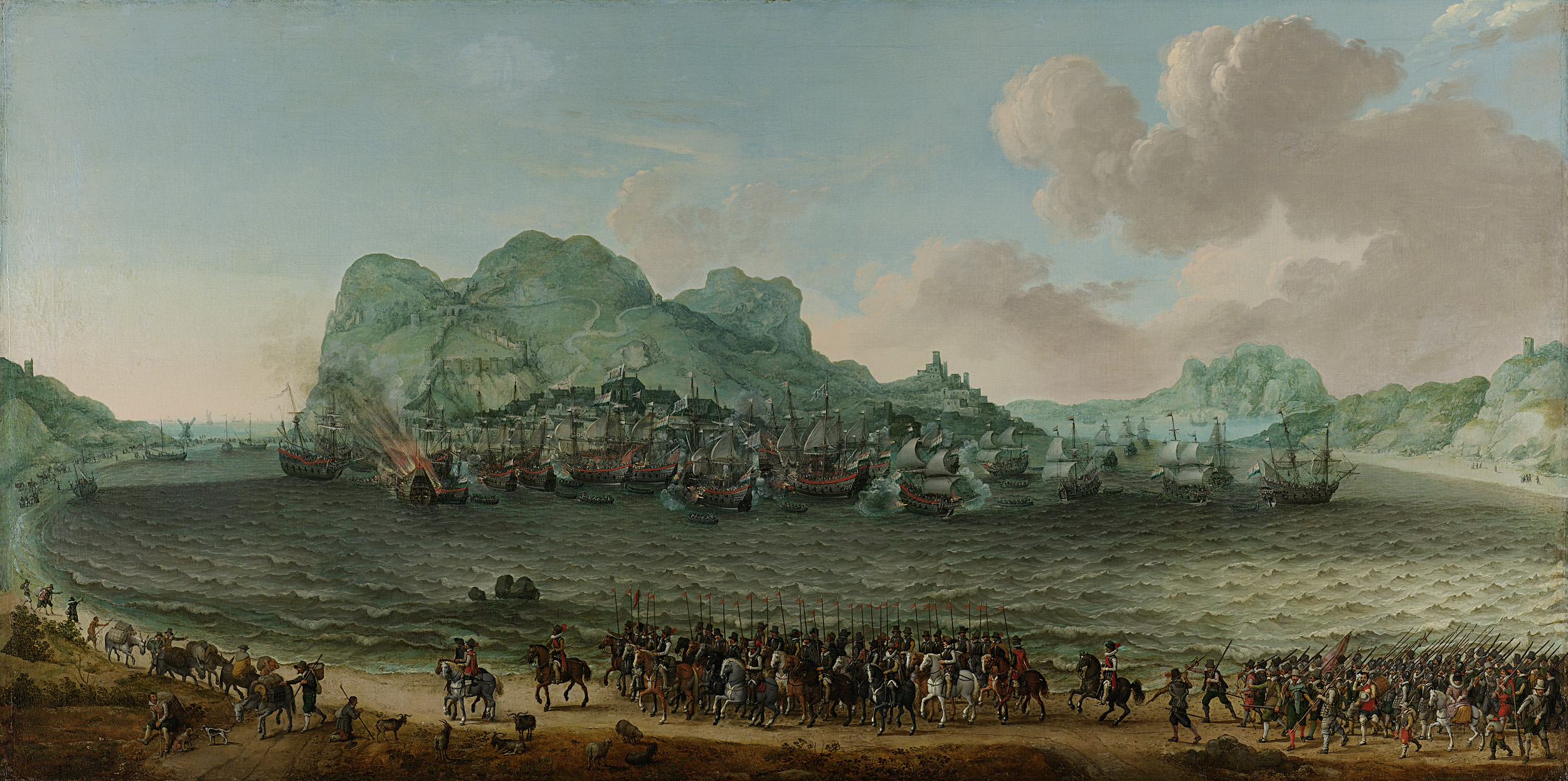
حرب الثمانين عاماً الهولندية كانت نقطة تحول مهمة في مغزى الوطنية باتخاذها دلالة سياسية

يعود أصل المصطلح إلى كلمة (يونانية: πατριώτης - باتريوتيس) التي أُستخدمت في اليونان القديمة لوصف وتمييز البرابرة. كلمة (πατριά - باتريا) تعني عشيرة، وأراد اليونانيون الذين كانوا ينتمون إلى دول مدينة مختلفة تسمى بوليس، تمييز أنفسهم عن البرابرة المنظمين عشائريًا. دخلت الكلمة إلى اللغات الرومانسية في القرن السادس عشر، وأصبحت قيد الاستعمال في اللغة الإنجليزية خلال العصر الإليزابيثي. كانت الكلمة بدورها مجرد دلالة على الأصل الإثني المشترك، وتعني من نفس الأب أو من أرض الأسلاف.
اُستُعمِلت الكلمة خلال حروب الإصلاح الأوروبية على نطاقٍ واسع، وكانت حرب الثمانين عاماً للتخلص من هيمنة الإمبراطوريتين الإسبانية والرومانية المقدسة على هولندا، بداية تحول مغزاها بشكل حاسم. وصف ويليام الصامت وغيره من الكالفينيين الراديكاليين أنفسهم بالوطنيين خلالها، وترسخت الكلمة في الثقافة السياسية لسكانِ البلدان المنخفضة بمنتصف القرن السادس عشر. دعا الهوغنوتي بيير فابري من سماهم بالوطنيين الجيدين (فرنسية:tout bon citoyen et patriote) إلى حمل السلاح دفاعًا عن فرنسا ضد التحالف الكاثوليكي وأعوانهم الإسبان.

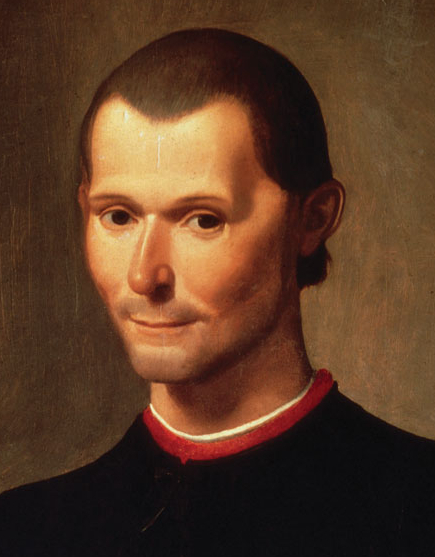
توسل ماكيافيلي قائدًا يحرر إيطاليا من ”البرابرة وإهاناتهم“، فكان كتاب الأمير لتحرير النخب فكريًا.

اُضيفت ياءُ النسب إلى كلمة «وطني» في القرن الثامن عشر، وكان استخدامها في إنجلترا حكرًا على المعارضة في البداية قبل توسيع استعمالها لتشمل مجموعات أخرى. طرح هنري ساينت جون، نبيل بولينغبروك ماأسماه بـ”فكرة الملك الوطني“، الذي لا يتوهم أن مصدر سلطته مستقل عن الحقوق الطبيعية للشعب. على الجانب الآخر من الأطلسي اُعتمِدَ المصطلح لتمييز الثوريين الأميركيين عن الموالين للإمبراطورية البريطانية خلال الثورة الأميركية، وألهم الأميركيون محرضي الثورة الباتافية ضد فيليم الخامس أمير أورانيا، الذين وصفوا أنفسهم بالوطنيين كذلك تمييزًا لأنفسهم عن الموالين للأمير.
اندلعت الثورة الفرنسية ضد الإقطاع بعد سنتين، ويمكن تعقب القومية الفرنسية إلى فترة مبكرة بدأت مع جان دارك، إلا أن الثورة كانت نقطة التحول الفاصلة. ساهمت حروب نابليون بداع نشر قيم التنوير، في سطوع القومية الرومانسية في القارة الأوروبية حتى انتكاسها بفضل سياسات الأمير كليمنس فون مترنيش التي أعقبت مؤتمر فيينا. بشكل مماثل وإن تأخر نسبياً، تم توظيف الكلمة بشكل واسع خلال الثورة الألمانية، وساهمت الحرب الفرنسية البروسية في بزوغ القومية الألمانية التي قادت إلى وحدة الإمارات الجرمانية وتأسيس الإمبراطورية الألمانية. وفي إيطاليا قاد جوزيبي مازيني حراك استنهاض القومية الإيطالية المتأثرة بأفكار نيكولو ماكيافيلي لـ”توحيد أحفاد الروم“، بهدف تخليص بلادهم من القوى الأجنبية التي هيمنت عليها طيلة قرون.
في جميع هذه الحالات ارتبطت الوطنية بقِيَم البورجوازيين عن المصلحة الذاتية والصالح العام. لم تتطابق رؤى رجال الدولة بالضرورة، ولكنهم اتفقوا على خطوط عريضة أهمها المبادئ الجمهورياتية -أو الدستورية- والديمقراطية. فالوطنية منقبة أو فضيلة في إطار حالة اجتماعية تُحَرّض المرء على حب بلاده والعمل لتحقيق وحماية مصالحها. ليست هوية في حد ذاتها، ذلك أن الهوية معقودة بالقومية.

كان رفاعة الطهطاوي من أوائل من نقلوا المصطلح إلى اللغة العربية، وكان مدعومًا من الأسرة المصرية الحاكمة والتي سعت إلى الاستقلال عن الإمبراطورية العثمانية. عرَّف الطهطاوي الوطن بـ:
 لم يرغب محمد علي باشا أن يتعلم المبتعثون المصريون إلى أوروبا أكثر مما يجب، فقد كان حاكمًا أوتوقراطيًا في نهاية المطاف، غير أن الليبرالية وجدت طريقها إلى كتابات الطهطاوي الذي عاصر ثورة يوليو الفرنسية وكتب عنها بإسهاب. لم يكن الطهطاوي رجل دولة ولم يُنظِّر لديمقراطية، ولكن إسهاماته حول القيود الأخلاقية المستمدة من الإسلام على سلطات الحاكم، جعلته أول من كتب حول فصل السلطات بالعربية. تعددت دوافعه من وراء ذلك، منها حقيقة أن الطبقة الحاكمة في مصر كانت خليطًا من أتراك وشركس، بينما كانت هيئة الفقهاء الدينيين مجال المصريين الوحيد للمشاركة في تيسير الشأن السياسي. وسبب آخر كان حرصه على تجنب ردود سلبية من رجال الدين والسلطة الحاكمة حول إشادته الأصلية بمبادئ ومواد الدستور الفرنسي المتعلقة بالمساواة أمام القانون، حرية التعبير والحراك الاجتماعي.

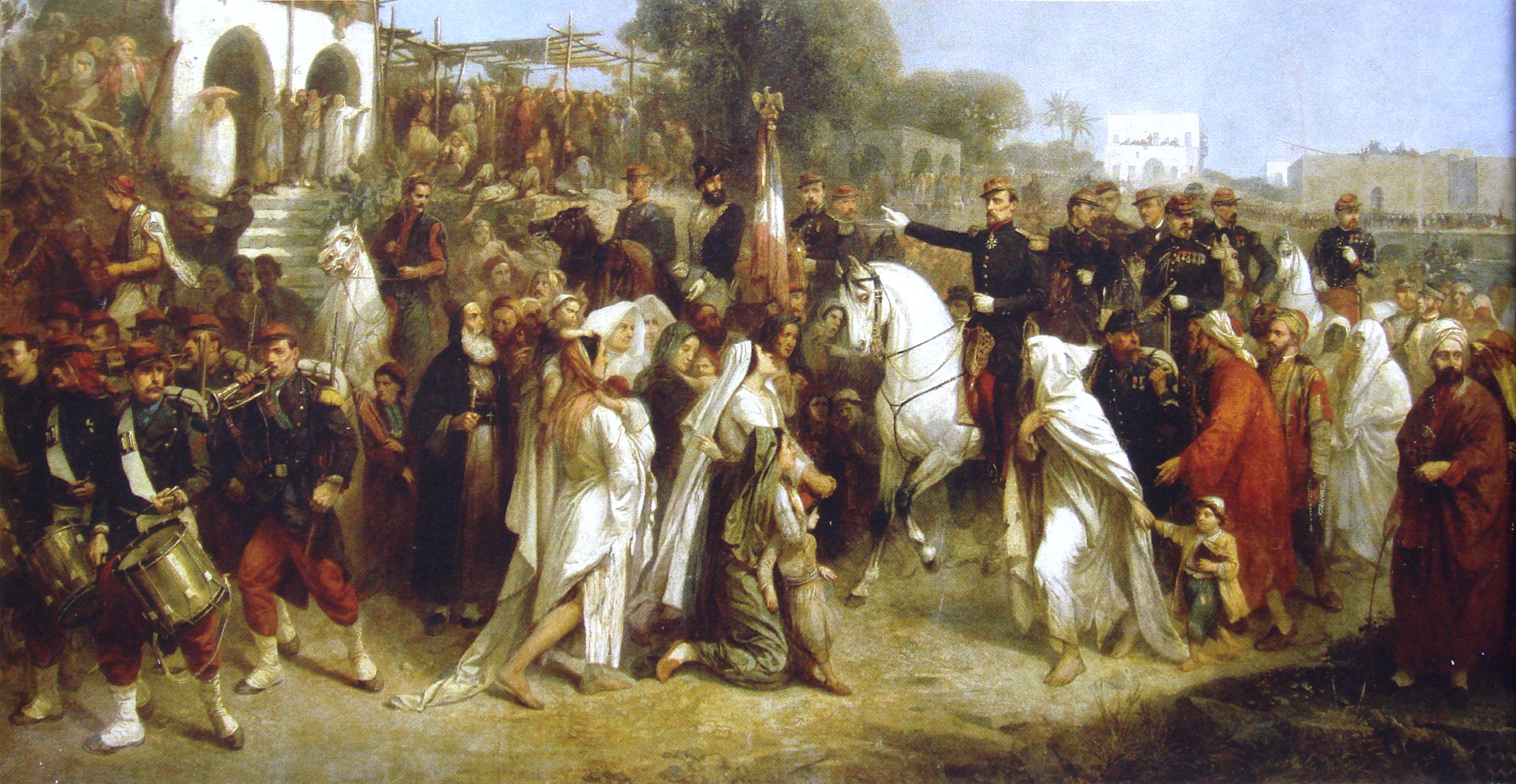
لعبت الاضطرابات الطائفية في سورية العثمانية دوراً في تبلور رؤى البرجوازيين اللبنانيين

أيقظت معاينته لآثار مصر القديمة في باريس، قوميته المصرية بصورة لم تكن مألوفة من قبل، وكل استشهاد بأثر للنبي محمد بخصوص قضية ما، أعقبه إفاضة حول نظرة المصريين القدماء لذات المسألة. آمن بمصر كفكرة تاريخية وثقافية مستمرة، وبقدرة المصريين على بناء حضارة جديدة قائلًا أن «بنية أجسام أهل هذه الأزمان هي عين بنية أهل الزمان الذي مضى وفات والقرائح واحدة»، أراد أن يقول بأن المصريين اليوم هم أحفاد ذات الأمة التي بنت أعظم حضارات العالم القديم، كما يُنظر إليها على نحوٍ واسع. حَمَّل الطهطاوي مسؤولية انحطاط مصر حضاريًا على الحكم الأجنبي بما في ذلك هيمنة الأسرة التي عَمِلَ لصالحها، لكنه لم يكن شوفينيًا ودعا إلى حسن معاملة الأجانب والتعلم منهم، وأشاد بأسرة محمد علي ما سعت إلى «إحياء أمجاد مصر».
الوطنية عند بطرس البستاني هي حماية المواطنين لحياتهم وكرامتهم، ممتلكاتهم وحقوقهم الثقافية وحرياتهم الدينية. بالنسبة لبطرس لايكون الإخلاص لشخص الحاكم، فالوطني الحقيقي يُكرِّس نفسه لما فيه مصلحة بلده. كان البستاني قوميًا سوريًا، وكتب عن ضرورة التعاون على قدم مساواة لجميع أبناء البلد الواحد، ويتحقق ذلك بالاعتراف بجميع الأديان بما أنها "تعبد ذات الإله الواحد". لم يتبنى البستاني نبرة عدائية تجاه الإمبراطورية العثمانية، ويُنسب إليه قوله بأن "الإمبراطورية وطننا ولكن سورية بلادنا". شدد على الحرية والمساواة الدينية لأسباب عديدة منها الاضطرابات الطائفية في جبل لبنان، ولأنه فارق الكنيسة المارونية واعتنق البروتستانتية، لا يُنظر إلى البستاني كمُنظِّرٍ للأهلانية القومية، بل كمثقف سعى إلى العمل في إطار التنظيمات العثمانية.
بعد وفاة الطهطاوي ظهر جيل من المثقفين المصريين ينتصر لأفكاره ويعمل على تطويرها، إذ دعا عبدالله النديم إلى ما أسماه بالـ«جامعة الوطنية»، وكان أول من أضفى طابعًا شعبويًا على القومية المصرية. أخذ البريطانيون ومعهم طبقة من التجار الأجانب النافذين بترويج فكرة مفادها أن المصريين ليسوا بأمة ولا بالقادرين على بناء كيان قومي مستقل، إذ أراد الإنجليز إقناع النخبة المصرية المثقفة بتشكيل مجلس تشريعي تُمثل فيه الجاليات الأجنبية وفقًا لتعدادها، بما أن «تعدد الجماعات المنفصلة ينفي وجود أمة مصرية»، وفقًا لإيفلن بارينغ. كتب أحمد لطفي السيد أن المصريين ورثوا أرضًا من آلاف السنين وجميع من عاش بينهم و«اختلط دمه بدمائهم» وتطبع بعاداتهم فهو مصري، وجادل بأن شمائل المصريين تتغلب على «الأجانب» في البلد وليس العكس. تأرجحت مصر بين عدة تيارات لصياغة خطاب قومي شامل، ووصل الحراك الثقافي إلى طريق مسدود بحلول عام 1952 وقيادة جمال عبدالناصر البلاد نحو القومية العربية، ولكنه لم يحقق أكثر من تأجيل جدل عاود الظهور مجددًا فور انهيارها.

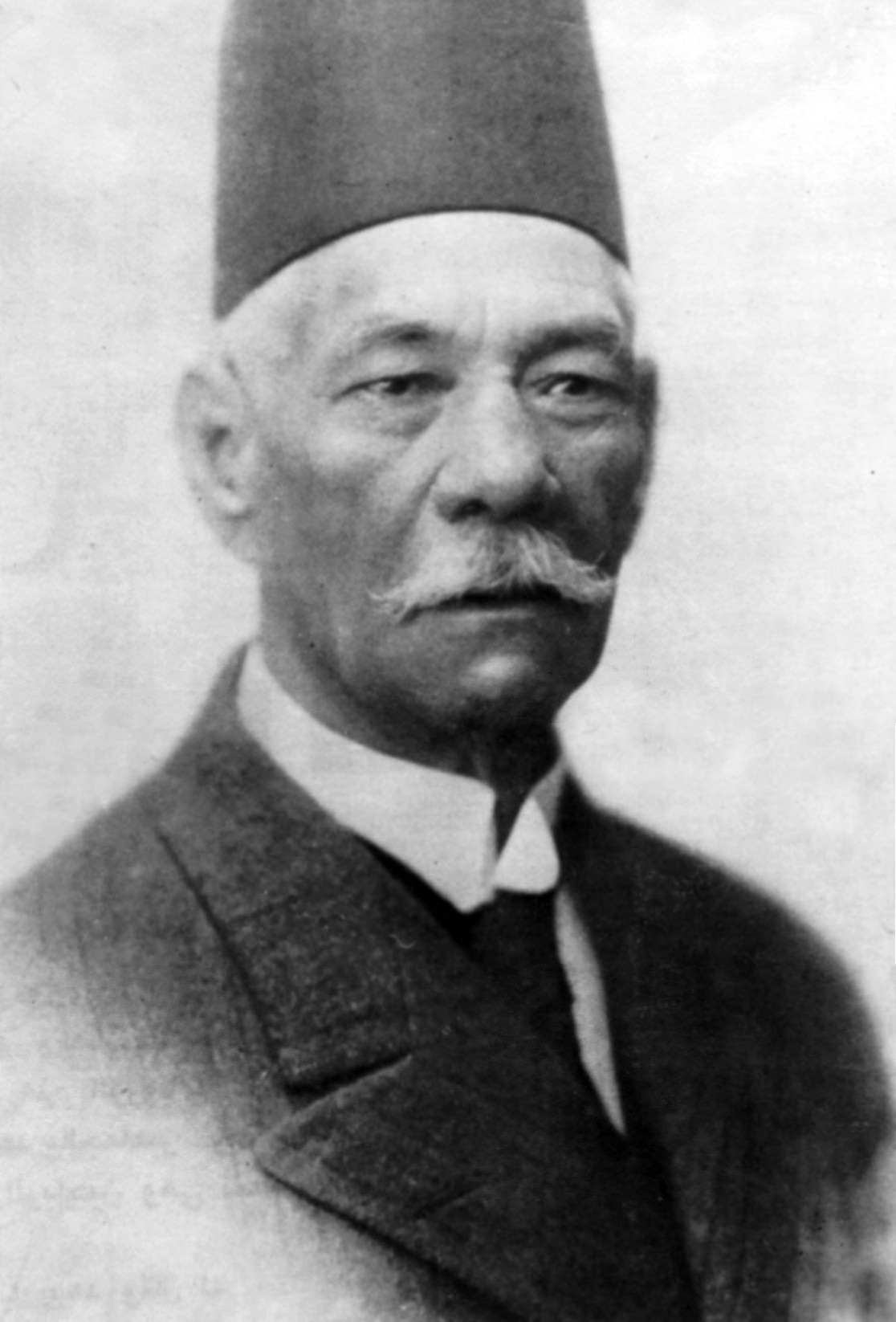
”صفر زائد صفر، يساووا كم يا عزام؟“ - سعد زغلول باشا عن القومية العربية.

خلافًا لأوروبا تَصعُبُ دراسة طبقات الهوية في الشرق الأوسط، إذ تكشف طريقة استعمال مصطلحات الوطنية والقومية عن ارتباك، واستخدامات حصرية بالدول الأعضاء في الجامعة العربية. عادت الكلمة بعد انهيار القومية العربية، وسميت مرحلة مابعد قمة الخرطوم بـ«الوطنية»، ويقصدون القومية الإقليمية. لم يكن المفهوم غريبًا عليهم في الممارسة والواقع، إذ عَبَّرَ ساطع الحصري عن استياءه من ترسيخ الحدود برغم رحيل الاستعمار. ذلك أن كثيرًا من بلدان المنطقة معروفة كأفكار تاريخية ومراكز إدارية بغض النظر عن التقاسم الاستعماري لتركة الإمبراطورية العثمانية.
كانت النخب السياسية حريصة على نجاة بلدانها لاستثماراتهم الراسخة فيها، وجادل بعضهم أن القومية العربية ليست أكثر من رخصة تتيح لبعض النخب إرهاب خصومها. على سبيل المثال استخدم العراقيون حججًا ثقافية وجيوسياسية للدفاع عن الحدود القومية، وأظهروا تحفظًا إزاء عبارات مثل: «الشعب العربي في العراق»، ولذلك أضاف عبد الكريم قاسم نجمة عشتار على شعار بلاده القومي تأكيدًا على الهوية القومية وصد دعوات الانضمام إلى الجمهورية العربية المتحدة. حالة مشابهة كانت في تونس الحبيب بورقيبة الذي اتخذ سياسة مستقلة وأكثر انفتاحًا وشدد على حق بلاده في السعي إلى تحقيق مصالحها القومية.
لم يتجاوز صعود البعثيين منح القومية العربية اولوية ضمن الدولة العراقية، وبشكل مماثل في سوريا حيث حاولوا التوفيق بين القومية السورية التي اُعدم منظريها، وشعارات تصف سوريا بـ«قلب العروبة النابض». وفي حالات اُستخدمت الشعارات العروبية لترجيح كفة فصيل على آخر في صراع مراكز القوى داخل النظام. توجه بعض البعثيين السوريين إلى مصر بعد انقلاب 1963 لإعادة بحث الوحدة في 17 أبريل، كانت دوافعهم محلية وتهدف إلى استغلال اسم جمال عبد الناصر الذي كان لا يزال شعبياً حينها، لتمرير مشروعهم ضد فصائل سورية أخرى، بمن في ذلك الناصريين.
بشكل عام بدلاً من ترك المزاج العام يأخذ مجراه الطبيعي ويتطور إلى دولة قومية حديثة، واصل معظم سياسيو المنطقة بدرجات مختلفة، الحديث عن وطن عربي بتشدقٍ كلامي مخاتل خدمة لأغراض سلطوية. بمعنى أن القومية العربية ورغم التخلي العملي عنها، استمر توظيفها كأداةٍ دعائية بقدر كبير من الاستخفاف لتحقيق غايات مختلفة. كانت النتيجة نشازًا لازَمَ الشرق الأوسط لفترة طويلة، وجماعات العنف الغير الحكومية والعابرة للقوميات أحد الأعراض الجانبية لهذا الخطاب الذي يشكك في الشرعية التأسيسية للدول بشكلٍ أو بآخر. بالرغم من بلاغيات السياسيين في المنطقة، معظم الدول محدودة سياسياً وذات سيادة، وتتشكل من مجتمعات قومية.

## التعريف
قاموس أكسفورد الإنجليزي يصف الوطني بالشخص الذي يدعم بلاده بقوة، والمستعد للدفاع عنها من الأعداء أو المنتقصين. موسوعة ستانفورد للفلسفة أوردت ما وصفته بالتعريف القياسي للوطنية وهو حب المرء لبلاده، ويتضمن التعريف:
- عاطفة أو تعلق وجداني بالبلد.
- قلق واهتمام خاص برفاهية وخير البلد.
- الإحساس بهوية خاصة مع البلد.
- الاستعداد لتقديم تضحيات تعزز من مصالح البلد، أي المصالح القومية.

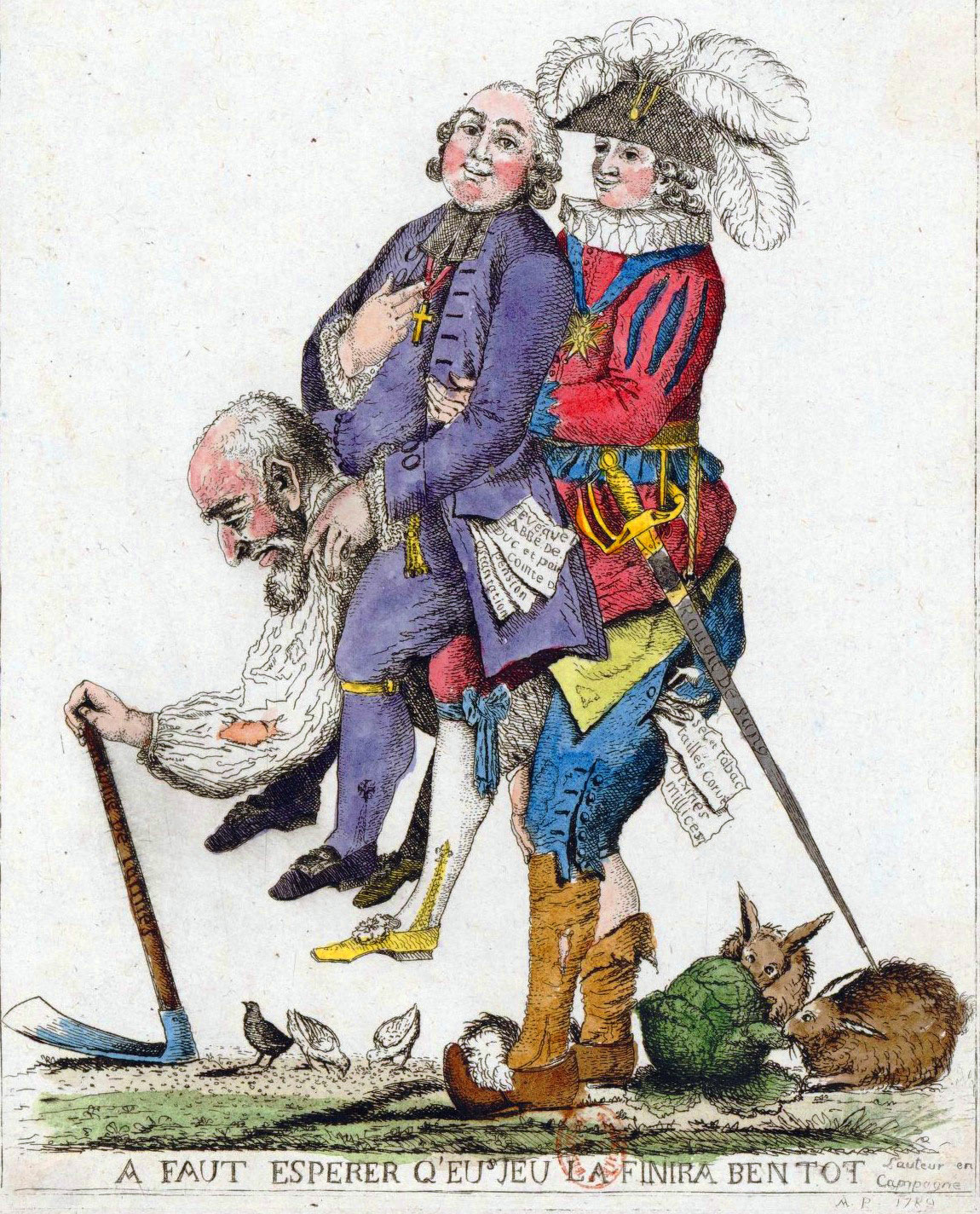
تزامن ظهور القومية مع ضعف العلاقات الاقطاعية في المجتمع.

تقول الموسوعة أن مامن فرق بين كلمتي عاطفة وحب ويمكن استعمالهما بشكل متعاوض، غير أن الحب من دون القلق ليس كافيًا للوطنية، ولذلك وجب تضمين الاهتمام أو القلق في التعريف. الاهتمام والقلق بحالة البلد ينطوي ضمناً على استعداد بتضحية لمصالح شعبها. الإحساس بالخصوصية عبارة مبهمة، وتسمح للمرء أن يطلق على بلد ما خاصته بصورة شكلية، ولذلك يمكن تحديد الوطني من طريقة تعريفه عن نفسه مع بلده خلال التعبير عن مشاعره بشكل غير مباشر، من فخر بمزاياها وإنجازاتها، أو شعور بالخزي لإخفاقاتها.
ترتبط الوطنية بالهوية القومية وهي تعريف للذات يحدد موقع الشخص من الناحيتين الاجتماعية والنفسية، وتظهر ضمن نظام من التمثيل والعلاقات الاجتماعية، وتتطلب اعترافاً متبادلاً. معاييرها التعريفية هي الاستمرارية عبر الزمن، والتمايز عن الآخرين. تنبع الاستمرارية من إدراك تجذر الأمة تاريخيًا، مع بناء تصورات واضحة للمستقبل، ويستوعب الأفراد هذه الاستمرارية من خلال مجموعة من التجارب الزمنية التي يفهمونها بشكلٍ موحد. أما التمايز فهو وعي بتشكل مجتمع متميز بثقافة، وماضٍ، ورموز، وتقاليد أراضٍ مُعرَّفة. لا يتولد الإحساس بالحدود الإقليمية تلقائيًا، لأن النخب هي أول من يكتسب مفهوماً واضحاً لها عبر التعليم، وبالتالي لا تُكَوِّنُ المجتمعات القروية إحساساً بالأمة من تلقاء نفسها.
بصورة عامة يكتسب القرويون وعامة الشعب قِيَمهم ويتعلمون التعريف عن أنفسهم عبر مايسمى بثقافة النخبة، أيًّا كان محتواها، التي تسقط نسخة مختارة من ثقافتها العالية على الجماهير. نجاح تعميم نسخة معينة من ثقافة النخبة يتطلب بيئة ترتبط فيه هذه الثقافة بهياكل السلطة، لتكون قادرة على توفير فرص للجماهير التي ستتبناها، وأن تقدم النخبة بعضًا من التنازلات بدمج ثقافتها العالية بعناصر من الثقافة الشعبية حتى تتمكن الجماهير من استيعابها كما لو كانت مِلكهم. تنتقي النخبة الموروثات التاريخية بعناية شديدة، ثم تحورها بصورة راديكالية لتقديمها بلغة مفهومة للعوام. المقصود بالعوام هم أولئك الذين لا ينتمون إلى أسرٍ ملكية وأرستقراطية أو حاكمة في المجمل، وليسوا من طبقة رجال الدين.
يفتقر العوام إلى الوعي الذاتي بأنفسهم، وتغير أحوالهم يكون نتيجة ظهور نخبة جديدة مشجعة على الحراك الاجتماعي بينهم، فالوطنية ظاهرة حديثة وارتبطت بالتقسيم العقلاني للعمل. هذا لا يعني أن فضائل الإخلاص والتضامن العضوي لم تكن معروفة في السابق، ولكن مغزى الوطنية حديث نسبيًا، لأن المجتمعات الإقطاعية غير مركزية، ومصدر السلطة فيها متناثر وغير مستقر. تتميز بالتفاضل بين هويات اجتماعية، أي بين الفلاحين والقضاة والمقاتلين وأعضاء الدواوين وما إلى ذلك، فالعقلانية الاجتماعية وما يصاحبها من حراك وتقسيم للعمل محدودة للغاية، ولذلك فإن فرد هذه المجتمعات لا يمتلك خيارات كثيرة في تحديد ارتباطاته بما أن القرارت المهمة في حياته مثل مكان إقامته، نوع عمله، أي دين يمارس، ومن يتزوج، محددة سلفًا من قبل محيطه سواء كان قبيلة، قرية أو فئة، وبالتالي لايستغرق وقتًا طويلًا ليتسائل عن هويته.
بعض المجتمعات لم تقضي على النبالة، ووسعت رتبها لتشمل أي شخص يقدم خدمات استثنائية للأمة. بتعزيز الحراك الاجتماعي، يرفض العوام الصورة التقليدية للأمة عبر إعادة بناء صورتهم الذاتية كأفراد بكرامة متساوية مع النخب. الانتقال من القرية إلى المدينة يؤدي إلى تغير الهوية الاجتماعية بسبب حرية العمل، وبذلك يصبح سؤال «من أنا» ضاغطًا وحقيقيًا. الإجابة على هذا التساؤل قد تتخذ طرقُا وأساليب مختلفة، ولكن هناك استراتيجيات عامة لتعزيز الهوية القومية:
- نشر أو تعميم صورة معينة عن الأمة.
- خلق وترويج مجموعة من الرموز والطقوس بهدف تعزيز الإحساس بالمجتمع بين المواطنين.
- النهوض بالمواطنة التي تنطوي على مجموعة محددة وواضحة المعالم من الحقوق الفردية والقانونية، واجبات وحقوق سياسية، وحقوق اقتصادية اجتماعية. من شأن ذلك تعزيز مشاعر الولاء، وترسيخ تمييز حاسم بين أولئك المشمولين «المواطنين» و «المستبعدين الأجانب».
- خلق عدو خارجي مشترك للأمة، ليس توجهًا تقليديًا ولكنه أثبت فعاليته في تعزيز الإحساس بالمجتمع سواء كان الخطر وشيكًا، محتملًا أو مصطنعًا.
- التوطيد التقدمي للتعليم القومي والنظم الإعلامية لترسيخ صورة الأمة، واختلاق تجسيد نمطي عن المواطن الصالح.

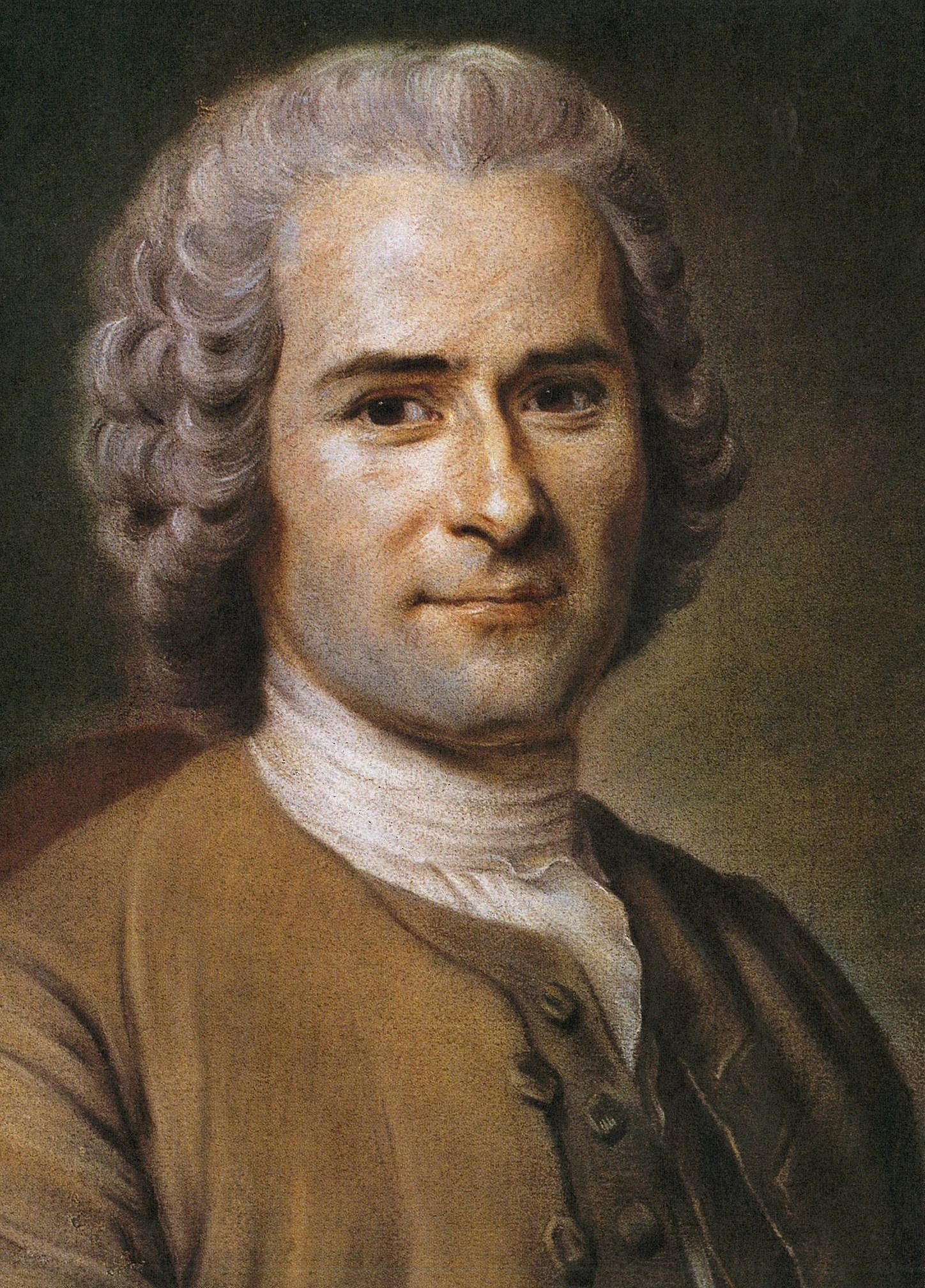
جادل جان جاك روسو أن الحقوق الطبيعية تؤسس عقدًا اجتماعيًا أفضل من ثيولوجيا الأديان.

طبيعة التقاليد الدينية تؤثر على تصور الجماهير لذاتها، ولذلك جادل نيكولو ماكيافيلي بضرورة إعادة إحياء العبادات الوثنية لإضعاف تأثير الكنيسة على الدولة. لأن الأديان السابقة للمسيحية كانت تخدم معتنقيها عوضًا عن تسخير الناس لخدمتها، وبما أن لكل حضارة قديمة إله قومي، كان ولاء الأفراد لجهة واحدة وهي دولتهم. طبيعة معتقدات ماكيافيلي الدينية موضع آراء مختلفة بين العلماء، كان يتحدث عن فكرة طورها وصاغها جان جاك روسو لاحقًا وسماها بالدين المدني في كتاب العقد الاجتماعي، وهو معتقد بمحتوى ثيولوجي ضئيل. مثل ماكيافيلي، رأى روسو بأن المسيحية وإن كانت محقة ثيولوجيًا، فهي عديمة الفائدة كـ”دين جمهوري“ لأنها لا تُعلم الناس الفضائل الضرورية لخدمة الدولة.
أشار آخرون لنفس الفكرة مستخدمين مصطلحات مثل الحقوق الطبيعية أو الدين الطبيعي. كتب جون لوك مقالة بعنوان معقولية المسيحية ليُظهر جوانبها المنطقية في ضوء الدين الطبيعي، ومَيَّزَ هنري ساينت جون بين هذه الجوانب وما أسماه بالثيولوجيا المزيفة. بالنسبة لبولينغبروك، كان اللاهوت المصطنع اختراع نخبة من المشرعين والفلاسفة وظفوا الخرافات بطريقة منهجية لتقويم سلوكيات أقوامٍ كانت إلى الهمجية أقرب. استمرار جهل العوام شكل دافعًا لديمومة مصالح هؤلاء، وأصبحت سلطتهم خارج دائرة المساءلة العامة ليتحولوا إلى دولة داخل الدولة.
الفكرة الأساسية هي أن ادعاء الدين السيادة سواءً بشكل متكافئ أو أعلى من سيادة الدولة، ينتج دولة داخل هذه الدولة، وهو ما يؤدي إلى اضطراب المجتمع المدني، وربما إلى الحرب. ولذلك اتخذ بولينغبروك موقفًا معاديًا للأحزاب - قبل أن يدافع إدموند بيرك عن محترمية الحزبية - وفضَّل «ملكًا وطنيًا» نتيجة لأزمة الأحزاب الدينية الكبرى في إنجلترا القرن السابع عشر. لم تمتلك الأحزاب الإنجليزية حينها برامجًا سياسية، وجميع بياناتها كانت تفسيرات لنصوص وتقاليد مسيحية. تفسير النصوص الدينية أو مجرد نقل أوامر الله وتطبيقها على المسائل المختلفة، لا يمكن أن يكون عملًا منهجيًا بصورة متكاملة، ولا يرقى ليصبح آيديولوجية سياسية مستجيبة للضرورات والطبيعة البشرية.
في الختام، وعي وتفسير الجماهير لذاتها هو نتيجة إسقاط فهم نخبة لذاتها على العوام، ويمكن التمييز بين نوعين رئيسين من الوطنية:
1. الوطنية السلطوية: تروج أن البلد بطبيعتها ولذاتها قبل أي شيء آخر، متفوقة على البلدان الأخرى. يتوقع من المواطنين الولاء الكامل وغير المشكوك، والتابع للقادة والامتثال لهم بطريقة غرائزية وغير مشروطة. غالباً ماتتجاهل أوجه القصور والعيوب والشقاق الاجتماعي داخل الأمة، لأنها إمعية وترى المعارضة بحد ذاتها خطراً وزعزعة للاستقرار.
2. الوطنية الديمقراطية: تتميز باعتقاد مواطينها أن القِيَم والمُثُل العليا للبلد جديرة بالاحترام والإعجاب، وبذلك يكون الولاء للقيم المؤسسية للديمقراطية. الولاء فيها متعمد ومستطلع، واهتمامهم بالمجتمع من حولهم نابعٌ من مبادئ محددة مثل الحرية والعدالة، وفق مستوى إدراكهم أو تفسيرهم لهذه القيم. يتحدث فيها المواطنون عن أوجه القصور أو العيوب وحرية الشجب والاستنكار مكفولة، ذلك لأنهم يعتبرون المعارضة وليس الامتثال عملاً وطنياً.

كان سقراط قد عرَّف المواطن الصالح بذلك الذي يتحدى الأفكار الشعبية عبر محادثات تأخذ مكانها في المساحات العامة والخاصة بأثينا. فبرغم أن بناء وتشكيل هوية وثقافة قومية عمل نخبوي في الأصل ويهدف إلى توحيد المواطنين داخل مجتمع سياسي مقيد إقليميًا، فهي ليست مشروعًا رأسيًا من أعلى إلى أسفل بالكلية؛ لأن البناء يعتمد كذلك على الشعراء والزعماء الدينيين والروائيين والموسيقيين وغيرهم ليلعبوا دورًا نشطًا في إعادة إنتاج التقاليد القومية، سرد التاريخ القومي، المشاركة في الطقوس القومية وتنظيم احتفالاتها. فهذه الأنشطة المساعدة على تخيل الأمة كمجتمع مُوَحَّد هي من مهام المجتمع المدني.

## الوطنية أخلاقيًا

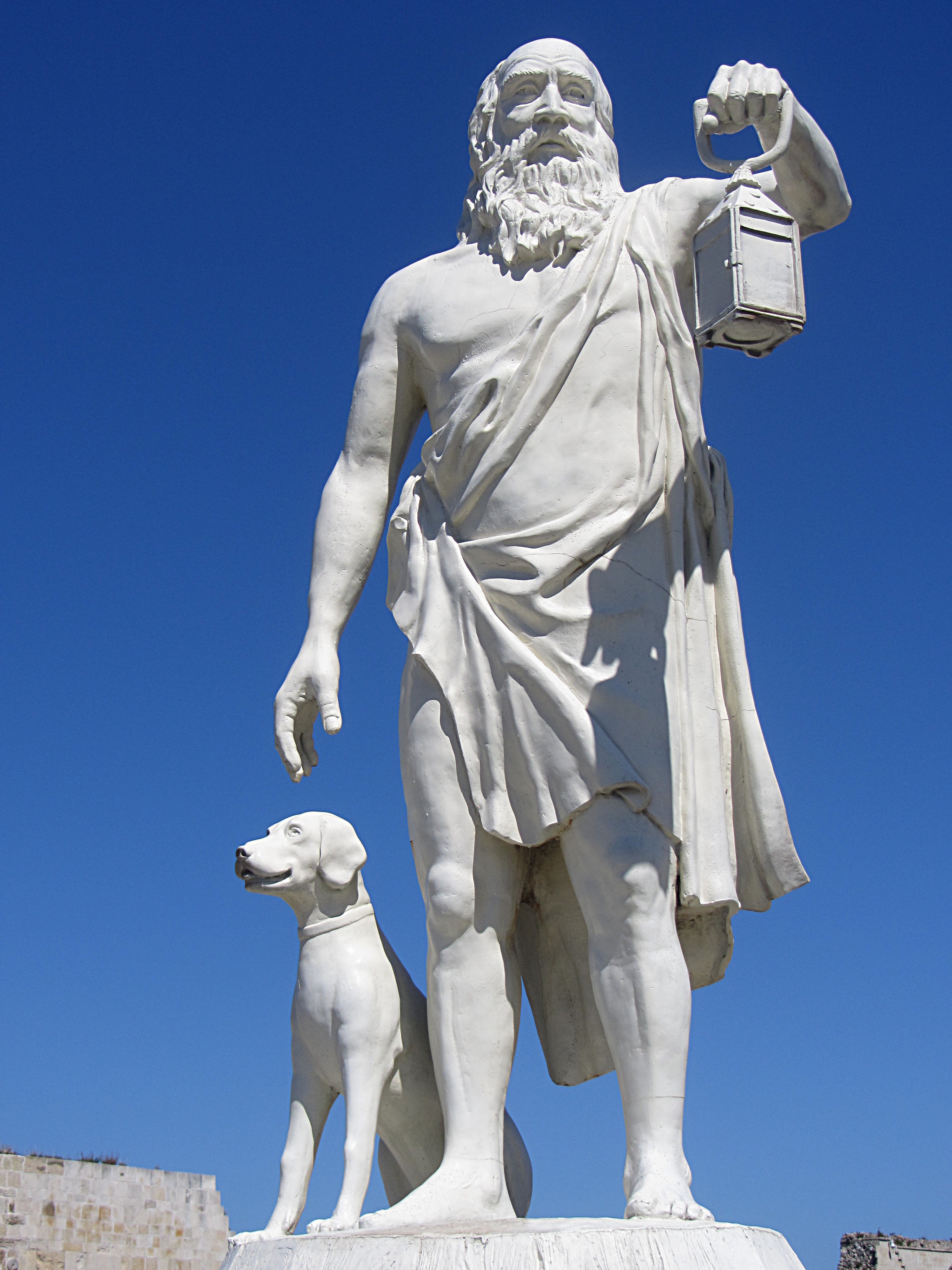
”لست أثينيًا ولا بكورينثي، أنا مواطن من العالم“ - ديوجانس الكلبي

تستوعب الوطنية كقيمة إيجابية في معظم دول العالم، مع اختلاف الانطباعات المعيارية حول تجلياتها المختلفة. يجيب معظم الناس أنهم يحبون بلادهم لمناقبها أو إنجازاتها، ولكن إن كانت هذه هي الحالة فعلاً، سيقوم الوطني بإعلان ولائه لأمة أخرى تحمل نفس القيم وتطبقها على نحوٍ أفضل، غير أن مامن وطني حقيقي سيقدم على ذلك. حال مواجهة هذا المنطق، يجيب الوطني أنه يحب بلاده لمُجَرَّد أنها بلاده ولا يحتاج لمزيد من الأسباب للولاء وإظهار اهتمام خاص بصالحها. من منظور فلسفي قد لا يكون هذا الجواب مقنعًا بسبب اعتباطيته، ولكنه بالتأكيد وطني. بعض التقاليد الفلسفية الأخلاقية اعتبرت الوطنية نرجسية جماعية مخالفة لمطالب العدالة العالمية والتضامن الإنساني المشترك. تساءل سقراط عن أخلاقية التفرد، وقاد عدداً من الفلاسفة الأخلاقيين مثل جون ستيوارت ميل وإيمانويل كانت إلى استنتاج عالمية وحياد الأخلاقيات، وضرورة التعامل مع جميع البشر على قدم المساواة. هؤلاء يرفضون الوطنية لصالح شكلٍ من أشكال الكوزموبوليتية.
تقول مارثا نوسباوم أن الإشفاق وإن كان متأصلًا في علم الأحياء البشري، فهو لا يخلو من تفكير وتقصي. أقامت الجزء الأكبر من جدالها على فلسفة الرواقيين الذين لم يقترحوا تدمير الهياكل المحلية والقومية للتنظيم السياسي وإقامة حكومة عالمية على أنقاضها، الفكرة الأساسية هي أن ولاء البشر لا ينبغي أن يكون لشكل حكومة أو سلطة زمنية، إنما لمجتمع أخلاقي يتألف من إنسانية جميع البشر. بما أن الإشفاق عاطفة تتضمن تأملًا وتدبيرا، بالإمكان تطوير وسائل تمديد المشاعر القوية وتطوير القدرة على تخيل أوضاع الناس حول العالم. التعليم القومي الذي يتضمن تعاليمًا أساسية وعالمية عن حقوق الإنسان ليس كافيًا، ويستحسن على الطلاب أن يتعرفوا على تواريخ الأمم الأخرى، بالإضافة إلى نجاحاتها أو إخفاقاتها، المقارنة قدمت أربع نقاط رئيسية عن أفضلية المواطنة المعولمة:
- يتعلم الناس عن أنفسهم أكثر من خلال التعليم المعولم.
- يتحقق تقدم في حل المشاكل التي تتطلب تعاونًا دوليًا، مثل الاحتباس الحراري.
- يتزايد إدراك الناس بالتزاماتهم الأخلاقية تجاه البشرية.
- يقدم المعولمين حججًا متسقة ومتماسكة بناءً على علامات فارقة يستطيعون الدفاع عنها.

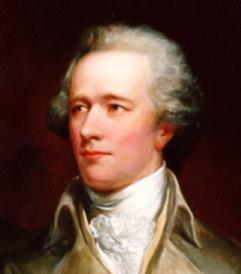
”شعب هذه البلاد، من خلال سلوكه ومثاله، سيقرر الإجابة على السؤال المهم إذا كانت المجتمعات البشرية قادرة على إقامة حكومة جيدة عبر التفكير والاختيار، أم مقدر لها الاعتماد على الصدفة والقوة في دساتيرها السياسية.“ - هاميلتن 1787.

يقول هارفي مانسفيلد أن نوسباوم فيلسوفة متميزة، لكنه شَبَّهَ إدراكها السياسي بفتاة كشافة. يتفق أن بعض تجليات الوطنية قد ينزلق إلى الشوفينية أو ماهو أسوأ، ولكنه لا يرى ذريعة لاستبعاد ماسماه بالوطنية الحصيفة وتجاهل ليبرالية ودستور البلاد. بالنسبة لمانسفيلد تظهر عبارة «الاحترام اللائق لآراء البشرية» في إعلان الاستقلال الأميركي أن استقلال الأمة لم يكن تعسفًا أخلاقيًا، إنما نتيجة ممارسة الناس لحقوقهم بحكم طبيعتهم البشرية، وهذه جزئية متجذرة عالميًا. المثال الثاني لمانسفيلد، كان وصف ألكساندر هاميلتن لدستور الولايات المتحدة بالنموذج العالمي للحكومة الجيدة النابعة من التفكير والاختيار بدلًا من الصدفة والقوة، لأنه يوفر هيكلاً مصممًا بعناية لتمكين الأغلبية السياسية العقلانية، وإحباط مساعيها إن لم تكن كذلك.
علاج التجليات البغيضة للوطنية، يقول مانسفيلد ليس في المواطنة العالمية بل في حكومة ديمقراطية، وإن لم تكن الأخيرة ضامنة للكمال. يلد الناس في بلد ما بشكل اعتباطي، لكنهم يولدون في بلد وليس «في العالم». بالإمكان إظهار الكرم والتعاطف مع أناس في بلدان أخرى، من منطلق احترام الذات وليس العدالة العالمية بحيث يكون للأجنبي ذات استحقاقات المواطن. آخرون أشادوا بمثالية نوسباوم ولكنهم لجئوا لاستعارات واقعية لرفض جدالها. قال آرثر إم. شليزنجر أن مناشدتها كانت لتكون محقة وصائبة لو كان العالم مثاليًا، ولكن على الناس التعامل مع العالم الذي يعيشون فيه.
هناك من يجادل بامكانية التوفيق بين الموقفين، وذلك بموازنة الاعتزاز بالفلكلور القومي مع تقدير واحترام عادات وثقافات الأمم الأخرى. وضع الوطنية مقابل الكوزموبوليتية ليس عادلاً، فكلاهما يحمل مضامين إنسانية وأخلاقية، وقد ينحرفان إلى أنماط خطيرة وسلبية كذلك. تجادل مارسيا بارون بتناغم الوطنية مع الأخلاقيات الليبرالية، ذلك أن الخلاف بين الحياد والتحيز ليس بذلك العمق الظاهر. تعترف الأخلاقيات بكلا الاعتبارين من حيث صلتهما بمستويات مختلفة من المداولات الأخلاقية، المحاباة والقلق المخصوص أمور مشروعة ومثمنة من وجهة نظر محايدة وعالمية. مثل الانحياز للعائلة، الأصدقاء والمجتمع المحلي، هذه التحيزات مشروعة وقَيِّمَة ومن شأنها تخليق اهتمام بامتياز البلاد ثقافيًا وأخلاقيًا.
معظم هذه المواقف تفترض الأسوأ من الوطنية، مثل العنصرية أو التعصب الأعمى. ولكن العنصرية مفهوم مبتذل، والفخر القومي لا يُترجم إلى عنصرية كما هي مُعرَّفة كأحكامٍ مسبقة وعدائية إتجاه الآخرين استنادًا على اعتقاد بالتفوق الإثني، فالمجتمعات التي تتشارك الدم، والثقافة، والتاريخ هم عادة أقرب إلى بعضهم من أولئك الذين لا يشاركونهم هذه الخصائص، وهكذا يصبح المجتمع مكونًا من شبكة من العوامل المترابطة بالتزام أخلاقي مُحكم تجاه بعضها.
بالإضافة إلى طبيعية هذا التحيز فهو ضروري للدولة وعامل أساسي لنجاح الديمقراطية، وله دور استثنائي في تخليق الإبداع وازدهار الثقافة. كما لا يمكن معارضة مفهوم ما بسبب تطوراته الغير المؤكدة. على سبيل المثال يستوعب مفهوم مثل المساواة بشكل إيجابي لدى معظم الناس، ولكن ظواهر مثل معاداة المثقفين، الطب البديل، بعض تمظهرات الشعبوية، تآكل القيم العائلية وما إلى ذلك، جميعها نتائج ثقافة نرجسية ليست مستعدة لتقبل أي شكل من أشكال عدم المساواة. هذه الظواهر وغيرها ناتجة عن تفسير معين لقيمة رفيعة كالمساواة، ولكن تفسيرات كهذه لا توفر سببًا منطقيًا لرفضها جملة وتفصيلا.

## الفلسفات السياسية

### الليبرالية

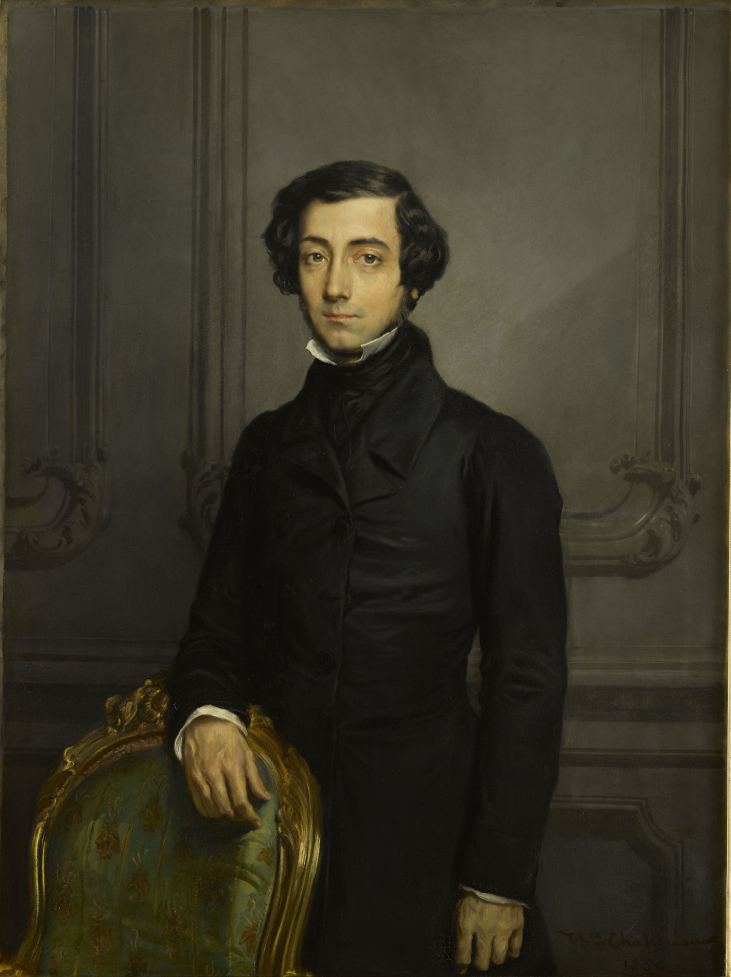
مَيَّزَ دو توكفيل بين الوطنية الملكية والجمهورية

كانت الليبرالية حليفًا تاريخيًا للقومية، إذ كانت الأخيرة شرطاً لازماً لظهور القيم الليبرالية الكلاسيكية، واقترن كلا المفهومين بالبرجوازية، أي الطبقة المتوسطة داخل المدن، حيث اكتسبت الوحدة القومية شعبية كبيرة بينهم. شددت القومية الرومانسية على صلة روحية بالبلاد وأبنائها، وتعلقت بالليبرالية بسبب مبدأ سيادة الشعب كمصدر شرعية للدولة بدلاً من سلالة ملكية، دين أو هيمنة إمبريالية. ولم يكن لحركات التحرر من الأعداء الخارجيين والداخليين أن تظهر، ولما تمكنت الجماهير من تجاوز انقساماتها وتأسيس مجتمع بدون القومية.
كَتبَ ألكسيس دو توكفيل عن الانتماء القومي كشرط أساسي لنجاح الديمقراطية، بما أنه أحد مصادر التضامن الاجتماعي. مفهوم ما عن الهوية القومية ضروري لسلامة العملية الديمقراطية. ترتكز الديمقراطية على هوية متماسكة تستند عليها الأمة، ولا وجود لديمقراطية بدونها؛ لأن الديمقراطية وحدها لاتقدم قراءة تاريخية أو رؤية مستقبلية تحافظ على التماسك المجتمعي. فالأمم التي لاتقدم تعريفًا أساسيًا لأولئك المستفيدين من ثمار المواطنة في كيانها السياسي، وتفشل في توفير بدائل للعلاقات الإقطاعية، هي الأقل احتمالًا لتأسيس ديمقراطية.
بناء الأمة يسبق بناء الدولة، وفقاً لفرانسيس فوكوياما، وهي عملية تختلف عن بناء الدولة في كونها توجد اشياء غير ملموسة مثل التقاليد والرموز القومية، والمرجعية الثقافية المشتركة، أي تخليق هوية مشتركة تنتصر على روابط العائلة، القبيلة، والمنطقة وفي حالات محددة، المجموعة الإثنية إذا كان المجتمع متنوع إثنيًا بصورة تجعل من القومية الإثنية التقليدية عاملًا إشكاليًا. يمكن للدول أن تبني أممًا عبر سياسيات معينة إزاء اللغة، والدين، والتعليم، مثل جمهورية إندونيسيا، المكونة من ثلاثمائة مجموعة إثنية، والتي حققت نجاحات أكبر على المستويات الاقتصادية والاجتماعية مقارنة بدول لم تعكف على البناء كنيجيريا مثلًا.
هناك عدة طرق لبناء الأمة، وأظهرت التجربة أن تشكيل هوية قومية قوية يتحقق بصورة فعَّالة في ظل ظروف سلطوية، نجاح هذه الوسيلة يتطلب شمائل معينة في النخبة السياسية، فالنخب التي تعكس قيم شعوبها المعتلة لن تحقق تقدماً يُذكر مالم تكن على قدر من الإدراك لمكامن الاعتلال، مثلًا لم يُشكل زعماء القبائل قوةً مشتركة للمقاومة طيلة فترة الاستعمار البريطاني لنيجيريا لأن مامن هوية قومية تجمعهم، وعندما مُنحوا الاستقلال تشكلت أحزابهم على أساس قبلي ومناطقي، بطبقة سياسية مرتابة من بعضها أكثر من أي ارتياب ساورها تجاه المستعمر.
يقول صامويل هنتغتون بأن مجتمعات الدول الأعضاء بالجامعة العربية تنقصها الثقة المجتمعية، وتتسم ثقافتها السياسية بالشك والغيرة، والعدائية المستترة أو السافرة حيال أي شخص ليس من أفراد الأسرة الممتدة، القبيلة أو القرية، وتُغرس هذه القيم في الأطفال منذ وقت مبكر. لكي تنجح هذه النخبة عليها تقديم بدائل للعادات التقليدية السائدة وإظهار ثبات وصبر حتى تفعيل هذه التغييرات. قد لا تكون السلطوية المستنيرة شرطًا لازمًا، فما من وصفة جاهزة للانتقال الديمقراطي، ولا توجد ضمانات أن يكون الحاكم السلطوي مثل لي كوان يو. الفكرة الأساسية هي أن المجتمعات ذات الهوية القومية الضعيفة تفشل في بناء الدولة، وهو الذي سيلقي بأثره السلبي على العملية الديمقراطية. يعتمد تغيير التقاليد على تقييم ضررها الكلي على المجتمع، بعضها قد يتطلب توظيفًا حتميًا للعنف، وأغليها يتبدل تدريجيًا عبر تطور الأنماط الاقتصادية، وجس النخب لنبض العوام عير وسائط متعددة لإثارة النقاشات المجتمعية.
هناك نوعان من الوطنية عند ألكسيس دو توكفيل، واحدة تنشأ من شعور غريزي فاتر وغير قابل للتعريف يربط الإنسان عاطفيًا بمسقط رأسه. تُحفَّز هذه الوطنية بالتعصب الديني إن لم تكن هي بحد ذاتها دينًا، لعدم منطقيتها وتصرفها بدافع الإيمان. يُنظر إلى الملك باعتباره تجسيدًا للبلد، وتتحول عاطفة الوطنية إلى حماسة ولاء في أحسن الحالات. يغتر الرعية بانتصارات مليكهم، ويفتخرون بسلطته عليهم ويعدونها مجدهم. هكذا كان الفرنسيون، يعتقدون أنهم أحرار علمًا أنهم لا يملكون السلطة الاعتباطية لملوكهم، ويشعرون بنوع من الغبطة وهم يرددون: ”نحن نعيش تحت ظل الملك الأقوى في العالم“. قدرة هذا النوع من الوطنية على تحفيز الجهود عابرة وغير مستمرة، قد يستطيعون إنقاذ البلاد في ظروفٍ حرجة ولكنهم يسمحون لها بالانحطاط في معظم الأوقات. ولأن آداب أناسها بسيطة ومجتمعها قائم على مؤسساتٍ تقليدية، لا تحتمل هذه الوطنية الاستمرار والديمومة.

”الحرية تقود الشعب“

النوع الثاني هو الوطنية الجمهورية، هذه أقل سخاءً وربما حماسًا، ولكنها أكثر عقلانية، وأوفر إنتاجًا، وأرسخ جذورا. تنبع هذه الوطنية من المعرفة والتنوير، وتتطور بمساعدة القوانين، وتنمو بممارسة الحقوق المدنية لتشابكها مع مصالح المواطنين. يفهم المواطن تأثير رفاه بلاده على مصلحته الشخصية، ويدرك إجازة القوانين له بالمساهمة في صناعة هذا الرفاه، فيجاهد لتعزيزه لأنه مستفيد في البداية، ثم يتطور مجهوده ليصبح جزءًا من روتينه اليومي.
بمشاركة الأفراد في حوكمة مجتمعاتهم على المستويات المحلية والمناطقية والقومية، يزداد إدراكهم بتأثير الازدهار الذي يصنعونه على سعادتهم الشخصية، ومن ثم يعملون لصالح رخاء مجتمعاتهم بدافع حب الاقتناء، وليس الشعور بالواجب وحده. عندما يقول دو توكفيل أن الوطنية الجمهورية أقل حماسًا، هو لا يقصد عدم إتقادها بالضرورة؛ لأنها أكثر إقدامًا من سواها، المقصود أنها قائمة على ادعاء تقدم إنساني أرقى. لأن نشاط المواطنين في حوكمة مجتمعاتهم ينسب إليهم النتائج، وبذلك يدركون الصلة بين مصالحهم الشخصية والازدهار المشترك.
تمر بحياة الأمم فترات تتغير فيها العادات القديمة، وتهتز القناعات الدينية، وتتذبذب الأخلاقيات العامة، وتُكسر لعنة التقاليد في وقت يكون انتشار المعرفة فيه منقوصًا، وقدر كبير من التشويه يشوب استيعاب الناس لقيم التنوير، فتُضمن الحقوق المدنية بشكل زائف أو محدود. تتخذ البلاد شكلًا بليدًا وملتبسًا في هذه الحالة، ويتراجع المواطنون إلى أنانيات ضيقة وغير مستنيرة؛ لأنهم تحرروا من الضيم السابق بدون التسليم بسيطرة المنطق على حياتهم. توقف هؤلاء منتصف الطريق في خضم ارتباكهم وتعاستهم، فخسروا الوطنية الملكية القائمة على استمرارية التقاليد، ولم يمتلكوا الوطنية الجمهورية القائمة على التفكير والمشاركة في صناعة الصالح العام وصيانته. العودة إلى الوراء مستحيلة، يقول دو توكفيل «المضي قدمًا بتوثيق المصالح الشخصية بالعامة هو الحل الوحيد أمامهم؛ لأن حقبة الوطنية الملكية ولت إلى الأبد بالنسبة لهم، ولا يمكن للرجل العودة إلى براءة طفولته».
قد تشجع الوطنية سياسات اقتصادية بمردود جيد على المدى القريب مثل التصنيع لاستبدال الواردات، ولكن نجاحها يتطلب شيئًا من التخطيط الحكومي الحذر. فالهدف الأساسي من وراء سياسة حمائية كهذه هي مواجهة صعوبات في ميزان المدفوعات، ونجاحها يتطلب حجمًا معينًا للسوق المستهدفة، وخبرة في التصنيع ومساحة من الحريات تسمح بتطور ريادة الأعمال. حماية الصناعات والشركات المحلية الوليدة يسمح لها بالاستفادة من وفورات الحجم وتطوير أفضلية مقارنة، فالشركات القومية قد تتطور وتتوسع عندما تكون محمية من منافسة شركات أجنبية أكثر نضجًا وخبرة في مجال معين.
قد تكون السياسات الحمائية مضرة، خصوصًا ماكانت تعسفية اتجاه الرأسماليين الأجانب والشركات متعددة الجنسيات التي تجلب خبرات وتقنيات جديدة وضرورية، توفر فرص عمل للسكان، تشتري تجهيزاتها من موردين محليين وتدفع الضرائب، أي أنها تولد منافع للاقتصاد القومي عبر الآثار الجانبية لاستثماراتها، وقد تخلق الحمائية ظروفًا للفساد السياسي بالإبقاء على صناعات مكلفة وغير فعالة لمجرد أنها محلية، وهو ماقد يساهم في تثبيط حوافز رفع الكفاءة التكنولوجية والإنتاجية بدرجة معتبرة. تعتمد التأثيرات الإيجابية للاستثمار الأجنبي على مدى جودة بيئة العمل، وهي متصلة مباشرة بفعالية جهاز الدولة مثل: التضخم المنخفض، والتجارة المفتوحة، والبنية التحتية الجيدة، والعمالة الماهرة، والتمويل الميسر، وحقوق ملكية آمنة، وحكومة تتعامل مع جميع المستثمرين، محليين وأجانب، بشكل عادل.
ولكن الاستثمار الخارجي المباشر ليس حلًا سحريًا خصوصًا إذا كان ترکیز الحكومة علی تشجیع الاستثمار في قطاع ماقبل صياغة إستراتيجية للتنمية. تحتاج الدول النامية إلى شكل من الحمائية المدروسة خلال مرحلة ما من تاريخها من أجل تأسيس نمط داخلي مولد للرفاه؛ لأن الفكرة ليست مجرد بناء اقتصاد مرن وباستطاعته استغلال الفرص المتولدة في العالم من حوله، بل بقدرة هذا الاقتصاد على توليد فرصه الخاصة كذلك. بصورة عامة تستبدل عمليات التصنيع وازدياد فرص العمل الانقسامات الفئوية بنظام طبقي، ومن ثم تتقلص مستويات التفاوت نتيجة الحراك الاجتماعي الذي يتعزز بفضل الإعلام، وتحديث وسائل المواصلات المعينة على التمدد الحضري، وبناء المدارس العامة المعنية بتخريج مواطنين، وغرس أخلاقيات ومهارات تؤهلهم الانخراط في سوق العمل. هذه عوامل مساعدة على تعزيز الهوية القومية، وحفظ التماسك المجتمعي باستبدال العالم القروي الثابت والمحدود، بعالم المدينة الكبير والمتنوع.

### الماركسية

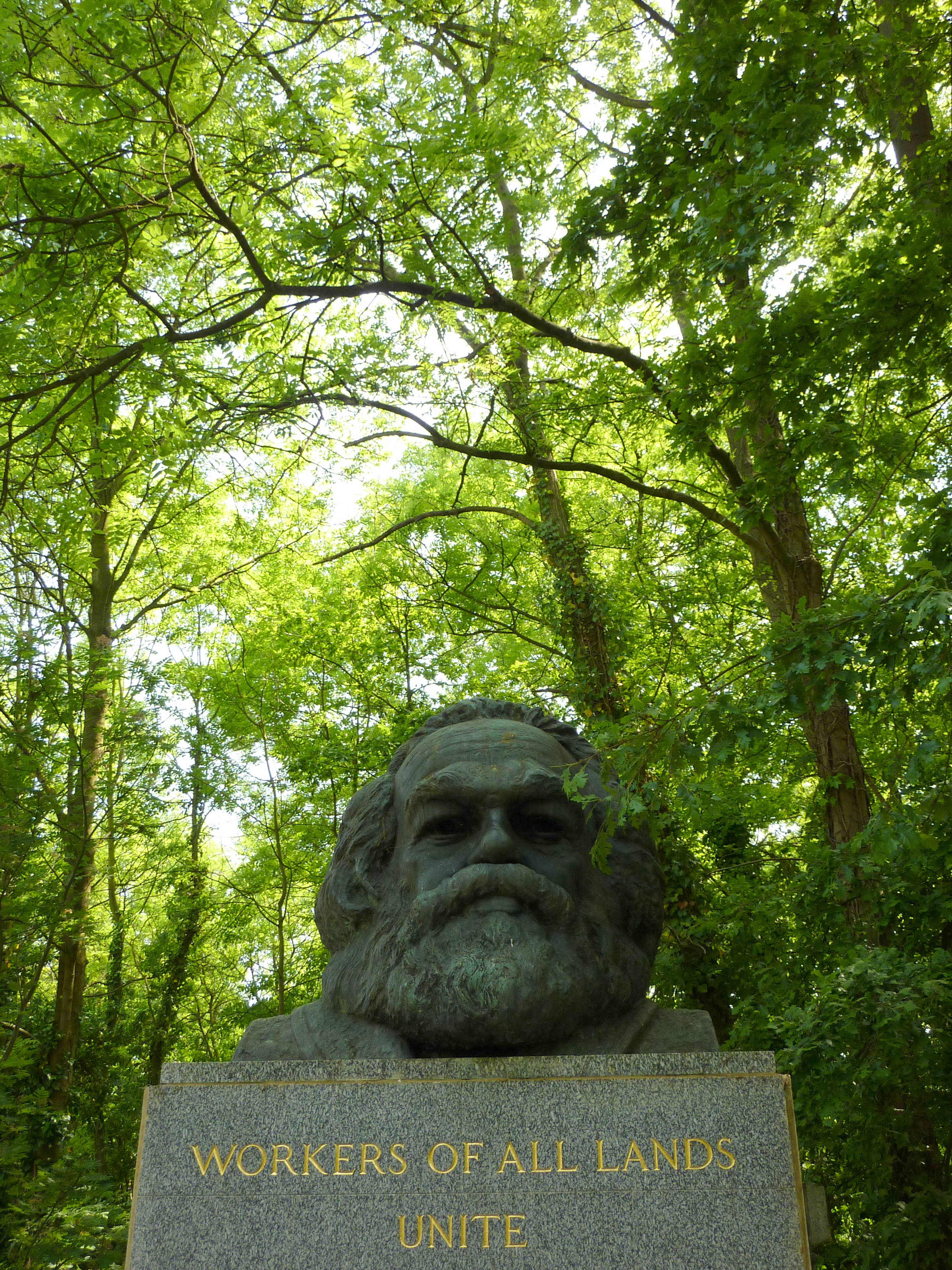
ضريح ماركس في هايغيت، وعليه شعار ”يا عمال العالم اتحدوا“

الماركسية تقليد أممي الجوهر، وفكرته الأساسية أن جميع العمال يتعرضون للاستغلال على يد نخبة من رجال الأعمال المعولمين بشكل متزايد، والوطنية في هذه الحالة تعني مؤازرة «المستبدين». وفقًا لفلاديمير لينين الثورة الاشتراكية ليست موجهة ضد «عبيد الأجور» في دول أخرى، بل هي «نضال بلا رحمة ضد وطنية وشوفينية البورجوازيين في كل البلدان دون استثناء». بالرغم من ذلك أظهر كارل ماركس تأييده لحركات التحرر القومية في زمنه وبالذات تلك في بولندا وهنغاريا ضد الإمبراطورية الروسية، وأعرب عن امتعاضه من تدخلات إمبراطورية هاسبورغ في شؤون ألمانيا وإيطاليا وعرقلتها لجهود الوحدة القومية في البلدين.
تأييد الفيلسوف الألماني للحركات القومية البورجوازية كان براغماتياً في أحسن الأحوال. بحسب المادية التاريخية تطورت المجتمعات البشرية من الشيوعية الأولية -يقصدون مجتمع الصياد وجامع الثمار- إلى القبلية، ومنها إلى الحضارات القديمة مرورًا بالإقطاع، وانتهاءً بالرأسمالية. تطلَّب تعزيز هذا التحول شكلًا جديدًا للتنظيم السياسي، لا يتمحور حول الولاء الشخصي لعائلة مالكة، ويستند على لغة وأرض مشتركة، وتصور لتاريخ ومصير جماعي، أي دولة قومية. كان المجتمع البرجوازي تقدماً تاريخيًا على الإقطاع، وطورت الرأسمالية إمكانيات الإنتاج بوسائل لم تكن مستطاعة من قبل، ولأول مرة في التاريخ البشري، أوجدت طبقة عمالية جماعية، هي عماد النظام الديمقراطي في الأدبيات الماركسية.
كل انتصار رأسمالي على الإقطاع يدفع البشرية خطوة نحو الحرية من القهر السياسي، لتعاظم جماهيرية وتركيز الطبقة العمالية بنهضة البورجوازيين على حساب الأرستقراطيين، وهذا الازدهار هو مايخلق الشروط الضرورية واللازمة للثورة الاشتراكية كطور متقدم على الرأسمالية. إذا أرادت حركة عمالية بلد ما تنظيم نفسها، عليها إتخاذ صبغة قومية في البداية وتوجيه طاقتها نحو ساحة الصراع المباشرة ضدًا على عدو مشترك لأكمل الأمة، مستعمرًا أجنبيًا كان أو حاكمًا إقطاعيًا، وإثر التخلص من الخصم المشترك يَسهل تعريف البورجوازيين كغريم طبقي. لأن المجتمع البورجوازي أوجد نظامًا طبقيًا جديدًا وشروطًا حديثة للاستبداد وإن كان قد تشكل على حطام الإقطاع، وستؤدي هذه التناقضات الجديدة إلى انهياره وإعادة بنائه على أسس اشتراكية وفق النظرية الماركسية.
حاول الماركسيون التوفيق بين موفقين، واحد يؤكد أن الوطنية أداة برجوازية لإشغال البروليتاريا عن صراع الطبقات الاجتماعية، وآخر يفترض احتكار الطبقة العاملة تمثيل الأصالة القومية بحسب ماركس وفريدريك إنجلز، إتساق وسائل الإنتاج بفضل الرأسمالية سيمحي التباينات القومية بين الأمم، فشددا على لزوم تطور حركات النضال القومية بتحويل نشاطها أمميًا بذات جهود عولمة التجارة الحرة عند البورجوازيين، ليتسنى تنظيم الأنشطة العمالية وتمثيلها على المستوى الدولي. ففي الوقت الذي يحتفظ فيه البورجوازيين من كل أمة بمصالح قومية منفصلة، استحدثت الصناعات الكبيرة طبقة تتشارك المصالح باختلاف أممها، ولذلك استنتج ماركس حتمية موت الجنسية وذبول الدولة بنهاية المطاف. وبرغم هذا التحول يشكل البرجوازيين حاضنة أساسية للعدوات القومية، وذلك لعدة أسباب في نظر ماركس:
- النضال للسيطرة على الأسواق يخلق عداوات بين الدول الرأسمالية.
- استغلال دولة ما لأخرى يخلق العداء القومي.
- الشوفينية أحد الأدوات الأيديولوجية الهادفة لاستمرار الهيمنة على البروليتاريا.

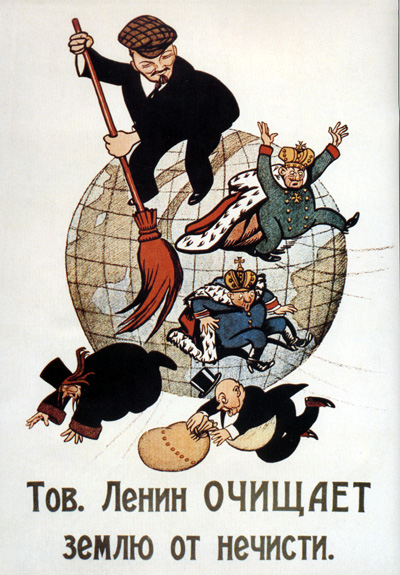
”الرفيق لينين يُنظف العالمَ من القاذورات“ 1920

يُعتبر ماركس واحدًا من أكثر الشخصيات تأثيرًا في تاريخ البشرية، وكان محقًا عندما جادل بأن من شأن توحيد وسائل الإنتاج خلق علاقة ترابطية بين الأمم، لكنه مال إلى اختزال التباينات القومية إلى محض اختلاف في وسائل الإنتاج. وضع بيان حزب الشيوعي أصول أممية البروليتاريا، مثل تحديد الإنسانية البروليتارية كغاية، وضرورة السعي لتحقيق الشيوعية على صعيد دولي نظرًا لتطور قوى الإنتاج بصورة تتجاوز إطار الدولة القومية. لكنه ومع ذلك لم يصغ إستراتيجية واضحة لمسألة القومية، وقَدَّمَ فريدريك إنجلز، فلاديمير لينين، جوزيف ستالين، روزا لوكسمبورغ، ليون تروتسكي، أنطوني بانيكوك وكارل رينر وغيرهم إجابات مختلفة لهذا السؤال.
كتب فلاديمير لينين أنهم يعترفون بمساواتية الدول القومية، ولكن يتوجب على البروليتاريا أن تضع حلفها الأممي مع العمال فوق كل الاعتبارات، وتقييم أي مطالب قومية من زاوية نضال الطبقة العمالية. حَذَّر البروليتاريا من مغبة وقوعها في شباك الشعارات الوطنية، لأن خطب البورجوازيين الحماسية تهدف إلى تفريقهم وإبعاد أنظارهم عن دسائس دخولهم في تحالفات سياسية مع بورجوازيين من بلدان أخرى. ومن ثم فإن العامل الذي يعطي أولوية للوحدة السياسية مع برجوازي قومه على حساب عمال الأمم الأخرى، يؤذي مصالحه في الاشتراكية والديمقراطية. جادلَ النمساوي أوتو باور بحتمية المشاعر القومية بين العمال، قائلاً بأن فرد العصر الحديث هو ثمرة خصائص الأمة، وحري بالاشتراكيين الترحيب بهذه المزيات كحاصل عوامل تاريخية واجتماعية عوضًا عن إنكارها، وحث على تعليم العمال أنه وبالاشتراكية وحدها، من شأن ثقافتهم القومية بلوغ نموها الكامل.
اُنتقدت طروحات باور من جوزيف ستالين وفلاديمير لينين، ووصفها الأخير بالمتناقضة والمحاولة الخطرة لمحاربة القومية بالقومية. يضيف بأن لكل بلدٍ عدة ثقافات، فـ”الجماهير المظلومة“ اشتراكية، وهناك ثقافة البورجوازيين، وثقافة الإقطاعيين ورجال الدين، تغلب واحدة من هذه الثقافات على المجتمع ولا تتعايش بتناغم. وفقًا للينين فإن من شأن تحويل نضال الأمم للاستقلال من صراع سياسي إلى ثقافي، تخدير عقول العمال ودفعهم إلى الاستسلام لقومية عدوانية تزيد وتفاقم من عزلة وتخلف الثقافات والأمم الصغيرة. بشكل مماثل كتب جوزيف ستالين في مقالة الماركسية والسؤال القومي: «أن الاستقلال الثقافي يعزل الأمم الصغيرة ويبقيها في قوقعة تديم تخلفها، ويستحسن توحيدها تحت مظلة ثقافة أعلى. هذه الثقافة العالية ليست ثقافة قومية بل أممية اشتراكية يُمَهَّدُ لها الطريق بسبب عولمة الرأسمالية».

#### انتقادات

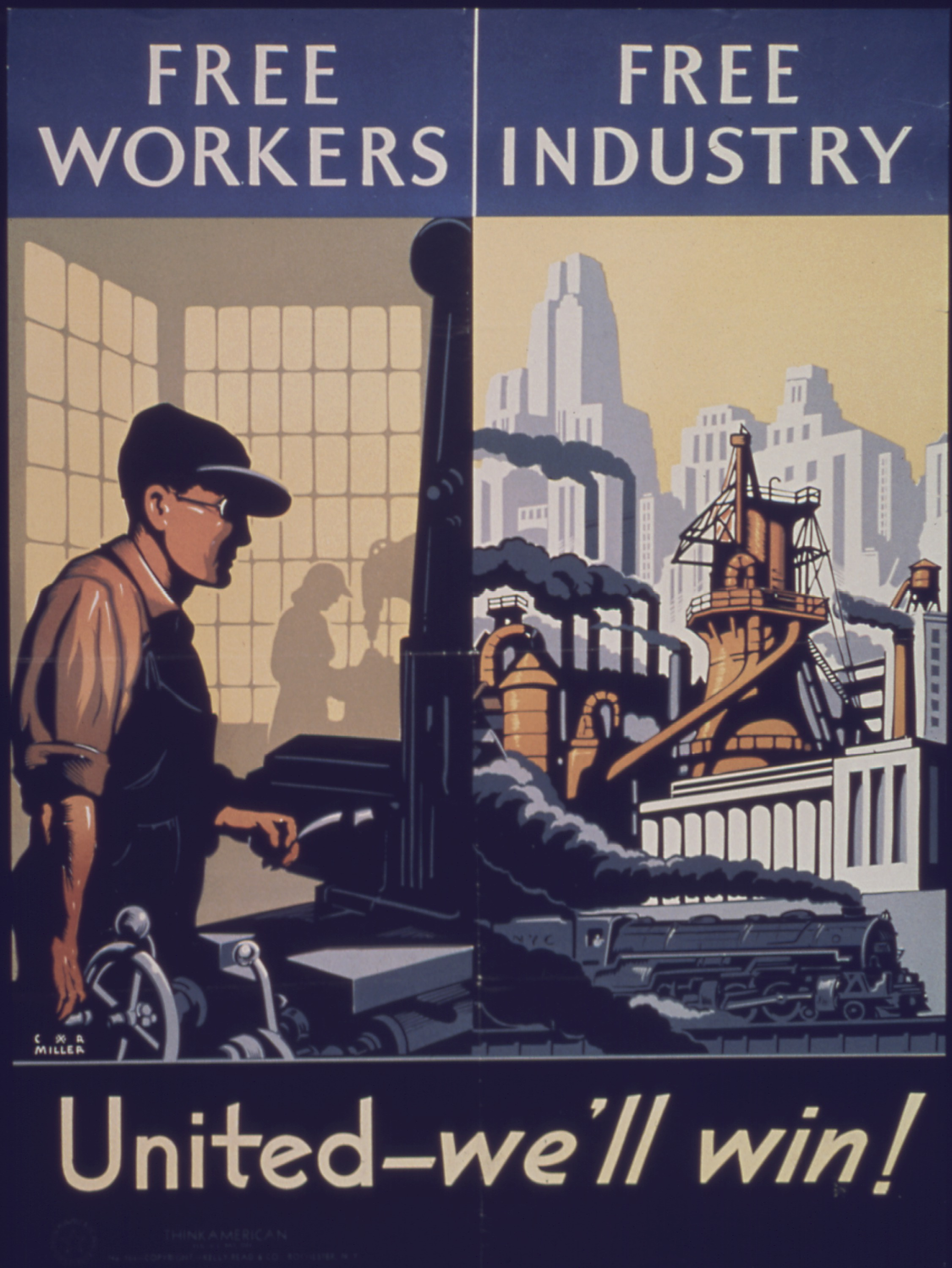
”عمال أحرار وصناعة حرة، سننتصر متحدين“ 1941

الطبقات في المجتمعات الحديثة هي تشكيلات مصلحية تُحدد بمواقعها في العملية الإنتاجية، وتوفر لأفرادها شعورًا بالعضوية الاجتماعية بدرجات مختلفة. قد لا تقدم ضمانات حقيقية بعدم نشوء طبقة تعيش على امتيازات متوارثة جيلاً بعد آخر، لكنها لا تعتمد على هذه الامتيازات بحد ذاتها، إذ تتحدد مكانة الفرد في السلم الاجتماعي بناءً على الثروة والدخل، الأمر الذي يفتح الأبواب أمام الحراك الاجتماعي مبدئيًا. تقول حنة آرندت في كتابها أصول الشمولية: «أن الأخيرة لم تكن ممكنة سوى في المجتمعات التي مُسِخَت فيها الطبقات إلى جماهير، حيث تتحول السياسة الحزبية إلى مظاهرات أيديولوجية وتنحدر بمسؤوليات المواطنين إلى اللامبالاة على نطاق واسع».
مناقضًا آمال ماركس بـ«ذبول الدولة»، جادل لينين بضرورة وجود منظمة خاصة للعنف، وهي دولة تنظم قمع البروليتاريا البورجوازيين، لعدم تحديد ماركس للجهة المسؤولة عن إعادة توزيع الأراضي ووسائل الإنتاج. ويستطيع أي طاغية منح نفسه سُلطات قسرية بغياب نشاط اقتصادي تطوعي. لم تُنتج الماركسية مجتمعاً خاويًا من الطبقات الاجتماعية بقدر ما استحدثت طبقة جديدة تمتعت بامتيازات تجاوزت تلك المزعومة على بيروقراطيي ومسؤولي الدول الرأسمالية. في الواقع لم تقبض الطبقة العاملة على أي سلطة في جميع الدول الماركسية السابقة والحالية، بينما ازدهرت الاتحادات العمالية في الديمقراطيات الليبرالية إلى عصر المعلومات، حيث تمكنت هذه المنظمات من تحسين ظروف العمل وعوائده على العمال والموظفين عبر المفاوضة المشتركة.
تغيَّر تعريف البورجوازية الذي أشار إلى السيطرة على وسائل الإنتاج، ومر بعمليات دمقرطة عبر آليات ووسائل مختلفة، فأولئك العاملين في مهن إدارية ممن لا يملكون رؤوس أموال كبيرة، يحملون تصورات مختلفة عن العمالة ذات المهارات المتدنية، ويتبؤون منزلة اجتماعية أعلى. ولا يتسنى لعامل فقير وبخلفية تعليمية متواضعة، أن يصبح فاعلًا سياسيًا بسبب انشغاله بتأمين متطلبات نجاته اليومية، وذلك خلافًا لفرد من الطبقة المتوسطة والذي قد يواجه صعوبات في العثور على عمل أو إبقائه. يمثل هذا البرجوازي التحدي السياسي الأكبر عندما يجد نفسه مزاولًا لأشغال يراها تَحُطُّ من قدره، فالطبقة المتوسطة هي الأكثر ميلًا للإيمان بالحقوق الملكية والمطالبة بالمسائلة الديمقراطية.
أجاب التاريخ على تفاصيل طروحات المثقفين اليساريين حول القومية، فلم تؤدي الرأسمالية إلى طبقة عمالية أممية بل إلى نمو متزايد للطبقة المتوسطة، ولذلك لم تعد اليسارية الراديكالية ذات صلة منذ السبعينات تقريبًا. وتُستخدم الشعارات الوطنية في الأنظمة الشيوعية لإضفاء شرعية على النظام، كحالة كوريا الشمالية التي خرجت بعقيدة اسمها زوتشية، وهي ماركسية لينينية بـ«خصائص كورية». يُعرّف الدستور الصيني مجتمع البلاد بالمتعدد إثنياً على الرغم من غلبة الهان بشكل حاسم، وتفرض الحكومة سياسات ترمي إلى الحفاظ على تآلف التعددية الثقافية. غير أن القومية الصينية المُستَندة على إرث ثقافي يقارب الخمسة آلاف سنة، وتاريخ حروب الأفيون والتشنج مع اليابان منذ القرن التاسع عشر، عناوين ظاهرة في الخطاب السياسي. وفقًا لليو كانغ أستاذ الدراسات الصينية بجامعة دوك، النظام الشيوعي الحالي حصيلة القومية الصينية أكثر منه التزامًا أيديولوجيًا بالشيوعية.
بالنسبة للشرق الأوسط فلم تشهد معظم مجتمعات المنطقة حالة تحول من الإقطاع إلى البورجوازية أصلًا. أغلبها محكوم بسلطات قبلية أو عسكرية بوسائل إنتاج متخلفة، وإقطاعية غالبة على الأرياف، وبدون إنتاج صناعي معتبر لتشكل البروليتاريا قطاعًا عريضًا من السكان. بمعنى أن هذه المجتمعات لم تصل إلى مرحلة الرأسمالية أساسًا، ولم تعرف إشكالاتها المجتمعية لتتوفر مبررات الانتماء للماركسية. لتكون المسألة أكثر وضوحًا، اعتبر الماركسيون الرأسمالية شرطًا مسبقًا لثورتهم الاشتراكية، لإيمانهم أنها نمط الإنتاج الوحيد الذي يسمح بتشكل طبقة عاملة، ويتيح نموها وتنظيمها بوعي طبقي. وفقًا لعبد الله العروي لم يتجاوز اهتمام العالم الثالث بماركس عتبة التحذلق والتظاهر بالمعرفة، إذ نادرًا مايتحدثون عن الإنتاجية لأن دوافع انتمائهم ليست اقتصادية أو أخلاقية حتى، وكانوا ليتجاهلون الماركسية لولا سهولة تطويعها للإجابة على تساؤلات ناتجة عن منظور «قومي» أو «ثقافي».
تساهم إشارات ماركس وإنجلز العابرة حول الشرق الأوسط في إظهار التباعد بين منطلقاتهم والمحسوبين على اليسار في المنطقة، مثلًا في حين انتقد فريدريك إنجلز قسوة جنود توماس بيجو، نظر إلى الاحتلال الفرنسي للجزائر واستسلام الأمير عبد القادر الجزائري باعتباره «واقعة مهمة وسعيدة لتقدم الحضارة»، لأن المجتمع البرجوازي بتحضره وصناعته ونظامه يظل أفضل من ”حالة البربرية التي يعيشونها“، على حد تعبيره. بعيدًا عن لغتة المسيئة، ارتبط موقفه بما يسميه الماركسيون بنمط الإنتاج الآسيوي الذي لا يتيح إحداث تحولات اجتماعية ونقلات سياسية كبيرة. وصفوا بالأغبياء النافعين إذ أفقدتهم هذه الجذور المشكوكة الاستقلالية والمقدرة على تحديد أولويات مجتمعاتهم وتحدياتها الفريدة، وتحولوا بصورة تدريجية إلى قوى هامشية وعاجزة عن توفير أكثر من مساهمات اعتذارية لتصورات قوى غير يسارية أصلًا، الإسلام السياسي خصوصًا، وحبل إنقاذ لأي أنظمة وجماعات باحثة عن «خصوصيات ثقافية» لتبرير تسلطها، أو ترفع شعارات ”مناهضة الإمبريالية“ للتمويه على إفلاسها الفكري والسياسي والأخلاقي.
الرأسمالية ليست يوتوبيا، ولكنها منتجة ومتجددة باستمرار، أثبتت قدرتها على تحسين المستوى المعيشي لبلايين البشر منذ القرن الثامن عشر، ومعدلات النمو في الصين والهند أحدث المؤشرات على حيوية النظام. ظهور البلاغيات المعادية لها من فترة لأخرى مدين للمالية العالية وخصخصة أرباح وتعميم خسائر البنوك الإستثمارية. يقترح برنارد ليفي على ناقدي اقتصاد السوق جملة وتفصيلًا، زيارة مناطق العالم التي لم تعرف مبادئه وقوانينه حتى يتسنى لهم مشاهدة حجم التعاسة والبؤس التي تعيشها المجتمعات ماقبل الرأسمالية. وفقًا لجورج لوكاس يستحيل على المجتمعات ماقبل الرأسمالية بلورة مصالح طبقية، وذلك لانقسامها على إقطاعيات فئوية وارتباط عناصرها الاقتصادية بعواملها الدينية والسياسية بصورة وثيقة، فهذه المجتمعات أضعف تماسكًا وحداتها المكونة مكتفية ذاتيًا وأقل ترابطًا لتخلف البنية الاقتصادية، ارتكاز الدولة ليس راسخًا في حياتها ونشاطها الاقتصادي طفيلي.
هذه ليست مجتمعات رأسمالية لأن الدولة هي اللاعب الاقتصادي الرئيسي لسببين في معظم الحالات: إعادة التوزيع بما يحافظ على قبضة النظام السلطوي، فهي طفيلية بسبب استغلال أجهزتها لتمكين أقلية صغيرة من العوائل متعددة القطاعات من استنزاف الموارد دون إنتاج شيء في الواقع أو المساهمة في عملية التنمية. السبب الثاني أنه وخلافًا للدول الرأسمالية حيث يستخدم الأثرياء ثرواتهم لتأييد قضايا ومشاريع معينة أو ربما دعم أنفسهم في سباقات الترشح، المنصب الحكومي والعمل السياسي هو المدخل الرئيسي لإثراء الذات والدائرة المحيطة في المجتمعات الأقل نماءًا.

## الإسلام السياسي

### الجيل الأول

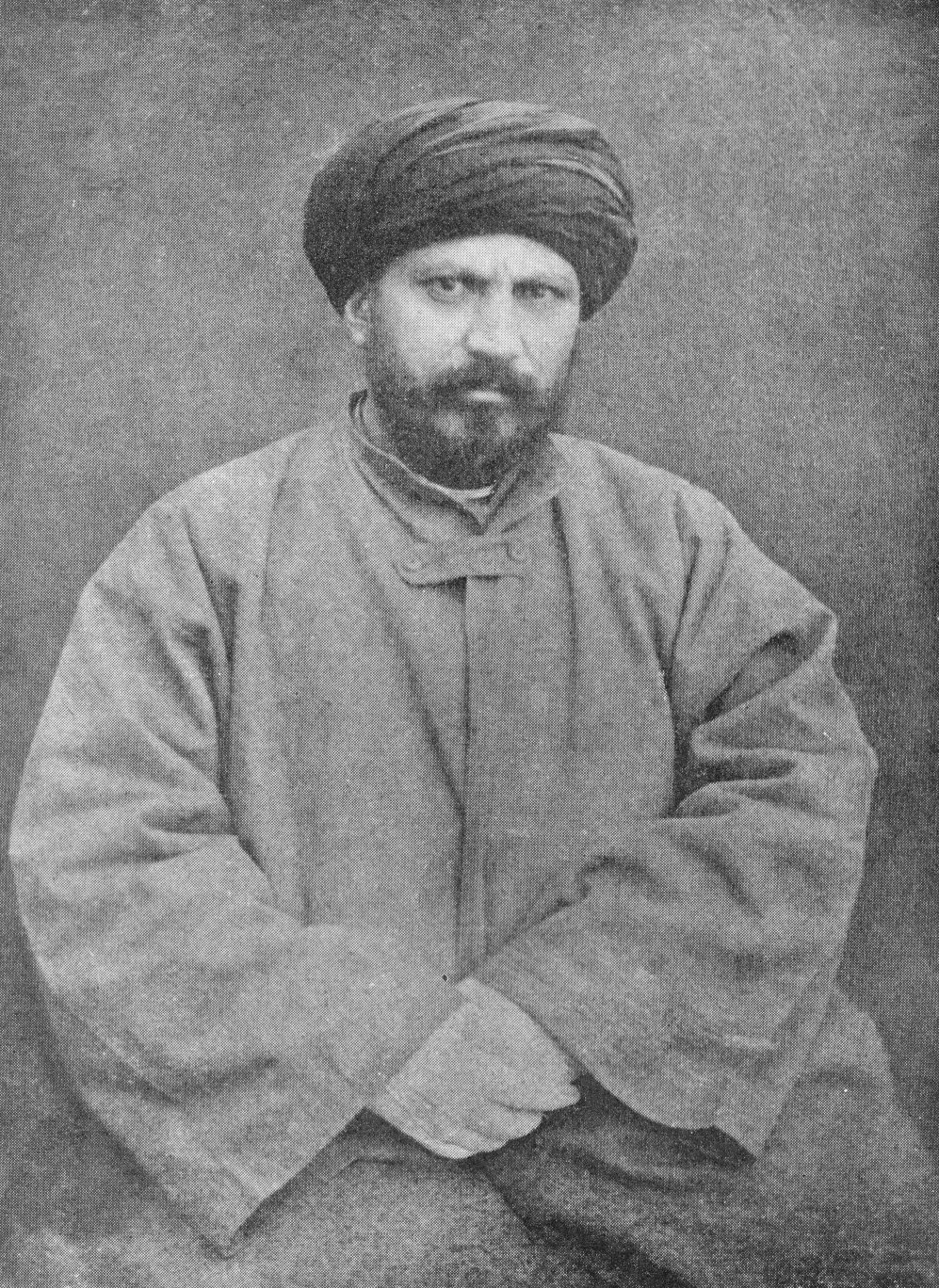
جادل جمال الدين الأفغاني بجوهرية الإيمان بالإسلام لبلوغ الحداثة

تحيل إشارة الإسلام السياسي إلى الجماعات الإخوانية والوهابية تلقائيًا، غير أنها وإن اختلفت عن الجماعات الشيعية في الأساليب والأهداف والبنى التنظيمية، فهي تتبنى فهمًا مشابهًا للوطنية والدولة القومية. تُستخدم مصطلحات إسلامي وإسلاموي بدلًا من مسلم، لأن هذه الجماعات أسست تمييزًا واضحًا بين مجتمع يتألف من مسلمين ومجتمع إسلامي في بنيته وأساسه. تمتلك منظورًا فريدًا للوطنية، ولكن الأصولية الإسلامية في كلمات حسين حقاني، ليست نظامًا سياسيًا ولا آيديولوجية متماسكة.
تعود فكرة الأممية الإسلامية إلى ثلاث شخصيات رئيسية وهم: جمال الدين الأفغاني، محمد عبده ومحمد رشيد رضا، واستحضرها السلطان عبد الحميد الثاني لتأمين أراضي الإمبراطورية العثمانية المتناقصة باستمرار، وممارسة النفوذ والتأثير على المسلمين في ثلاثة مناطق تحديدًا وهي: الهند البريطانية، وشمال أفريقيا الفرنسية وآسيا الروسية. يعود فضل صياغة مصطلح ”الأمة الإسلامية“ إلى جمال الدين الأفغاني، والفكرة الأساسية أن المسلمين حول العالم يشكلون مجتمعًا سياسيًا واحدًا بغض النظر عن أجناسهم، بلدانهم ولغاتهم. كانت غايته الأساسية تأمين مستقبل الإمبراطورية العثمانية، واعتبر الإمبراطورية الألمانية مثلًا جديرًا بالاحتذاء. دعا المسلمين إلى الوحدة ضد ما اعتبره تهديداتٍ مشتركة، وتضرَّعَ إلى قصر توبكابي بإلغاء التنظيمات واستخدام القرآن كمرجع وأساس للقانون. وفقًا للأفغاني، فالإسلام ليس عاملًا مسببًا للتخلف، وجادل بأن ترسانة التفوق الغربي في المنطق، والفلسفة والعلم ليست متوافقة مع الإسلام فحسب، بل هي جزء لا يتجزأ من جوهر الدين في الواقع.
نفى المسؤولية عن الإسلام في حد ذاته، وحدد التخلف الفكري للمثقفين المسلمين والناجم عن قرون من الاستبداد والقهر السياسي، فضلًا عن ”انقسام الأمة الإسلامية“، كمسببات وموجباتٍ لمنزلة المسلمين الوضيعة. بحسب الأفغاني، فإن «الأمة» التي لا تعترف بأهل الحل والعقد، والخاضعة لسلطة فَردٍ يعتبر رغبته قانونًا وإرادته نظامًا، وإرادتها بلا تأثير على الصالح العام، يستحيل إصلاح مسارها. استعمل الأفغاني منطقًا داروينيا اجتماعيًا لشرح أسباب تخلف المسلمين، رغم رفضه للتطور البيولوجي. طبقًا لإحدى مقالاته، تقطع جميع المجتمعات أطوارًا من البربرية والهمجية، وكان الدين وليس العقلانية، مرحلتهم الانتقالية إلى التحضر. أشار إلى الإصلاح البروتستانتي ليثبت أن الإسلام والمعتقد الديني عمومًا، ليس باعثًا لعرقلة التقدم العلمي، فالفكرة وفقًا للأفغاني هي أن الإسلام لا يزال في مرحلة الطفولة مقارنة برشد المسيحية. لم تنشر هذه المقالة بالعربية والتي كانت ردًا على محاضرة الكاتب الفرنسي إرنست رينان المعنونة ”الإسلام والعلم“، زَعَم خلالها بأن الإسلام بطبيعته معادٍ للفلسفة، الفنون، العلم، التقدم والتغيير.
طبقًا للوارد في جريدة العروة الوثقى، فإن جنسية المسلم دينه، واقترح الأفغاني أن الوطنية مؤامرة غربية لإدراك الغرب أو الفرنجة كما يسميهم، أن الدين أقوى روابط المسلمين. بحسب الأفغاني، مطامع القوى الاستعمارية في ”دار الإسلام“ دفعتهم إلى نشر وترويج القومية لـ”يسهل الانقضاض على الأمة وتمزيقها شيعًا وأحزابا“، والوطنيين حمقى وسفهاء ومغفلين في نظره، لمساعدتهم الغرب ”في مسعاه ومخططاته للتنفير من العصبية الدينية“. لم يكن الأفغاني فقيهًا دينيًا، فلم تصدر عنه آراء حول أي مسألة دينية تتجاوز الدعوة إلى الـ”اجتهاد“ ونبذ الـ”تقليد“، وتطبيق ”المبادئ الأساسية للإسلام“ كما مورست في القرن السابع، والتي اعتبرها جمال الدين كفيلة بتلقيح المجتمعات المسلمة بدينامكية ثقافية مطلوبة للحاق بركب الغرب. لم يتحدث عن حكومة ديمقراطية أو تنظيم برلماني، وأشار إلى مارتن لوثر كثيرًا، ولكنه لم يكن مصلحًا دينيًا وتمحور جل اهتمامه حول كيفية تحقيق النجاح العملي لمواجهة الاستعمار.

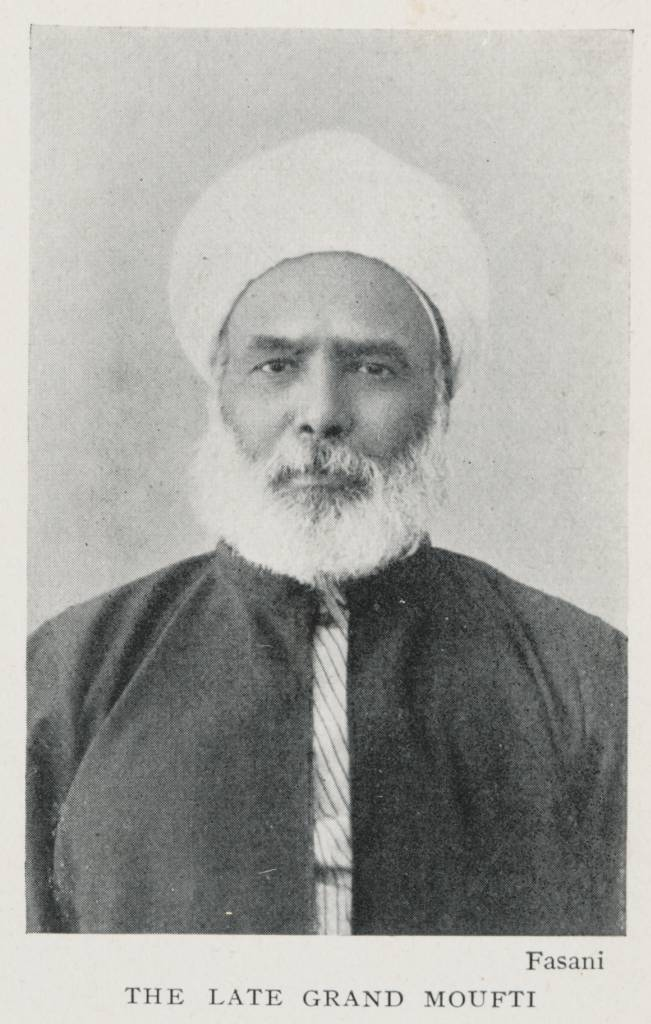
جنسية الحاكم ليست مهمة لعبده ما دام مطبقًا للشريعة

بالنسبة لصديقه محمد عبده، فقد اعترف بوجود النعرات القومية في أغلب الأمم، ولكنه رفض التسليم بتلقائيتها واستخدم مَثَلَ طفلٍ انتقل للحياة وسط أمةٍ أخرى، لن يميل هذا الطفل إلى موطنه الأصلي على الأرجح، وسيتطبع بطباع الأمة التي نشأ وتربى فيها. بالنسبة لعبده، التعصب حالة طارئة يُدفع إليها البشر، فقد كانوا يلتحمون بعصبة النسب حتى أصبحوا أقواما، بغرض حماية مصالحهم ضد معتدٍ غريب. المشكلة في نظره، أنَّ الناس تجاوزت متطلبات الضرورة برفضهم سلطة ونفوذ الأجنبي عليهم ولو كان عادلًا، لما في ذلك من إذلال ومهانة تشعر بها الأنفس. وفقًا لعبده، تضمحل العصبية بالخضوع لـ”أحكام أحكم الحاكمين“، فالتزام عامة الناس بأحكام الله واذعانهم لأوامره كفيل باغنائهم عن القومية.
يتغافل المسلم عن شعبه ويعرض عن القومية، ويرفض جميع أشكال العصبيات ما عدا ”العصبية الإسلامية“. وفقًا لعبده، السلطة السياسية في الإسلام لا تُنال بالوراثة والامتياز في جنس أو قبيلة، وما يميز الحاكم حرصه على تطبيق الشريعة والدفاع عنها. وأضاف بأن المسلم لا يأنف في تبدل حكوماته ولا يستنكر ما يعرض عليه من أشكالها وانتقالها من قبيل إلى قبيل ما دام صاحب الحكم حافظًا لشأن الشريعة وذاهبًا مذاهبها. بمعنى أنَّ جنسية الحاكم أمرٌ غير ذي صلة ما دام مطبقًا للشريعة الإسلامية. افترق عبده عن الأفغاني في فترةٍ لاحقة، وتخلى عن أفكاره السياسية تَفرغًا للإصلاح الديني الذي تعرض للانتقاد لـ”غلبة النزعة العقلية“ عليه.
كان لمحمد رشيد رضا الأثر الأكبر على حسن البنا، مؤسس جماعة الإخوان المسلمين، وتجدر الإشارة إلى أنه ابتعد تدريجيًا عن أفكار محمد عبده وتبنى رؤًى قريبة من الوهابية، ويصفه يوسف القرضاوي بالـ”أقرب إلى الانضباط بمحكمات الشرع من شيخه الأستاذ الإمام“. استنكر رضا تبجيل الرموز القومية، فالفخر عنده إنما يكون بـ”رجال الإسلام“ من خلفاء النبي الأربعة وغيرهم من «السلف الصالح». أسباب النهضة لا تكون بالتفرنج في الملبس وأشكال الحكومات، بل بأخذ العلوم والصناعات الرائجة عند الغرب، فـ”المسلمون أحق بها وأولى“. لولا عجمة في لسانهم، لكان الشعب الأفغاني أجدر الشعوب وأقدرها على ”استعادة مدنية الإسلام“، بما أنهم من أقل الأمم تفرنجا. وبناء عليه، فشكل الحكومة الأمثل بالنسبة لرشيد هو الخلافة أو الإمامة العظمى التي يعَرِّفها بـ”رئاسة الحكومة الإسلامية الجامعة لمصالح الدين والدنيا“. تنصيب الخليفة/الإمام مسألة واجبة شرعًا، وهي من صلاحيات أهل الحل والعقد الذين يتصدر مقامهم ثلاثة أحزاب رئيسية في العصر الحديث وفق تصنيفه وهم: حزب حشوية الفقهاء الجامدين، حزب المتفرنجين وحزب الإصلاح الإسلامي المعتدل.
الحزب الأول هم طبقة رجال الدين التقليدية، اتهمهم رضا بالتقصير في بيان ”حقيقة الإسلام“ وما فيه من أحكام اعتبرها كفيلة بنقل المجتمعات والوصول بها إلى مدنية راقية. حَمَّل هؤلاء مسؤولية ظهور حزب المتفرنجين لعجزهم عن دفع ”الشبهات“ حول الإسلام والشريعة. أما ما يسميه بحزب الإصلاح الإسلامي المعتدل، فهم الجماعة القادرة على إزالة ”شقاق الأمة“ حول خطوات إعادة إحياء الإمامة، لجمعهم بين ”الاستقلال في فهم فقه الدين، وحكم الشرع الإسلامي وجوهر التحضر الأوروبي“. ضرب مثلًا بمحمد عبده كأحد الفقهاء المستقلين والمستحقين لمنصب تعيين الخليفة، وذلك لمخالفته حشوية الفقهاء الجامدين الرافضين للاجتهاد، والعاجزين عن استنباط القوانين العسكرية والمدنية من الفقه التقليدي. رفض رضا الاعتراف بالإمبراطورية العثمانية كخلافة إسلامية، ولكن المشكلة في نظره ليست في مفهوم الخلافة ذاته، بل في عدم قدرة الناس على التمييز بين الخلافة العثمانية و”الخلافة الإسلامية الصحيحة“، ففساد الأولى ليس دليلًا على فساد الثانية. حدد رضا سبعة شروط، نقلًا عن مصادر أقدم، للخلافة الإسلامية الصحيحة:
- العدل
- العلم (بمعنى الإلمام بثيولوجيا الإسلام)
- سلامة الأعضاء
- سلامة الحواس
- الشجاعة
- الرأي (بمعنى قوة الذهن)
- النسب القرشي.

وبالرغم من رفضه للـ”عصبية الجنسية“، يقول أنَّ الإجماع على اشتراط القرشية ثابت بالنقل والفعل، ويضيف بأنَّ الترك الذين سلبوا السلطة من العباسيين لم يتجرأوا على ادعاء الخلافة أو التصدي لانتحالها بالتغلب، فالأمة مجمعة على المذكور ومعتقدة له دينا. حكمة هذا الشرط وفقًا لرضا، أن قريش كانت «أكمل العرب خَلقًا وأخلاقًا وفصاحة وذكاء وفهمًا وقوة عارضة، فإقامة الإسلام متسلسلة في سلاسل أول من تلقاها حتى لا ينقطع سير اتصالها المعنوي والتاريخي». الشرط قائمٌ إلى يوم القيامة، فلا يمكن للشرع أن يوجب شيءًا غير موجود.
لحل هذه المعضلة، دعا الدولة التركية إلى تربية ”شرفاء قريش وسادتها“ ليترشحوا للخلافة بالـ”انتخاب الشوروي“. هناك ثلاثة طرق لاختيار الخليفة وهي بيعته من أهل الحل والعقد، استخلافه وهذه تتطلب إجماع أهل الحل والعقد كذلك، أو الحكم بالتغلب. شَبَّه طاعة هذا الأخير بأكل الميتة من منطلق الضرورة ودرء الفتنة، ينبغي إزالته ما أمكن ذلك وعدم توطين النفس على دوام الحال. في نفس الوقت، أوجب طاعته شرعًا وحَرَّمَ الانتفاضة ضده. هذا إلى حد كبير موجز طروحات أعلام ”النهضة الإسلامية“ حول الوطنية والدولة القومية، لم يتحول تيار السلفية الذي مثله هؤلاء الثلاثة إلى حركة سياسية، لكنهم تركوا بصماتٍ واضحة على من أتى بعدهم.

### الإخوان المسلمين

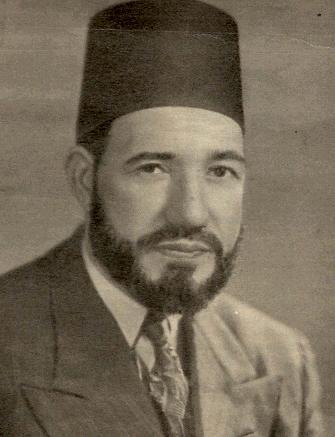
اقترح البنا تأسيس ”عصبة الأمم الإسلامية“ لاختيار خليفة للـ”إمبراطورية الإسلامية“

تشترك جميع الحركات الإسلامية في عملها ضمن إطار مفاهيم مستعارة، حورت وقدمت بصيغتها الحالية على يد حسن البنا وأبو الأعلى المودودي. الإسلام دين شمولي ومهيمن على مظاهر الحياة الخاصة منها والعامة، وتمكين هذه الهيمنة على المجتمع شرط لازم لممارسة «الأمة» إسلامًا صحيحًا وفق معايير هذه الجماعات. فالإسلام وفق تعريف البنا: ”عقيدة وعبادة، وطن وجنسية، ثقافة وقانون، دين ودولة، روحانية وعمل، ومصحف وسيف“. ترفض الحركات الإسلاموية تنظيم الدولة القومية نظريًا، والقومية العربية ليست أكثر من مسلك مؤدٍ لإقامة الدولة الإسلامية. غاية الإخوان في كلمات البنا، محصورة في تكوين جيل من المؤمنين بتعاليم ما تسميه الجماعات الإسلامية المختلفة بالإسلام الصحيح، ليعمل على صبغ الأمة بالصبغة الإسلامية في كافة مظاهر حياتها.
كما هي رمز للوحدة الإسلامية، فالخلافة شعيرة دينية كذلك ومنصب الخليفة مناط كثير من الأحكام الإلهية، ولذلك يتوجب على جماعة الإخوان الوصول إلى سدة الحكم في جميع الدول القومية وتأسيس حكومات إسلامية فيها، فلن يتسنى تنظيم المجتمع إسلاميًا بدون الهيمنة على الدولة. تزيد هذه الحكومات من مستوى التعاون الثقافي والاجتماعي والسياسي والاقتصادي بينها، واقترح تأسيس منظمة دولية تسمى بـ”عصبة الأمم الإسلامية“ لتنظيم وإدارة هذه العلاقات. وفي ذلك الحين، تقوم الأمم الإسلامية بالإجماع على إمام هو ”واسطة العقد، ومجتمع الشمل، ومهوى الأفئدة، وظل الله في الأرض“. في حين إقرارهم بأنَّ للفرد مسؤوليات معينة تجاه وطنه، غير أن واجب الإخوان الأعظم هو لأمتهم الإسلامية. ليست الوطنية بالمفهوم المركزي في طروحاتهم البلاغية، وكتب عنها البنا في معرض ردوده على أعداء جماعته ليثبت إحاطة الإسلام بكل شيء، وقسمها إلى خمسة أنواع:
1. وطنية الحنين:
يُقصد بها التعلق بمسقط الرأس أو مكان النشأة، اعتبرها مسألة فطرية ومأمور بها في الإسلام. استعمل أبياتًا شعرية منسوبة لبلال بن رباح تُظهر حنينه إلى مكة وهو في يثرب، وهكذا أصبحت ”وطنية الحنين“ أمرًا مفروضًا في الإسلام.
2. وطنية الحرية والعزة:
يُعَرِّفها بـ”الجهود الساعية لتحرير الوطن من الغاصبين وتوفير استقلاله“. يقول البنا أنه مع الوطنيين في هذه المسألة وزَعَمَ تشديد الإسلام عليها. اقتبس نصان من القرآن لتدعيم جداله وهما:
- «الذين يتربصون بكم فإن كان لكم فتح من الله قالوا ألم نكن معكم وإن كان للكافرين نصيب قالوا ألم نستحوذ عليكم ونمنعكم من المؤمنين فالله يحكم بينكم يوم القيامة ولن يجعل الله للكافرين على المؤمنين سبيلا»
- «يقولون لئن رجعنا إلى المدينة ليخرجن الأعز منها الأذل ولله العزة ولرسوله وللمؤمنين ولكن المنافقين لا يعلمون»

3. وطنية المجتمع:
يقول إذا كان المقصود بالوطنية تقوية الروابط بين أفراد ”القُطر الواحد“، فجماعته توافق الوطنيين وأورد التالي باعتباره أدلة:
- أثر منسوب للنبي جاء فيه: «لا تحاسدوا، ولا تناجشوا، ولا تباغضوا، ولا تدابروا، ولا يبع بعضكم على بيع بعض، وكونوا عباد الله إخوانا. المسلم أخو المسلم، لا يظلمه ولا يخذله ولا يحقره، التقوى هاهنا وأشار إلى صدره. بحسب امرئ من الشر أن يحقر أخاه المسلم، كل المسلم على المسلم حرام: دمه وماله وعرضه»
- نص قرآني يقول: «يا أيها الذين آمنوا لا تتخذوا بطانة من دونكم لا يألونكم خبالا ودوا ما عنتم قد بدت البغضاء من أفواههم وما تخفي صدورهم أكبر قد بينا لكم الآيات إن كنتم تعقلون»

4. وطنية الفتح:
يقول البنا إذا كان مقصد الوطنيين فتح البلدان وسيادة الأرض، فالإسلام جعل من ذلك فريضة ووجه الفاتحين إلى أفضل أنواع الاستعمار وأكثرها بركة، على حد تعبيره. بدليل النص القرآني القائل: «وقاتلوهم حتى لا تكون فتنة ويكون الدين لله فإن انتهوا فلا عدوان إلا على الظالمين»
5. وطنية الحزبية:
يُعَرِّف البنا ما يسميه وطنية الحزبية بـ”تقسيم الأمة إلى طوائف تتناحر وتتضاغن وتتراشق بالسباب وتترامى بالتهم ويكيد بعضها لبعض، وتتشيع لمناهج وضعية أملتها الأهواء وشكلتها الغايات والأغراض وفسرتها الأفهام وفق المصالح الشخصية“. هذا النوع مرفوض لاحتمالية استغلال ”العدو“ حتى ”يفرق المسلمين عن الحق ويجمعهم على الباطل“.
في نظر البنا، يُثبت الوارد أعلاه أن جماعته ليست مع الوطنيين فحسب، بل مع أكثرهم تطرفًا كذلك. حدد مواطن الخلاف في ناحيتين: الأولى أن وطنية الإخوان ليست مقيدة إقليميًا، فكل بلادٍ بها مسلمون يرددون الشهادتين هي وطن لهم. والثانية هي حول المناط بالمواطنين بعد تحرير بلادهم، فالوطنيون ينزعون إلى الاهتمام بالنواحي المادية، أما الإخوان فيرون أنَّ على كل مسلم أمانة يؤديها وهي ”هداية البشر بنور الإسلام، ورفع علمه خفاقًا في جميغ ربوع الأرض“. يؤدي الإخواني هذه الأمانة رجاء إسعاد بقية العالم بالإسلام، وليس طمعًا في سلطة أو رغبة باستعباد الناس. بحسب البنا، تُشكل البلدان ذات الأغلبية المسلمة أقطارًا، وكلمة قُطْر تعني ناحية أو جهة، فهناك «وطن إسلامي» يحتوي الدولة الناحية التي ينتمي إليها الفرد، وجميع «الأقطار الإسلامية» وطنٌ للمسلم. يتحول هذا الوطن الإسلامي إلى إمبراطورية سيُسأل عنها المؤمن يوم القيامة، وأخيرًا، يتطور موطن الإخوان ليشمل الكرة الأرضية بأسرها، واقتبس نفس النص القرآني الوارد في معرض حديثه عما سماه بوطنية الفتح أعلاه.

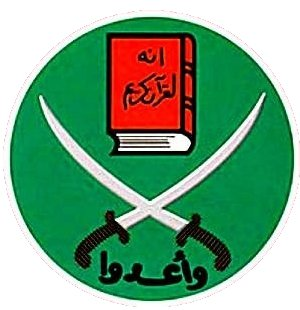
شعار الجماعة: قرآن يمثل مرجعية شاملة للحياة، محمي بسيفان أعلى كلمة ”وأعدوا“ المقتبسة من نص قرآني يقول «وأعدوا لهم ما استطعتم من قوة ومن رباط الخيل ترهبون به عدو الله وعدوكم»

شمولية الإسلام هي أول الأصول العشرين، والمقصود إحاطة الإسلام بجميع القضايا والمفاهيم من دولة، ووطن، وقضاء، واقتصاد، وسياسة، وعسكرية، وقانون وإلى آخر ما يعده الإخوان نظامًا أرقى وأشمل من ”شرائع البشر وأنظمتهم الوضعية من شيوعية، ورأسمالية، وديمقراطية ونحوها“. أحد تعريفات الإسلام تشير إلى التسليم والخضوع لأوامر الله، وبما أنَّ طقوس التعبد قائمة على نظامٍ معين، استنتج الإسلامويون أن الإسلام نظامٌ اجتماعي وسياسي كذلك، يبدأ بأصغر وحدات المجتمع وهي الأسرة، وينتهي بأكبرها وهي الأمة الإسلامية ممثلة بالإمامة. وظائف الدولة المسلمة هي الدعوة إلى الله والتخلص من الشرك، إقامة الصلاة وإيتاء الزكاة، والأمر بالمعروف والنهي عن المنكر. وبدون هذه الخصائص الأساسية، تفقد الحكومة الإسلامية صفتها.
دعا البنا إلى إلغاء الأحزاب السياسية في أكثر من رسالة، متعللًا بأكثر من حجة، إما لمساهمتها في تعميق الانقسام المجتمعي، أو لتمحور بعضها حول شخوص مؤسسيها، فاقترح جمعية شعبية ”تقود الأمة إلى الفوز وفق تعاليم القرآن“ بديلًا عنها. تريد جماعة الإخوان حكومة تسوق الناس إلى المسجد، كما أنهم لا يعترفون بأي تنظيم للعملية السياسية لا يرتكز على الإسلام، ولا يقرون بالأحزاب السياسية و”الأشكال التقليدية التي أرغمنا أهل الكفر وأعداء الإسلام على الحكم بها والعمل عليها“. جادل بامكانية عمل البرلمان من دون الأحزاب، بما أنه يعتمد على إرادة الأمة التي يمثلها أهل الحل والعقد وهم: الفقهاء المجتهدون، أهل الخبرة في الشؤون العامة ومن لهم قيادة أو رئاسة على الناس كزعماء البيوت ومشايخ القبائل.
تفرض الجنسية الإسلامية سؤال الأقليات الغير مسلمة، وفي هذا الصدد، يقول البنا بأن الله الذي أصدر ”الدستور المقدس“ لم يغفل هذه المسألة لعلمه بماضي وحاضر ومستقبل الأمم، ويضيف بأن الإسلام لم يوصي بحماية الأقليات الغير المسلمة فحسب، بل أمر بالإحسان إليهم وألزم على معتنقيه الإيمان بجميع الأديان «السماوية». في نفس الوقت، كتب البنا عن وجوب قتال أهل الكتاب حال ”اعتدائهم على أرض الإسلام، أو حيالهم دون انتشار دعوته“. رفع الإسلام عنهم السيف ما دفعوا جزية سنوية تعفيهم عن الخدمة العسكرية، كيلا يتم توريطهم في حروب تبيدهم، ولتنقية ”جيوش الإسلام“ من أصحاب ”العقائد الفاسدة“، فالأموال مقابل الحماية ويحق للإمام إسقاطها عنهم إذا ارتأى تجنيدهم.
بما أنَّ الإسلام منظومة أزلية شاملة ومتكاملة، تحدث البنا عن الاقتصاد ودعا إلى نبذ المذاهب الاقتصادية من رأسمالية، اشتراكية وشيوعية مؤكدًا اشتمال الإسلام على حلول كافة المشاكل الاقتصادية. يتمحور ”النظام الاقتصادي في الإسلام“ حول الآتي: ”اعتبار المال الصالح قوام الحياة وضرورة الحفاظ عليه“، إيجاب العمل والكسب على القادرين، الكشف عن منابع الموارد الطبيعية، تحريم موارد ”الكسب الخبيث“، ردم أو تقريب مستويات التفاوت بين الطبقات، توفير الضمان الاجتماعي، ”التعاون على البر والتقوى“، احترام الملكية الخاصة، تنظيم المعاملات المالية وتقرير مسؤولية الدولة في الحفاظ على النظام. بالإضافة إلى تحريم الربا ويقصدون أسعار الفائدة، والدعوة إلى تطبيق سياسات حمائية مثل استقلال السياسة النقدية، تأميم رؤوس الأموال الأجنبية، وتنظيم الضرائب والاكتفاء بالضروريات وتقليل الكماليات، بمعنى الابتعاد عن مظاهر الترف على المستوى الشخصي للفرد.

### جماعت إسلامي

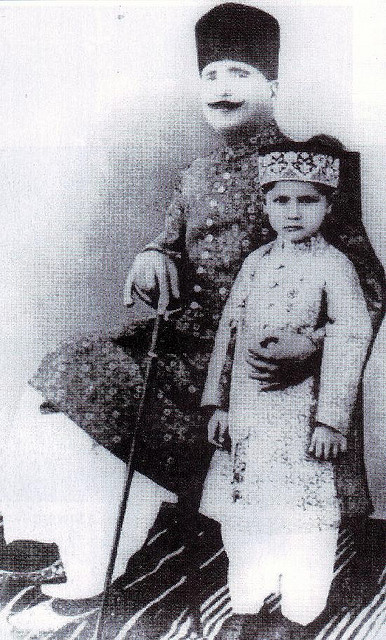
عارض المودودي توجهات إقبال ووصفها بالـ”إسلام الجغرافي“، لأنها تجعل من مسلمي الهند قومية دون اكتراث بالتزامهم الديني

كان المودودي أكثر تفصيلًا وحرصًا على أسلمة المفاهيم السياسية الحديثة. تتطابق شعارات الرابطة الإسلامية الباكستانية مع الإخوان المسلمين، وتركت مؤلفات مؤسسها أثرًا عظيمًا على الجماعة. رفض أبو الأعلى القومية الهندية في مرحلة متقدمة بعد سنين من متابعته لغاندي، وكان القوميون يريدون توحيد جميع الهنود، بمختلف خلفياتهم، ضد المستعمر الإنجليزي. غير أنَّ رابطة عموم مسلمي الهند رأت أن للمسلمين مصالح مختلفة عن مواطنيهم، وناشد أحمد خان مسلمي البلاد بالإبقاء على ولائهم للتاج البريطاني. اعترض المودودي استحداث دولة باكستان لإدراكه أنها ستحمل بصمة رعاتها مثل محمد إقبال ومحمد علي جناح، والأخير كان قوميًا هنديًا في الأصل، وحاول تقريب وجهات النظر بين رابطة العموم والمؤتمر القومي الهندي، ووصف فكرة الهيمنة الهندوسية بالـ”بعبع“ الإنجليزي لتشتيهم عن الوحدة وتحرير البلاد.
وصل الإسلام إلى الهند في القرن الحادي عشر، وكان هؤلاء المسلمون من خلفية تركية - فارسية. تدريجيًا، تشكلت ثقافة تميزت بظهور لغة الأردو وهي خليط من اللغات السنكريتية والفارسية والتركية، وقال محمد بهادر شاه، آخر أباطرة مغول الهند، أن الهندوسية والإسلام ”تشتركان في نفس الجوهر“. أي مظاهر انقسام في الهند ما قبل الحديثة كانت مناطقية وليست دينية، ومرتبطة بتخلف بنية الدولة واستقلال حكام المناطق بدرجةٍ جديرة بالاعتبار. عاش معظم الهنود في القرى، وكان الهندي أكثر قربًا لابن قريته عن هندي آخر يشاركه المعتقد الديني في منطقة أخرى. ارتبط موقف جناح بما تراءى له كصبغة هندوسية طغت على القومية الهندية في سنينها المبكرة، مثل دعوات بعض القوميين الهندوس بمنع ذبح الأبقار وترديد شعارات مدرسية تُعظم الإله رام، وغير ذلك من التجليات التي زَعمت عصبة العموم انتشارها. وفي واقعة تكشف عن الأبعاد الشخصية لانقلاب موقف جناح، أطلق بعض أعضاء المؤتمر القومي أصوات الاستهجان وطردوه من منصة الخطابة لأنه أشار إلى صديقه السابق بالـ”سيد غاندي“ بدلًا من الـ”مهاتما“.
تتباين القراءة التاريخية بين القوميين الهنود والباكستانيين، ولكن المؤكد أنَّ جناح لم يكن أصوليًا أو متدينًا حتى. كان محاميًا تدرب في لندن وأراد دولة تحمي المسلمين الهنود مما ظهر له كهيمنة هندوسية، بصرف النظر عن مدى صحة ذلك من عدمه، ولم يتحدث عن ”دولة إسلامية“. ولذلك لا ينبغي الخلط بين ظهور باكستان وطروحات أبو الأعلى عن الوطنية والقومية. كَتبَ المودودي أنَّ أعضاء المؤتمر القومي من المسلمين مثل أبو الكلام آزاد، بالإضافة إلى عصبة عموم مسلمي الهند، ليسوا إسلاميين. بالرغم من موقفه الدفاعي طائفيًا، رفض استحداث باكستان وأراد للهند أن تصبح دولة إسلامية. الإسلام ”ثورة عالمية“ بالنسبة للمودودي، وبما أنَّ الله خالق كل شي ومالكه، فحاكمية الأمور البشرية له وحده، ولا يحق لأي جهة حكم ذاتها وقضاء شؤونها، فالخلافة هي شكل الحكومة الصحيح للبشرية، والخليفة نائب الحاكم الحقيقي الذي هو الله.
يقول المودودي أنَّ الدولة الإسلامية تخالف الدولة القومية وتتميز عنها بخصلتين: أنها دولة قائمة على فكرة وغاية، والحكم فيها لله وليس للشعب. وصف القومية بالـ ”مخالفة للشرائع الإلهية“، ”ينبوع للفساد والشر“ و”لعنة الله الكبرى“. وبناء على ذلك، يتوجب على المسلم الإيمان ببطلان جميع القوميات، وألا يقيم وزنًا لصلات الدم والأرض، وإلا فعليه إدراك انفصاله عن الإسلام وتمكن ”الجاهلية“ من قلبه وعقله، فالمسلمون حزب وليسوا بقوم لأنَّ القرآن قسم البشرية إلى فئتين وهم «حزب الله» و«حزب الشيطان»، وآلية تحديد مواقف الصداقة والعداء تقوم على أسس دينية مُعبرًا عن رفضه لنفعية الوطنيين. تنفي القومية معايير الخير والشر، لأن غاية القوميين هي الارتقاء بالشعب، وإعلاء كلمته و”إحلاله منزلة الألوهية“، بحسب المودودي.
وفقًا لأبو الأعلى، لا يوجد وطني وغير وطني في ”نظرية الإسلام السياسية“، لأنَّ النبي محمد رحب بصهيب الرومي وسلمان الفارسي وعادى أبناء ”وطنه“ من عمرو بن هشام إلى عمه أبا لهب. ترتكز نظرية الإسلام السياسية على نزع سلطات الأمر والتشريع من البشر جماعاتٍ وأفراد، لأن الحاكمية ويقصد السيادة، حقٌ إلهي وليست مجالًا ديمقراطيًا تتغير فيه القوانين وتتبدل وفقًا لآراء الجماهير وإدراكهم، بدليل نص قرآني قائل: «ما كان لبشر أن يؤتيه الله الكتاب والحكم والنبوة ثم يقول للناس كونوا عبادًا لي من دون الله ولكن كونوا ربانيين بما كنتم تعلمون الكتاب وبما كنتم تدرسون. ولا يأمركم أن تتخذوا الملائكة والنبيين أربابا أيأمركم بالكفر بعد إذ أنتم مسلمون» بحسب أبو الأعلى، يُظهر هذا النص الخصائص الأساسية للدولة الإسلامية، وهي كالتالي:
- ليس لفرد، أسرة، طبقة، حزب أو ”سائر القاطنين في الدولة“ نصيب من الحاكمية، فهم رعايا ”الحاكم العظيم“ الذي هو الله.
- ليس لأحد من المسلمين حق تشريع القوانين.
- لا يؤسس بنيان الدولة الإسلامية إلا على ”القوانين الإلهية“، وللناس حق طاعة الحكومة ما نفذت أوامر الخالق في خلقه.

استخدم مصطلح ثيوقراطية في معرض حديثه عن ”الحكومة الإلهية“، غير أنه ميزها عن الثيوقراطية المسيحية بدعوى إعراض القساوسة عن تعاليم السيد المسيح، وتشريعهم حسبما ترتضيه أهوائهم، مستدلًا بنص قرآني يتهم الكهنة بذلك. في نظر أبو الأعلى، ثيوقراطية الإسلام ليست مستبدة فهي لا تخضع لأمزجة طبقةٍ من رجال الدين، ولكافة المسلمين تولية أمورها والقيام بشأنها بمقتضى القرآن والسنة. ثيوقراطية الإسلام في كلماته، ”ثيو - ديمقراطية“ خولت للمسلمين ”حاكمية شعبية مقيدة“ تحت سلطة الله، وسلطة تنفيذية تُكَوّنُها آراء المسلمين. ينفي المودودي تقييد الإسلام لحرية الفكر، فغاية السيادة الإلهية هي صون التشريع من ”اعتداء المعتدين حتى لا يقع الناس في المهالك“. أورد سببين لفشل الديمقراطية الليبرالية في نظره: الأول لاستيلاء السياسيين على عقول الناس بدهائهم، ثم سنهم للقوانين وفق أهوائهم الشخصية فور انتصارهم. السبب الثاني هو عدم إدراك العامة لمصالحهم، واستعمل قانون منع الكحوليات في الولايات المتحدة كمثال. اُصدر القانون الفيدرالي تماهيًا مع رأي عام معادٍ لأضرار المشروبات الكحولية، وألغي لاحقًا لأن ”نفسهم الأمارة بالسوء“ دفعتهم لذلك. بحسب المودودي، يُثبت هذا المثال عدم أهلية الإنسان لصلاحيات التشريع.
بديل المودودي للدولة القومية هو الخلافة، وغاية هذه وفقًا له هي تحقيق العدالة الاجتماعية بـ”إقامة الحق وإنهاء الظلم“، إقامة الصلاة وإيتاء الزكاة، ونشر الخير ”بالأمر بالمعروف والنهي عن المنكر“، ولذلك أصدر الله له دستورًا أزليًا لا يتغير ولا يتبدل ليعالج مشاكل الإنسان الشخصية، الاقتصادية والعائلية وليعينه خلال ”السفر إلى وجهة الحق“. يقول بأنَّ الدولة الإسلامية ”وسطية“ فلا هي بالسلطوية أو الشمولية، ويصفها بـ”نظام وسطي وضعه العليم الخبير“، وزَعَم احترامها للحقوق الفردية. هذا النظام ليس محدودًا بجغرافيا أو لغة، ودستوره معروض للناس كافة من كل أمة وأرض، والمشاركة في تيسير الدولة حق لجميع المؤمنين باختلاف أجناسهم. يُعامل الرافضين معاملة أهل الذمة، معصومون في أنفسهم وأموالهم ولكن لا يحق لهم العمل في الحكومة لأنها خاضعة لـ”حزب مؤمن بعقيدةٍ خاصة“. هذه الخلافة ليست مجرد حكومة سياسية، بل نيابة كاملة لمهام النبي ويسميها بـ”خلافة على منهاج النبوة“. بحسب المودودي، تختص هذه الخلافة بسيادة القانون، حرية التعبير، استقلالية القضاء، وهي خالية من التعصب القومي وتشتمل على ”روح الديمقراطية والتصرف بحق في بيت المال“.
ما من مواطنة في الدولة الإسلامية، وتُقَسّم القاطنين فيها إلى قسمين: قسم يؤمن بمبادئ الدولة وهم مسلمون، وقسم لا يؤمن بها وهم كفار. يتهم المودودي الدول القومية بالتمييز ضد الأقليات لتخصيصها شؤون إدارة الدولة لقومية مؤسسيها، برغم اعتبارها جميع مواطنيها أمة واحدة دستوريًا وقانونيًا. تُميز الدولة الإسلامية بين المسلمين وغير المسلمين، ولكنها تتميز عن الدول القومية في ضمانها حقوق الأقليات بـ”دستور إلهي“. حرية الدين ليست مكفولة، فالمقصود بـ”غير المؤمنين بمبادئ الدولة الإسلامية“ أولئك الغير مسلمين أصلًا. يُفرض على هؤلاء دفع الجزية ويُستثنى منها الفقراء والعاجزين، لقاء ألا يُقتلوا أو يُعتدى عليهم بطريقة اعتباطية، وأن يُعاملوا بمساواة أمام القانون الجنائي. يحق لهم بيع الخمور ومنتجات الخنازير وتعليق الصلبان وضرب النواقيس في القرى الصغيرة فقط، وداخل دورهم ومعابدهم في المدن. ومن حقهم الإبقاء على كنائسهم القديمة دون استحداث دورٍ جديدة، ويحق للمسلمين الاستيلاء عليها ما أرادوا ذلك ولكنه ليس بالسلوك المُشجع. لا يحق لهم الخدمة في القوات المسلحة أو تولي المناصب الحكومية الرئيسية، ويُمكن للمسلمين إن أرادوا، منحهم بعض المناصب في قطاعات الصحة ومشاريع التصميم والبناء الممولة حكوميًا نظرًا لاحتمال غياب الكفاءة بين المسلمين. في نظر المودودي، تُثبت حزمة الحقوق والواجبات هذه تفوق ورقي الدولة الإسلامية على الدول القومية ما تعلق باحترام حقوق الأقليات والاعتراف بكرامتهم.
انتقد المودودي التيارات الليبرالية والشيوعية، ووصفها بالتوجهات الـ”مادية، الإلحادية والمتطرفة“. كما رفض الجدلية التاريخية لجورج هيغل ووصفها بالـ”ضالة والخطيرة والحملة المنظمة لهدم الدين من أساسه“، لأنها تزيل جميع مظاهر الإجلال لعصور الأنبياء وخلفاء النبي الأربعة. مثل سابقيه، دعا المودودي إلى الاستفادة من رقي وتقدم الغرب ماديًا دون الالتفات إلى ”ضلالاته في فلسفة الحياة“. إذ سخر الله المخترعات والاكتشافات العلمية للمسلمين أصلًا، وفرض عليهم استغلالها وفق القوانين الإلهية. تحقيق هذه الغاية يتطلب رجالًا يجمعون بين ”العقلية الإسلامية والكفاءة الإنشائية، المالكين للطباع المحكمة والأخلاق الفاضلة والعزائم القوية“. يعود الفضل إلى المودودي في صياغة مصطلح ”الاقتصاد الإسلامي“، وهو ليس بـ”تطرف ومادية“ الفلسفات والاقتصاديات السياسية، لأنه وسطي ويقوم على ثلاثة أساسيات: ”لا يتنافى مع الفطرة الإنسانية، يحث على مكارم الأخلاق ولا يلجأ إلى القوة ما لم تحتمها الضرورة“.

### الجيل الثالث

أُستخدمت مقتطفات من هذا الكتاب لإدانة قطب والحكم عليه بالإعدام

في كتاب معالم في الطريق، كتب سيد قطب عن حاجة العالم لنظام وقيادة تبقي على ما توصلت إليه الـ”عبقرية الأوروبية“ على صعيد التقدم المادي، وتزوده بمنظومة قِيَمٍ جديدة و”منهج أصيل وواقعي“. وفقًا لقطب، نقل الله، عبر الوحي، شكل الحكومة الأمثل إلى النبي محمد مرة واحدة وإلى الأبد، وعلى المؤمنين أن يستسقوا مثالهم من النبي وصحابته الذين أوجدوا ”المجتمع المثالي“. كَتب أنَّ الأمة المسلمة ليست أرضًا ولا قومًا، ويُعرّفُها بـ”جماعة من البشر تنبثق حياتهم وتصوراتهم وأوضاعهم وأنظمتهم وقيمهم من المنهج الإسلامي“. تعيش هذه الأمة في حالة من الجاهلية منذ ”اعتدائها على أخص خصوصيات الألوهية“، ألا وهي إسناد الحاكمية إلى البشر بادعاء حق وضع التصورات، تشريع القوانين وسن الأنظمة بمعزل عن ”منهج الله للحياة“. النهضة العلمية، القومية والوطنية أدت دورها ولم تعد تملك جديدًا تقدمه، فحان دور الإسلام ليقود البشرية.
الفكرة الأساسية هي أن النظام الدولي يُشكل مخالفة وتمردًا ضد خطة إلهية ما، والإسلام كفيل بتوفير بديل عملي وعادل. هذا البديل ”منهج إلهي“، وليس بنظرية خاضعة للدراسة والمقارنة بنظرياتٍ سياسية. يقول قطب أن للإسلاميين منهجية تفكيرٍ خاصة، وبالتالي لا يمكن إخضاع تصوراتهم للمنطق البشري لما في ذلك من إقرار بمساواة أفكارهم مع ”مناهج التفكير الجاهلية“. يتحقق تطبيق هذا المنهج الإلهي بالجهاد لـ”إقامة مملكة الله في الأرض، وإزالة مملكة البشر“، والعمل تحت قيادة مستقلة عن ”المجتمع الجاهلي“. محفزات هذا الجهاد ليست دفاعية كما يدعي المهزومون أمام هجمات المستشرقين، فهو حركة اندفاع لتحرير الإنسان في شتى أرجاء العالم من الخضوع للأحكام والمناهج البشرية بـ”تحطيم مملكة الهوى البشري واقامة مملكة الشريعة الإلهية في عالم الإنسان“، طبقًا للوارد في مؤلفه.
في نظر قطب، لا ينفي الوارد أعلاه حرص الإسلام على إرساء السلام سواء كان الوطن الإسلامي - جميع الدول ذات الأغلبية المسلمة - آمنًا أو مهددًا من ”جيرانه“، غير أن تحقيق السلام لا يكون بتأمين حدود دار الإسلام فحسب، بل باخضاع البشرية لتصورات هذه العقيدة. فالجهاد حالة دائمة وليست عرضية أو طارئة، وتحقيق غاية المؤمنين بالمنهج الإسلامي من أحزاب وجماعات تتم على أربعة مراحل:
1. التربية والإعداد بالدعوة السلمية حتى لا يتعرضون للقمع.
2. توظيف هجمات على نطاقٍ صغير تيمنًا بسرايا النبي.
3. القتال لرد الـ”ظلم“.
4. الجهاد لـ”إخراج الإنسان من عبودية العباد إلى عبودية رب العباد“.

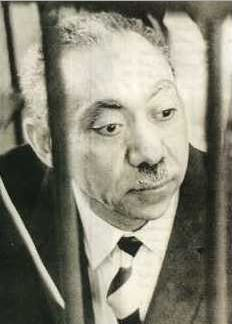
لا تعترف الجماعات الإسلامية بالمصلحة القومية

تأمين الوطن الإسلامي ليس غاية في حد ذاته، فهدف تأمينه ليكون قاعدة انطلاق للسيطرة على العالم. تتخذ المجتمعات الجاهلية أشكالًا مختلفة، ومنها تلك القائمة على الروابط القومية التي وصفها بالحيوانية. بحسب قطب، يضم ”المجتمع الإسلامي المتفوق“ العربي والفارسي والمصري والتركي والصيني والهندي والإندونيسي والأفريقي، إذ تفرد الإسلام عن باقي النظم السياسية بـ”منهجه الرباني“ القائم على أساسٍ عقدي لا يكترث للقومية. يستسقي المسلم قِيَمه من سلطة إلهية تربط الناس ببعضهم، وانقطاع هذه الرابطة ينسف مبررات الصلة والمودة، فهناك حزب واحد لله والبقية للـ”طواغيت“، يقول قطب.
بالنسبة إلى قطب، جاء الإسلام ليلغي روابط الأرض والدم، فلا وطن للمسلم إلا دار الإسلام، ولا جنسية له سوى عقيدته التي تجعله عضوًا في الأمة المسلمة. أورد أمثلة من القرآن والتراث الإسلامي كنوح وابنه، لوط وزوجته، الحباب بن عبد الله ووالده ابن سلول، وتفضيل النبي لسلمان وبلال وصهيب على أعدائه المشاركين له في الأرض والدم، ليثبت أنَّ وطن المسلم دينه، وقومه هم المؤمنين بأفكاره وليس مواطنيه. دار الإسلام ليست بلدًا يقول قطب، بل وطن جميع المؤمنين بالإسلام كنظام سياسي، ولو كانوا غير مسلمين. يُعرّف الوطن بـ”دار تحكمها عقيدة ومنهاج حياة وشريعة من الله“، فوطن المسلم ليس قطعة أرض، ورايته ليست براية قوم، وقرابته ليست قرابة دم. كل أرضٍ تعارض تطبيق الشريعة هي دار حرب وإن كانت مرابع القوم، فالوطن عندهم أرض تطبقها وإن غاب عنها المواطنون. لا يعترف قطب بالمصالح القومية، لأنها من ”صور الشرك الخفية“ على حد تعبيره.
وفقًا لمحمد قطب، كانت أوروبا وحدة سياسية تجمع قوميات ولغات وأجناسًا مختلفة تحت ظل الإمبراطورية الرومانية، ولم تنصهر هذه الأقوام في بوتقة العقيدة لاستعلاء الروم على الشعوب الخاضعة لهم بخلاف الأمة الإسلامية، حيث كان بلال وصهيب وسلمان في ”قمة المجتمع“. يصف هذه التجربة بالفريدة والمتميزة في التاريخ البشري واستبعد تكرارها مع أي نظامٍ آخر سوى النظام الإسلامي القائم على ”العقيدة الصحيحة“، والمطبق لشريعة الله. اعتناق قسطنطين الأول للمسيحية ساهم في إنشاء نوع من ”التجمع الشعوري“ ولكنه لم يفلح كنجاح الأمة الإسلامية لثلاثة أسباب وفقًا لقطب:
- ”استكبار“ الأباطرة عن الحكم بـ”شريعة المسيحية“ وحكمهم وفق القوانين الرومانية.
- انقسام المسيحية على مذاهب وفرق متعددة.
- استعمال اللغة اللاتينية لقراءة وفهم الكتاب المقدس، بينما يتحدث الخاضعون للإمبراطورية لغات مختلفة.

في نظر قطب، توضح هذه العوامل أسباب عدم نجاح المسيحية في بناء أمة على ”النسق الذي أمر به الإسلام“ الذي لم تنفصل فيه الشريعة عن العقيدة، ولم يشهد خلافات عقدية تمزق وحدة معتنقيه وظلت لغته واحدة. يقتبس مقتطفات من طروحات أبو الحسن الندوي حول الموضوع، فوفقًا لقراءة الأخير، جمعت المسيحية أمم أوروبا و”جعلتهم عشيرةً واحدة“، فضعفت فيهم القومية لفترة طويلة حتى ظهور مارتن لوثر واستعانته بقومه الألمان في هزيمة الكنيسة الكاثوليكية، الأمر الذي قاد إلى استقلال الأمم الأوروبية وتعزيز أواصرها القومية على حساب الدينية. زعم أنَّ حركة الإصلاح البروتستانتي نابعة من مؤثرات إسلامية، فالإنسان الأوروبي اقتبس ”جزئيات الحياة الإسلامية“ ولكن ”عصبيته الصليبية“ دفعته إلى رفض الإسلام.

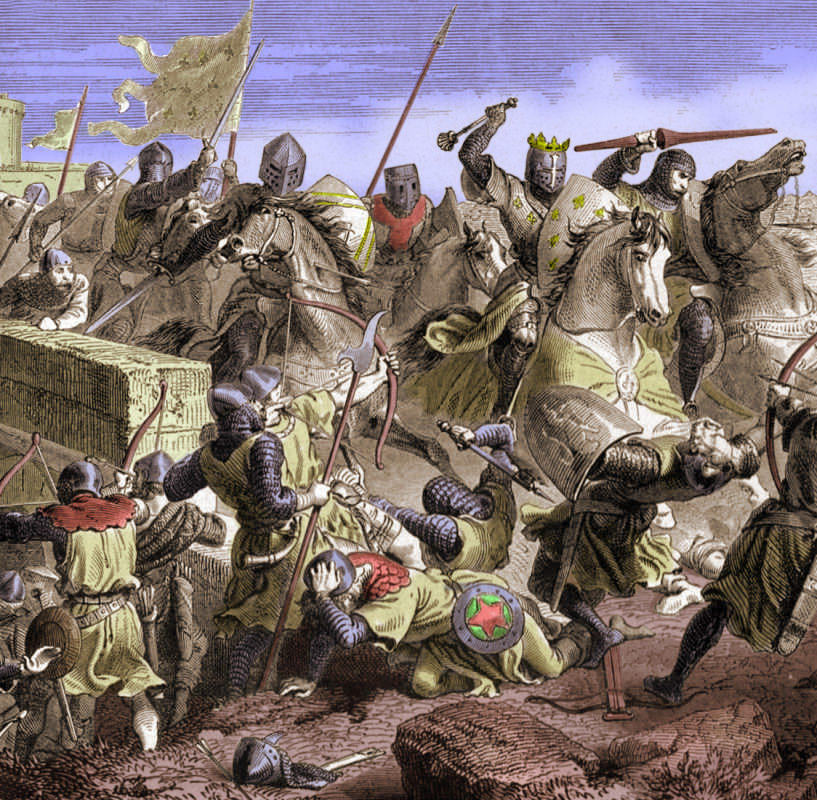
اقترح محمد قطب أن الوطنية مؤامرة تعود جذورها إلى الحملات الصليبية

بحسب قطب، وقعت هذه التأثيرات خلال الحملات الصليبية واحتكاك الأوروبيين السلمي خلال إرسالهم ”مبتعثيهم للتعلم من المسلمين“ في الأندلس وصقلية وشمال أفريقيا، حيث انبهر المسيحيون وتأثروا بعلماء يتفقهون في الدين والعلوم الأخرى من دون تعارض بين المجالين، ودون الحاجة إلى وسطاء بين الناس وإلههم. لكنهم لم يحققوا النتائج المرجوة من اقتباسهم المزعوم بسبب سعيهم إلى الإصلاح بغير ”عدته الحقيقية“ ويقصد الإسلام. لم يكن التأثير الإسلامي وحيدًا، فاليهود ساهموا في ”تفريق كلمة النصارى“ كذلك. لم يسهب في هذا الإدعاء، واكتفى بالكتابة أنَّ لهم مصلحة عامة في تهييج الحركات المثيرة للشقاق.
هذه هي قراءة محمد قطب التاريخية لظهور القومية في أوروبا، ويصفها بالـ”توجه الشرير“ لنبذها العقيدة في الله والقيم المنبثقة عنها. فالقوميون لا يحبون أو يبغضون في الله، ويقيمون الأمور وفق مصالح مادية تخالف النص القرآني المؤكد على التقوى كمقياس للرفعة بين الناس. تحبس الوطنية الناس داخل حدودهم وتحثهم على السعي لتحقيق مصالحهم القومية، وهذه توجهات متعارضة مع مشيئة الله الذي ”جعل الناس شعوبًا وقبائل ليتعارفوا“، يقول قطب. استخدم حججًا شائعة في نقد الوطنية، فهي تنفي الحقوق المتساوية لجميع الناس بشكل أو بآخر لتضمنها حزمة تحيزات اعتباطية في أصلها، فالناس لا يختارون مكان ولادتهم أو أصلهم القومي. ولكن الذين ينتقدون الوطنية من هذه المنطلقات، يتبنون فلسفة أخلاقية تدعى الإنسانية، وهو مذهب انتقده قطب ونسبه إلى ”مؤامرة ماسونية“ من نوع ما.
برغم استنتاجه ضعف الرابط الديني لغلبة الشعور القومي، كتب أنَّ أوروبا لم تتخلى عن ”الروح الصليبية“. زعم أن لويس التاسع قال للفرنسيين أن هزيمة الإسلام عسكريًا ليست ممكنة، ولذلك يتوجب على أوروبا ”محاربة المسلمين من داخل نفوسهم باقتلاع العقيدة الإسلامية من قلوبهم“. أخذ المستعمر الأوروبي بهذه المشورة، يقول قطب، وشن ”حملته الصليبية الثانية“ مستخدمًا السلاح الفكري. بناءً على ذلك، الوطنية والقومية هي أحد وسائل الـ”غزو الفكري للصليبيين الجدد“، ويقول أنَّ هدفهم كان تحويل حركات المقاومة من إسلامية إلى وطنية.
انتقد قطب الحركات الوطنية لأنها نظرت إلى المستعمر باعتباره محتلًا وليس صليبيًا، بالإضافة إلى كونها حركات سياسية يمكن التفاهم والتفاوض معها، وأظهرت ميلًا لتبني الكثير من مفاهيم هذا المستعمر. حركات الجهاد الإسلامي في المقابل، لا تأخذ شيءًا من تقاليده وأفكاره وتتعامل معه بـ”استعلاء المسلم الواثق المطمئن“. يضيف بأن الوطنيين لم يتعلموا من المستعمر قدرته التنظيمية والتزامه وانضباطه في العمل، بقدر ما تعلموا ”اللهو والمجون والانسلاخ عن الدين والعرض والأخلاق الدينية المتطهرة عن الرجس.“
زيادة على الروح الصليبية، يشارك اليهود في معركة الغزو الفكري عبر الوطنية. زَعَمَ أنَّ مصطفى كمال أتاتورك كان ”يهوديًا متأسلمًا“ وانتقم من الإمبراطورية العثمانية لرفض عبد الحميد الثاني إقامة وطن قومي لليهود، وكانت القومية والوطنية أدواته لتحقيق غايته الانتقامية. غير أنَّ القومية العربية، في نظره، هي أخبث الحركات القومية على الإطلاق ووصفها بمنتج ”الصليبية العالمية“. توصل قطب إلى هذا الاستنتاج لأنَّ عددًا من وجوهها كان مسيحيًا، ويُفهم منه أنَّ أطروحاتهم سعت إلى القضاء على الإسلام باستغفال المسلمين. وأضاف أنَّ الولايات المتحدة وإسرائيل شنوا حملة دعائية للتمويه على رعايتهم لها.
يقول يوسف القرضاوي أن هناك أمة واحدة ينتمي إليها المسلم وبها يعتز، وتؤمن بربٍ واحد، كتابٍ واحد، نبي واحد وقِبلة واحدة. تتكون من ”شعوب وقبائل في أقطارٍ وأقاليم، ولكنها أمة واحدة تجمعها العقيدة، وتربطها الشريعة وتوحدها القِيَم والآداب الإسلامية“. وفقًا للقرضاوي، لا تجوز عبارة ”أمم إسلامية“ التي استعملها البنا، ودعا لاستعمال مصطلح ”شعوب إسلامية“ كتعبيرٍ أدق. هذه الأمة ليست وليدة الصدفة ولا تنتسب إلى عنصرٍ معين، فهي عالمية وليست قومية، ولم تنشأ بإرادة فردٍ أو حزب، لأنها صنيعة الله. تتميز بعدة خصائص ومقومات في نظر يوسف، فهي أمة وسطية في كل شيء من التصور والاعتقاد، إلى السياسة والاقتصاد. وأمة خالدة لم يهلكها الله بالعقوبات القدرية أو النوازل الكونية، على حد تعبيره.

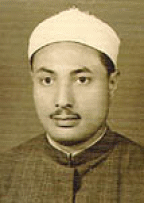
القومية بذرة استعمارية بالنسبة للقرضاوي

يعارض القرضاوي القومية لأنها تعلي من رابطتها على حساب الدين، فالقومي يفضل مواطنه الغير المسلم على المسلم الأجنبي، في الوقت الذي لا يعترف فيه الإسلام بأي رابطة غير الإيمان. ومن مآخذه على القوميين ميلهم ناحية العلمانية، ويتهمهم بالسعي إلى تقليد الغرب واسقاط تاريخ الكنيسة الكاثوليكية على الشرق. يُميز القرضاوي بين ”دين الكنيسة“ و”دين المسيح“، ويزعم أن الغرب لم يعرف الدين الحقيقي للسيد المسيح. يصف دين الكنيسة بعدو الحياة، التقدم، العلم، الحرية، العدل والمساواة. فاقتبس الغرب نوره من الإسلام، ونهض يريد الحياة والتقدم والحرية مصطدمًا بأعداء هذه الفضائل وهم ممثلوا الكنيسة. في نظر يوسف، لا تنطبق هذه الحالة على الإسلام لأنه ”القلب الذي يمد الحياة بالدم، والشمس التي تمد المجتمع بالنور والماء الذي يجعل من الناس كل فردٍ حي“.
ومن مآخذ القرضاوي كذلك، ”تشتيت القومية للأمة الإسلامية إلى أمم شتى“، وقوميات متضاربة تتفاخر بـ”عصبيات جاهلية“ وتعتز بغير الأخوة الدينية، فمنطق القومية يجيز اقتتال المسلمين فيما بينهم، وفقًا ليوسف. يصفها بالفكرة الجاهلية التي ينكرها الدين لأنها تدعو إلى التفاخر بالأجداد وإن كانوا كفارًا وأولى الناس بجهنم. وقد حدثه ”أحد الثقات“ أنَّ بعض القوميين، عروبيين كما يظهر، سموا أبنائهم لهبًا وجهلًا حتى يُكنوا بأبي لهبٍ وجهل. القومية ردة رجعية بالنسبة ليوسف لأنها امتداد للتضامن القبلي بطريقة ما، فالارتباطات القبلية كانت تسير الإنسان وتوجهه، ثم تحول ولائه من القبيلة إلى الأمة، ثم نقلته الأديان «السماوية» إلى أفق أرحب.
يفهم من هذا أن الإسلاميين لا ينكرون القومية كتجسيد حديث للقرابة والإقليمية، إنما يريدون هدم وتفتيت هذه الروابط لصالح الانتماء الديني إبطالاً لمؤامرة مسيحية - يهودية مشتركة. كتب بأنَّ القوميين ليسوا علمانيين فحسب، ويضمرون عداءً شديدًا تجاه التيار الإسلامي وكل حركة تنادي بـ”استعادة نظام الإسلام“. تعود أسباب العداء إلى فترة مبكرة حيث أراد ”الغرب النصراني الانتقام من الإسلام الذي أذله“، واختار مسيحيين مثل أنطوان سعادة وسلامة موسى وميشيل عفلق وجورج حبش ليعملوا على هدم الخلافة من الداخل، وفقًا ليوسف. لا يقتصر الأنموذج النظري للإسلاميين على المذكورين أعلاه، ولكنه لم يخرج عن هذا الإطار.

### المسألة التركية

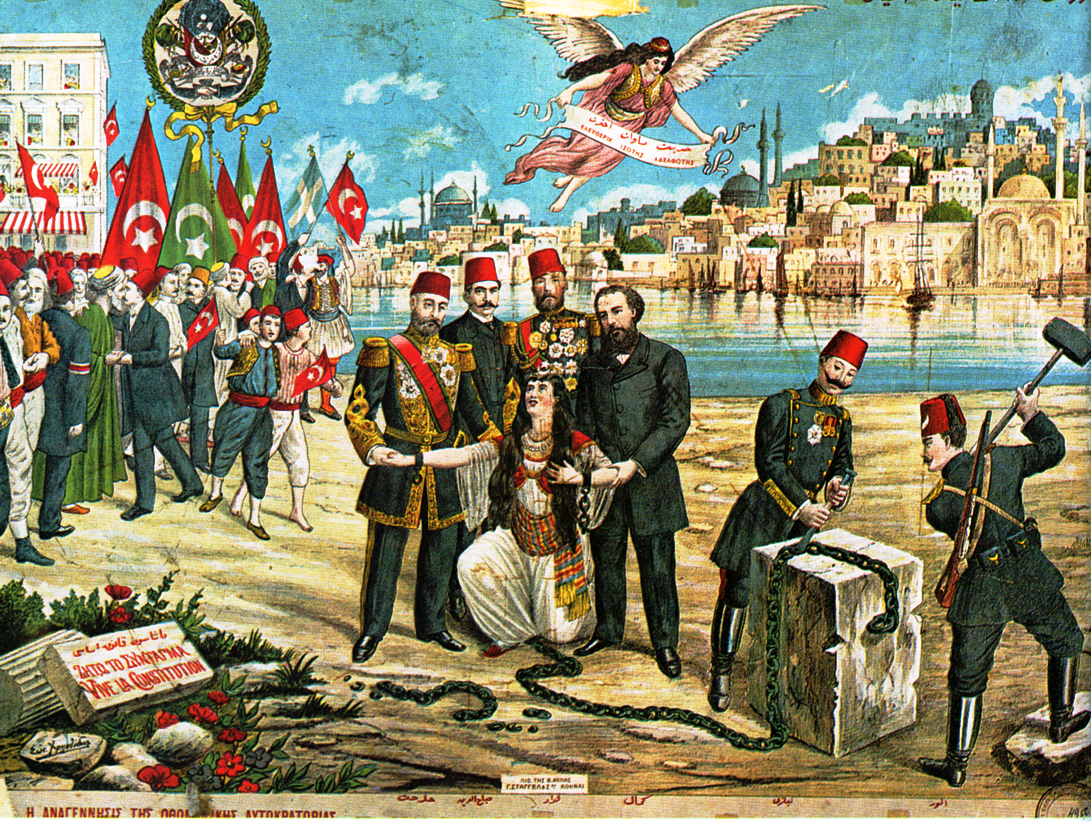
طباعة حجرية تُظهر ملهمي ومنفذي ثورة تركيا الفتاة، وملاك يحمل شعار ”حرية، مساواة، أخوة“

على الرغم من التصور الشائع عن تضاد وتنافر الإسلام والقومية التركية، كان الإسلام جزءًا أساسيًا من الهوية القومية منذ تأسيس الجمهورية وقبلها. وفقًا لإريك زورشر، أستاذ الدراسات التركية بجامعة لايدن، هناك ”سوء فهم“ يشوب استيعاب علاقة الإسلام بالدولة والهوية التركية. صيغة العلمانية أو الإسلام التي لطالما كانت الإطار الوحيد لمحاولة فهم تركيا، ليست مفيدة وفقًا لجيني وايت، مدرسة علم الإنسان الاجتماعي بجامعة بوسطن. دور الإسلام في المجتمع التركي وتداخله بالقومية، يتطلب مراجعة تاريخ الإمبراطورية العثمانية خصوصًا النصف الثاني من القرن التاسع عشر إلى تأسيس الجمهورية. بدأت عملية التحديث بعد فترة قصيرة من هزيمة العثمانيين في معركة فيينا، وكانت البحرية أول مؤسسة تخضع لطور التجديد الذي امتد ببطئ ليشمل حقولًا أخرى بحلول القرن التاسع عشر. تشرح أولوية تحديث المؤسسة العسكرية جانبًا من العلاقات المدنية العسكرية المعقدة خلال العهد الإمبريالي، وبعد تأسيس الجمهورية التركية.
تعود جذور الجمهورية التركية إلى أيام الصدر الأعظم مصطفى رشيد باشا. في حين لم بتحدث مصطفى رشيد عن نظام جمهوري، غير أن دعوته الدستورية أتاحت لخصومه اتهامه بالسعي إلى إسقاط الخلافة وتأسيس جمهورية، لما يتضمنه النظام الدستوري من تحديد لصلاحيات السلطان. تشكل مجتمع سري تأثر بالفلاسفة الفرنسيين خلال تلك الفترة بمسمى العثمانيون الشباب، وكانوا نخبة مثقفة اعتبرت سياسة التنظيمات العثمانية مبتورة وغير كافية. لم يتفق هؤلاء الشباب آيديولوجيًا، ولكن جمعهم خط عريض داعٍ إلى زيادة الإصلاحات وتوسيع نطاقها واستنادها على الإسلام ليكون أساس الثقافة السياسة العثمانية. ارتباك هؤلاء الشباب ومنهم نامق كمال، كان مرد هذا التأكيد على الإسلام. لأنهم تبنوا الكثير من المفاهيم الليبرالية مثل الدستورية وحكم الشعب والمواطنة، لكنهم أرادوا الحفاظ على إمبراطورية تبني شرعيتها على مزاعم تمثيل المسلمين حول العالم.
كتب مصطفى فاضل باشا إلى السلطان عبد العزيز الأول عن عدم حاجة الإمبراطورية إلى تنظيمات قدر احتياجها إلى دستورٍ مؤسس لرباطٍ مشترك بين ”مواطنيها“. مثل الآخرين، لخص معضلة النظام في غياب الحرية، وآمن بالدستورية كحلٍ لتجاوزها. ولكن خلافًا لنامق، شدد أنَّ ما من علاقة بين الإسلام والشرعية الدستورية. علي سواوي، واعظ ومعلم ورئيس تحرير، كان أول من يعلن تفضيله للنظام الجمهوري علنًا. دَمج سواوي العلمانية والإسلاموية والقومية التركية في بوتقة واحدة، وكَتب أن توحيد التعليم في أرجاء الإمبراطورية كفيل بتطوير مجتمعاتها مع تشديدٍ على مركزية اللغة التركية ودور التُرك في تاريخ الإسلام. نفى ضياء كوك ألب التدين عن الحضارة واعتبرها منتجًا إنسانيًا مشتركًا، غير أنه اعتبر الإسلام أكثر العوامل حسمًا في الثقافة التركية. تَغير اسم التجمع الفضفاض إلى الأتراك الشباب وأجبروا السلطان عبد الحميد على إعادة العمل بالدستور. انتقل مركز الثقل لصالح جمعية الاتحاد والترقي بعد الثورة، وبرز أنور باشا كأحد ”أبطال الحرية“.
بسبب ظهور نخبة سياسية جديدة افتقدت المكانة الاقتصادية والاجتماعية للنخبة التقليدية المقربة من السلاطين، شهد المجتمع العثماني ريعان خطابٍ سياسي وثقافي تراوح من الإسلام، القومية، العقلانية، المادية، حقوق المرأة، حكم الحزب الواحد، مركزية المؤسسة العسكرية في الحياة السياسة إلى ”إصلاح اللغة التركية“. ليس من الواضح كيف ومتى توصل مصطفى كمال باشا إلى قناعاته، ولكن من السهولة بمكان تعقب جذور سياساته إلى الأفكار التي شاعت خلال ما عُرف بالفترة الدستورية الثانية. جمع المذكورين آنفًا وغيرهم، الرغبة بصيانة وإصلاح الإمبراطورية في المقام الأول، وليس تأسيس دولة قومية تركية. كانوا ثوريين بمعنى أنهم أشاعوا مفاهيمًا حديثة، ولكنهم كانوا نخبويين في نفس الوقت لتبنيهم وتطبيقهم أطروحات غوستاف لوبون حول سايكولوجية الجماهير. لم يهدفوا إلى إحداث قطيعة مع النظام القديم قدر تعزيزه، فاختلاق نوع من ”الوطنية العثمانية“ كان غاية نشاطهم. في حين كان السلاطين موضع ازدراء القوى الاستعمارية، غير أن تخلف بنية النظام جعلهم قابلين للتنبؤ، وبالتالي سَهُل التعامل معهم. خاض الأتراك الشباب حربًا في ليبيا، ودخلوا الحرب العالمية الأولى ضمن دول المركز لثلاثة أسباب:
- استراد ممتلكاتهم بعد النتائج الكارثية لحرب البلقان الأولى.
- بناء تحالفات جديدة بعد تخلي بريطانيا عن سياسة حماية العثمانيين من الإمبراطورية الروسية.
- تأمين دعمٍ مالي لاقتصاد الإمبراطورية المنهار.

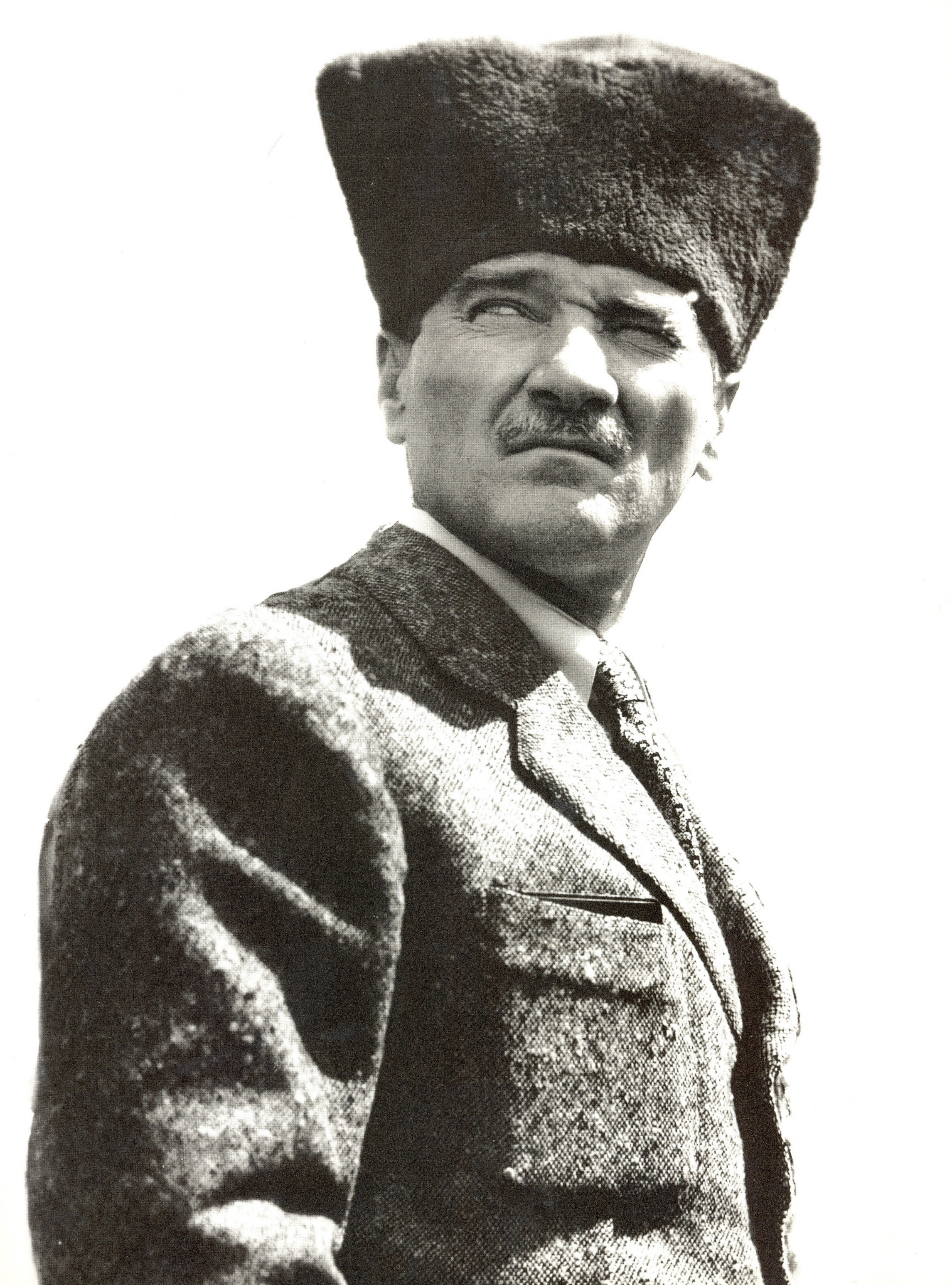
ذاع صيت مصطفى كمال باشا عقب معركة جاليبولي

على الرغم من ميولهم القومية العلمانية، لم يترددوا في توظيف الشعارات الإسلامية لتعزيز مكانة الإمبراطورية دوليًا. حتى بعد اتضاح مسار الحرب الكبرى، أنشأ أنور باشا قوة سماها بجيش الإسلام، وذلك لاستعادة القوقاز مستغلًا انشغال الروس بثورة فبراير. لم يقد أنور باشا أي معركة بعد ساريقاميش، وكانت تحركاته التوسعية من أسباب تقدم قوات الحلفاء إلى قلب الإمبراطورية في الأناضول. بسبب افتقاره للنفوذ وضعف ارتباطه بسياسات الاتحاد والترقي خلال الحرب، بالإضافة إلى سمعته العسكرية، برز مصطفى كمال باشا كقائدٍ أوحد لحركة الاستقلال القومية. خلال إحتلال إسطنبول، أوعز البريطانيون إلى شيخ الإسلام عبد الله أفندي إصدار فتوى تُعلن القوميين متمردين واجب قتالهم. وبالفعل شاركت القوات الموالية للخليفة في القتال ضد القوميين إلى جانب القوات الأرمنية، اليونانية والفرنسية.
وصف مصطفى كمال باشا الخليفة محمد السادس بالـ”منحط“ والساعي إلى الحفاظ على حياته والإبقاء على عرشه بوسائل ”خسيسة“. وفقًا لفيروز أحمد، مؤرخ تركي عمل في هارفارد وكولومبيا، فإنَّ أنانية السلطان واستعداده لمسايرة الإنجليز وفر ذريعة إلغاء السلطنة بعد اضمحلال ولاء قسمٍ كبير من السكان. تجاهل مصطفى كمال الإجابة عن تساؤلات شكل النظام المستقبلي بترديده أنَّ الأولوية لتحقيق النصر في الحرب، فخاض الأتراك حرب الاستقلال تحت لواء الخلافة. يقول فيروز أحمد أنَّ القوميين اُجبروا على استعمال البروباغندا الإسلامية من أجل مواجهة الدعاية الموجهة ضدهم من إسطنبول. بالإضافة إلى رغبة مصطفى كمال بتأمين اعترافٍ دولي كامل بتركيا، وتحقيق السيطرة الكاملة على العملية السياسية قبل الشروع بأي تدابيرَ جذرية.
تم إلغاء الخلافة بقرارٍ برلماني في 3 مارس 1924، فكانت تركيا بذلك أول بلد بأغلبية مسلمة يؤسس الدولة على مبدأ سيادة الشعب، نظريًا على الأقل. ذلك أن إلغاء السلطنة قبلها بسنتين لم يعني إبطال الخلافة، فعدد من القوميين، ومنهم حسين رؤوف أورباي، أرادوا الحفاظ على الخلافة كسلطة روحية وبمسؤوليات صورية لسببين: لاعتقادهم بصعوبة شرعنة نظامٍ جديد أمام الجماهير، ولارتباطاتهم الشخصية بالعائلة العثمانية. بالإضافة إلى برجوازية إسطنبول التي أرادت الحفاظ على بنية النظام القديم قدر المستطاع. إذ لم يسمح هؤلاء للحكومة بالاستيلاء على أصولٍ من الدين العام كانت مملوكة لإنجلترا وفرنسا خلال الحرب الكبرى، على الرغم من حاجة البلاد الماسة للذهب حينها، فتوجست هذه الطبقة التجارية من أي محاولة لإضعاف أو إنهاء روابطها الأجنبية باجراءات مثل التأميم أو سيطرة الدولة على الاقتصاد.
قَدِمَ مصطفى كمال باشا من القسم الأدنى للطبقة المتوسطة، وكان هؤلاء ينظرون إلى المؤسسة العسكرية باعتبارها وسيلة للتوظيف والترقي الاجتماعي، فافتقدوا احساسًا عميقًا بالولاء تجاه السلالة الحاكمة، ولذلك كان نهجهم الإصلاحي أكثر راديكالية. خصومه مع استثناء أعيان القرويين، كانوا من الطبقة الثرية وأولئك المتصلين بالعائلة المالكة. أرادوا الإصلاح كذلك، ولكن إبقاء البيت العثماني كان مسألة بالغة الأهمية بالنسبة لهم، لأنهم يوفرون شرعية جاهزة واستقرارًا متولدًا من استمرارية التقاليد. حتى بعد إلغاء الخلافة وطرد العائلة الحاكمة، استمر هؤلاء باستخدام الخليفة والإسلام كرموز لمعارضة الرئيس والجمهورية، فخطب مصطفى كمال عن ضرورة ”تطهير ورفع الإسلام وإنقاذه من الاستغلال كأداةٍ سياسية، كما عودونا طيلة قرون“.
تم تضمين العلمانية في الدستور، وفق التفسير الفرنسي بمعنى الحرية من الدين في الحكومة والتعليم، لثلاثة أسباب: ادعاء السلاطين العثمانيين أن لمنصبهم قداسة وتعميم معتقد ديني يوجب طاعتهم. وبما أنَّ المنصب يسلتزم رعاية شؤون جميع المسلمين حول العالم، لاحظ القوميون كيف حاولت بريطانيا حماية محمد السادس لأنهم تعاملوا مع ادعاءات السلاطين حول تمثيل المسلمين بجدية، وافترضوا أن الخليفة بمنزلة البابا عند الكاثوليك، فاعتقدوا أن سيطرتهم على السلطان كفيلة بشرعنة سيطرتهم على مستعمرات تقطنها أغلبية مسلمة، ونيل امتنان سكانها كذلك. السبب الثالث كان إغلاق الطريق على أي محاولات للتدخل في شؤون الدولة الجديدة نيابة عن الأقليات الغير مسلمة، وقد حاولت الإمبراطورية العثمانية توسيع نطاق نفوذها سابقًا بطلب سلطة دينية على الأقليات المسلمة. بالنسبة للحروف اللاتينية، فهي مشروع يعود لسنوات سابقة، ورأى القوميون أن الحروف العربية - الفارسية ليست ملائمة للتركية المنطوقة، وحملوها مسؤولية ارتفاع نسبة الأمية التي تجاوزت الـ 91% في العام 1927.
في حين اتخذ الجمهوريون وسائل راديكالية للحد من تأثير الدين على الحياة العامة، غير أنهم أوجدوا إسلامًا تركيًا بوضع التعليم والتعاليم الدينية تحت إشراف وزارات علمانية بغية خدمة الدولة. ولم تختلف هذه الحالة عن العهد الإمبريالي كثيرًا، حيث أوجدت السلطنة إسلامًا عثمانيًا بجمع وتنسيق القوانين وفق المذهب الحنفي لتعزيز صلاحيات السلطان في المقام الأول. بمعنى أن حرية الدين كانت مقيدة في كلا الحالتين رغم التباين الظاهري بينهما. أراد مصطفى كمال تأسيس الهوية القومية على أركان معروفة مثل الأصل الإثني، واللغة، والتاريخ والذاكرة المشتركة، ولكن يُظهر هذا التاريخ أنَّ القومية التركية لم تتخذ طريقًا عقائديًا منظمًا، واُتخذ من الإسلام لبنة لبنائها، وأداة للسيطرة على الاضطرابات الاجتماعية كذلك.
ترك نظام ملي العثماني أثره على استيعاب القوميين لماهية التركي. مثلًا، تكفل المادة الرابعة من قانون إعادة التوطين الصادر عام 1934 حق الإقامة الدائمة في البلاد لأولئك التُرك إثنيًا أو ثقافيًا. الألبان، والبوسنيون، والتوربيش والبوماك، هم المقصود بالتُرك ثقافيًا، واُعتبروا كذلك لأنهم مسلمون. بينما لم ينظر القوميون إلى الكاكوز كأتراك بالرغم من تُركيتهم إثنيًا. بعد الحرب التركية اليونانية، وقع الطرفان اتفاقية تبادلٍ سكاني تقضي بنقل المسلمين اليونانيين إلى تركيا، والمسيحيين الأرثوذكس الأتراك إلى اليونان. معظم هؤلاء لم يتحدثوا التركية أو اليونانية، ومعتقدهم الديني كان مُحدد هويتهم القومية إما كتُرك أو يونانيين. إصلاحات مصطفى كمال التكنوقراطية ليست السمة المميزة للقومية التركية، ولا يُمكن اعتبارها النداء العاطفي الوحيد لمجموعة كبيرة من القوميين قدمت إجابات مختلفة حول مالذي يعنيه أن تكون تركيًا.

### الإسلام السياسي التركي
لم تكن الكمالية آيديولوجية بمعنى نظام متماسك من الأفكار، بقدر ما كانت ممارسات سياسية سعت إلى وضع تركيا الحديثة داخل مدار الإصلاح والتقدم بوسائل براغماتية مطلقة. حقيقة تجسدت في خطاب لرجب بكر عام 1935، أمين عام حزب الشعب الجمهوري، قال فيه بأنهم ”ليسوا من الذين يبعثرون الأوراق قبل الشروع في العمل، نحن نفضل التوصل إلى نتائج أولًا. السطحيون يعاتبوننا لأننا نعمل من دون خطة أو برنامج، ولكن يغيب عنهم أن أفضل الخطط والبرامج لا تكون مسطورة دائمًا“. كنتيجة، لم يعد للكماليين ما يقدمونه بسبب تقلبهم الآيديولوجي، وانقساماتهم على مستوى القيادات، وافتقارهم إلى الروئ بعد وفاة أتاتورك.

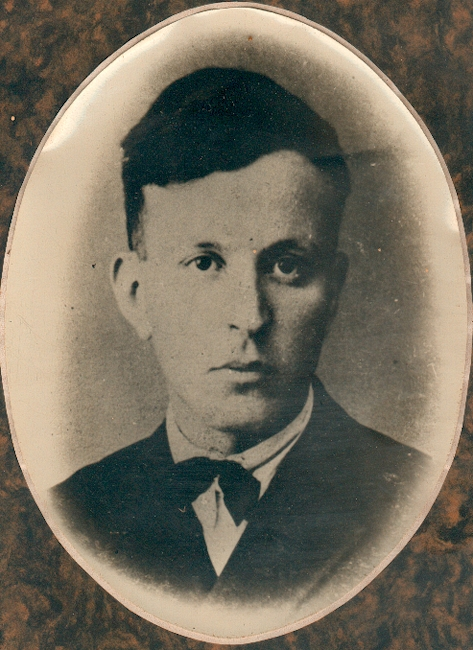
تحدى أتسز فرضية تسبب الإسلام بالمجد بالإشارة إلى هامشية مسلمين آخرين لم يقتربوا من تحقيق ما أنجزه الأتراك بإسلامهم

خلال فترة التعددية الحزبية التي بدأت عام 1950، اختفت الانتقادات العنصرية لجوانب من التاريخ الإمبريالي بشكل تدريجي، مثل تعددية وانفتاح مدينة إسطنبول، أو تزاوج السلاطين من نساء غير تركيات، كما ظهر مدافعون عن سلوكيات مثيرة للجدل مثل قتل السلطان لإخوته فور توليه سدة الحكم، وبذلك غدت الإمبراطورية تجسيدًا للقومية التركية، ونُظر إلى أي انتقاد لها بمثابة هجوم على تركيا بحد ذاتها. استخدم القوميون بمختلف قناعاتهم إرث بلادهم الإمبريالي للدفع بقضاياهم، خصوصًا خلال سنين الحرب الباردة التي شهدت احتضانًا جماعيًا للإرث العثماني. تواجد فريقان للقوميين الغير الكماليين، فريق شدد على تركية الإمبراطورية العثمانية واعتبرها امتدادا طبيعيًا لإمبراطوريات تركية أقدم، وكان حسين نيهال أتسز أحد أبرز هؤلاء الذين عارضوا التجسيد الكمالي للتاريخ الإمبريالي وتأكيدات الفريق الآخر عن تسبب الإسلام بـ”عظمة الترك“، متسائلًا عن أسباب هامشية مسلمين آخرين وعدم قدرتهم على تحقيق ما أنجزه التُرك لو كان الإسلام باعثًا للمجد بالفعل. كان أتسز أول من استخدم مصطلح الإسلام السياسي في تاريخ الجمهورية ودعا إلى معاملة معتنقيه كيساريين بسبب ميولهم الأممية، واعتبرهم أشد خطرًا من الشيوعيين. تُعتبر طروحات أتسز عنصرية على نطاق واسع حاليًا ولم تعد بذات الجاذبية كما كانت في الأربعينات، غير أنه يُعتبر بطلًا في نظر الكثيرين لأنه كان أول من تحدى عصمت إينونو خلال فترة الحزب الواحد.
تعود جذور الأحزاب «الإسلامية» إلى مثقفين صوفية متبعين للطريقة النقشبندية، مثل نجيب قيصاكورك ونور الدين توبشو من بين آخرين، فلا يوجد موازٍ لحسن البنا وسيد قطب في الحالة التركية. كما تواجدت جماعات مثل حركة نور التي أوجدها أتباع سعيد النورسي ويُعتقد بتفرع حركة محمد فتح الله غولن عنها، وأخرى صغيرة كتلك المسماة بجبهة الغزاة الإسلامية الشرقية الكبرى والمنادية باسقاط الجمهورية التركية وتأسيس اتحاد إسلامي عاصمته إسطنبول. كان نجيب فاضل قيصاكورك أول من صاغ مجموعة أفكار بنزعة إسلاموية أو استغرابية بتعبير آخر، في تاريخ الجمهورية وسماها بالـ”شرق الكبير“. خلاصة هذه الأفكار تسبق تأسيس الجمهورية في الواقع، فقد كان لجمال الدين الأفغاني تأثير كبير على الجيل الذي سبق قيصاكورك، كما تُرجمت جميع طروحات محمد عبده ورشيد رضا إلى اللغة التركية خلال الفترة الدستورية الثانية. فالوارد في مجلة الشرق الكبير قريب من مواضيع بقية الإسلاميين في مجمله ويتمحور حول نفي تسبب الإسلام بالاستبداد والتخلف، ووجود ”إسلام صحيح“ ينبغي العودة لمبادئه، وأخذ ”النافع“ من كيان موحد اسمه الغرب وترك ”الرديء“، والمادية منتج فلسفة غربية تشدد على منطق التقدم على حساب الروحانية، وبالتالي فالغرب منحل ومتفسخ أخلاقيًا.
ويقف في نفس خط الإسلاميين بتقديمه الإسلام كحضارة وبديل آيديولوجي متفوق، فالمنطق والعلوم الحديثة هي منتجات إسلامية في الأصل، وما من حاجة للديمقراطية فالإسلام هو الحقيقة الوحيدة، وإمكانية عمل البرلمان بدون أحزاب فالمجتمع الإسلامي ”المثالي“ لن يعرف الخلافات الاجتماعية والسياسية والتي يمكن حلها بتطبيق الشريعة وفرض ”الفضيلة“. لإثبات هذا التفوق، ينبغي انتقاء معتقدات إسلامية معينة بشيء من الحذر، ومزجها بمفاهيمٍ حديثة لإعادة تقديم الإسلام كآيديولوجية سياسية في العصر الحديث. ووضع خططًا مبدئية حول كيفية تحقيق هذا الانتقاء ثم فرضه على المجتمع عبر السيطرة على محتوى الإنتاج المعرفي والفني، والتضييق على المجتمع المدني، وهندسة المجتمع المثالي الذي لا يتوقع من قادته أكثر من احترام معايير الإسلام الأخلاقية. لكنه تميز عنهم في عدة مسائل، فقد كان نصيرًا قويًا للقومية التركية بما أن الترك في كلماته، أمة حاكمة (بالتركية: hakim millet).
كانت الإمبراطورية العثمانية ”تجسيدًا حقيقيًا للحضارة“ بالنسبة لقيصاكورك المنحدر من سلالة أمراء ذو القدر، وأرجع مسببات انحطاطها إلي سياسات سليمان القانوني الذي جعل من شيخ الإسلام موظفًا مدنيًا، فسيطرة الدولة على الفقهاء تقليد غريب على الإسلام بحسب فاضل، وفقد الفقهاء مكانتهم الدينية والمثالية باصدارهم الفتاوى بما يوافق أهواء ورغبات السلاطين. وانتقد التنظيمات العثمانية ووضع الباشاوات الدستوريين ومعارضيهم العثمانيون الشباب في سلة واحدة، مجادلًا بفشلهما في استيعاب وفهم تصنيفه للشرق والغرب بشكل جيد. شدد قيصاكورك أن تركيا ليست بلدًا أوروبيًا، مضيفًا أن الثورات الإصلاحية كانت بمثابة سعادة خاطئة، بمعنى أنها بدت جيدة من الخارج برغم ”جوهرها التدميري“. وبناء عليه، فالإقدام على محاكاة الأوروبيين ينطوي على إقرار ضمني بالهزيمة أمام ”عالم منافس“، فكان على الدستوريين تقديم الإسلام كنظام ونظرة بديلة إلى العالم. وصف الإسلام بالجذر الروحي للأمة التركية، وهدف أعلى لـ”حضارة شرقية“ يحتذي بها الغرب. في نظر قيصاكورك، افتقد العثمانيون إلى نخبة مثقفة تقوم بتقييم الواردات الأوروبية مثل الديمقراطية، الحرية والثورة في ضوء ”الفكر التركي“ ويقصد الإسلام.
لم تولد الأمة التركية بتأسيس الجمهورية، يقول قيصاكورك الذي ساهم في تشكيل جيل من أشباه المؤرخين، بحسب تعبير هاكان يافوز، أستاذ علوم سياسية تركي بجامعة يوتا. أنكر قيصاكورك تعاون السلطان محمد السادس مع قوات الحلفاء خلال حرب الاستقلال، وزعم بأنه كان من أرسل مصطفى كمال إلى الأناضول وقام بتمويله من ميزانيته الخاصة ليقود الحرب، وعليه فالفضل في ظهور حركة النضال القومية يعود إلى السلطان محمد أصلًا وليس لمصطفى كمال باشا الذي أراد أن يصبح وزيرًا للحربية وفقًا لفاضل. وخلال معاهدة لوزان، تعرضت تركيا لمؤامرة قادها حايم نحوم لإجبار الوفد المفاوض على إلغاء الخلافة التي يصفها قيصاكورك بالـ”طابع الإسلامي“ للدولة التركية. ولذلك فإن انتصار الجمهوريين في حرب الاستقلال لم يكن حقيقيًا لأنه تحقق على حساب الجذور الروحية والحيوية للأمة التركية، وشبه الثورة الجمهورية بفواكه موضوعة على شجرة عيد الميلاد، بمعنى أن الثورة كانت فاكهة لم تنمو من جذورها. وصف النخبة الكمالية بخاوية الأفكار، المجردة من أي مبادئ تتجاوز مصالحها الذاتية، والغير قادرة على بلورة إطار آيديولوجي للإصلاحات.

اتخذت انتقادات قيصاكورك طابعًا شخصانيًا متزايدًا تجاه مصطفى كمال أتاتورك ووصفه بالأشد مادية من ماركس، وبالملحد الذي أراد القضاء على الإسلام، إلى أن تقدم عدنان مندريس بمشروع قانون يجرم التعرض لشخص أتاتورك بسوء في الخامس من يوليو 1951. قُدمت إعادة اكتشاف الإسلام والانتقادات المتواصلة للكمالية بصيغ قومية، وتوجب إعادة تقديم كل ما تعلق بتركيا من شرق وغرب، وروحية ومادية، والماضي والمستقبل، والدين واللغة في ضوء الإسلام. اسم آيديولوجيته ومجلته ”الشرق الكبير“، كانت في الأصل عنوانًا لقصيدة قدمها إلى أتاتورك عام 1937 ليتم اعتمادها نشيدًا قوميًا لتركيا. تمحور مفهومه للشرق حول تركيا، وكتب المتصوف وكان شاعرًا:

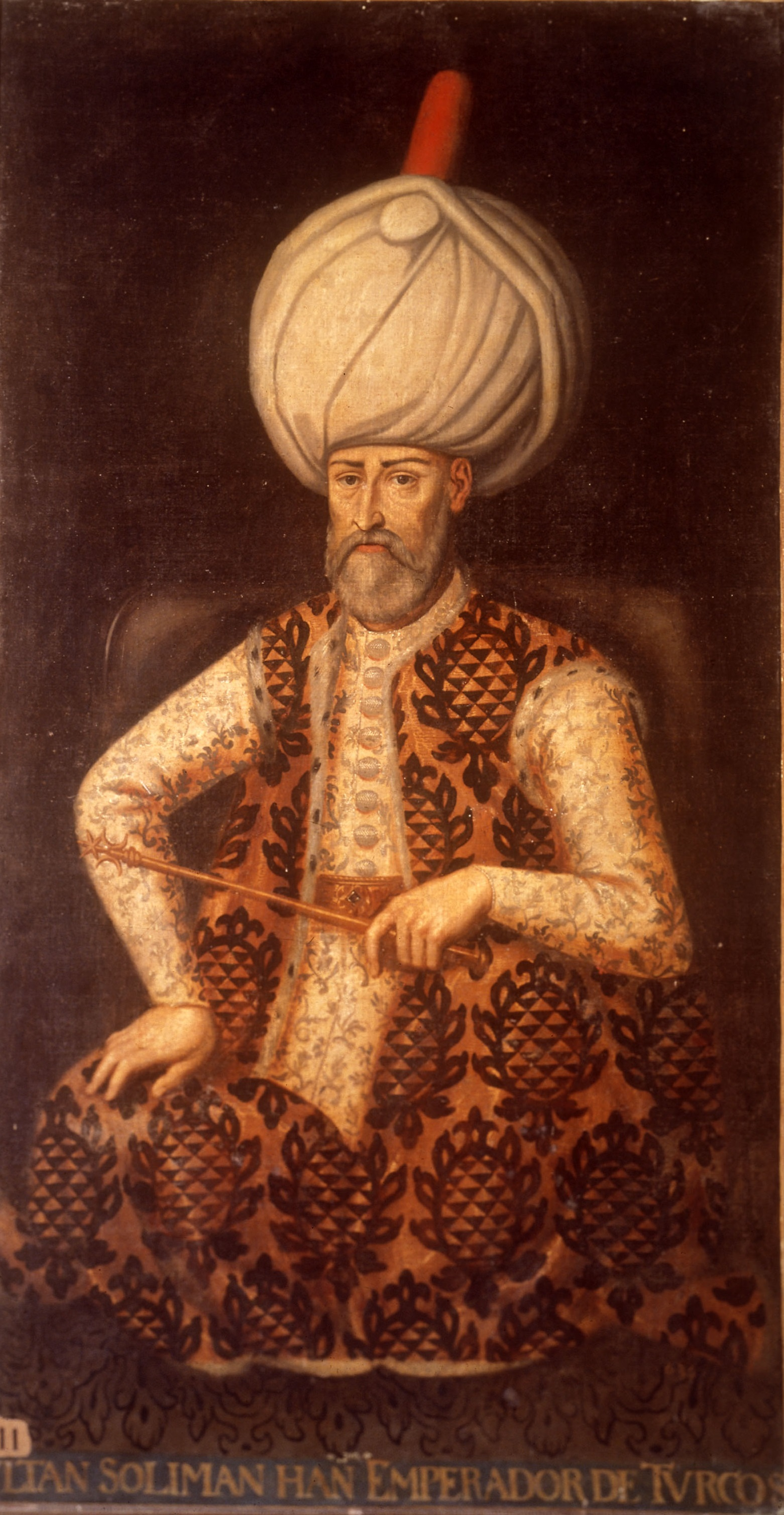
يقول قيصاكورك أن الأتراك (والمسلمين) ينتظرون بطلًا لإنقاذهم منذ أيام سليمان القانوني

الشرق الكبير ليس مذهبًا دينيًا جديدًا، ولا بوابة لما يسمى بالاجتهاد، بقدر ما هو مدخل للاختيار الانتقائي لما اعتبره قيصاكورك جوانبًا جيدة في أوروبا بما يحافظ على الثقافة التركية. فحديث «الإسلامويين» عن الإسلام يأتي في سياق المنافحة عن منظورهم للثقافة التركية، بمعنى أنهم محافظون وليسوا راديكاليين يستهدفون تغيير أو تحرير الإسلام من الثقافات المحلية مثلما تفعل الجماعات الإخوانية والوهابية، وفقًا لهاكان يافوز. أقر قيصاكورك بحقيقة اندلاع الثورات ضد طبيعة المجتمع وسلطته السياسية، ولكنه أوجب على الثوريين تأسيس أنفسهم على الجذور الجوهرية لثقافتهم مثلما فعلت الثورة الفرنسية، والبلشفية، والنازية، والفاشية. اللائكية الكمالية وتغيير الحروف والتلاعب باللغة، سياسات مزقت روابط الثورة الجمهورية بما وصفه بالجذور الجوهرية للأمة التركية. المفارقة أنه ورغم اعتراضه على مشروع الكماليين لإصلاح اللغة التركية وخصوصًا سياسة استعارة كلمات بجذور لاتينية، عبر فاضل عن امتعاضه من وفرة الكلمات العربية والفارسية في اللغة التركية.
كانت النخبوية أحد سمات السياسة التركية، بمعنى نزوع مجموعة صغيرة من أصحاب الامتيازات إلى اعتبار هيمنتها المجتمعية شرعية ومرغوبة نظرًا لتصورها انعدام الأهلية الثقافية والعلمية من خارجها. ولم يكن قيصاكورك استثناءًا، يقول برهان الدين دوران، عالم سياسة تركي ومدير مركز الدراسات السياسية والاقتصادية والاجتماعية في أنقرة، ويضيف أن تجليًا يعقوبيًا واضحًا في طروحاته يتمثل في التأكيد على امتلاك برنامج شمولي لإعادة هندسة المجتمع والفرد، فمقترحات فاضل للخروج بحلول شمولية لما اعتبره اعتلالات مجتمعية تركية، تتطابق مع مقاربات النخب الكمالية تمامًا. الفرق هو أن الكماليين آمنوا بهندسة اجتماعية قائمة على المنطق والمعرفة، وأسندها فاضل على الإسلام والشريعة. ويُظهر قيصاكورك ميولًا شخصانية وإنقاذية، فلم يفسر تقهقر الإمبراطورية العثمانية وفقًا لشروط العوامل الاقتصادية والاجتماعية المتغيرة، بل حسب الأفكار والمعتقدات. تنتظر الأمة التركية بطلُا منقذًا منذ أيام سليمان القانوني، ليضع حدًا لميول محاكاة أوروبا برفض جميع وإرداتها السياسية من ديمقراطية، ورأسمالية، وشيوعية، والعودة إلى الإسلام المشتمل على ما تحمله تلك الآيديولوجيات مجتمعة، وفقًا لقيصاكورك.

آمن قيصاكورك بفعالية التغيير من الأعلى، أي عبر التغلغل في أجهزة الدولة، وكتب بأن الشعوب لا تريد شيئاً ويتم تلقينها ما تريد، ولم يتردد في إظهار تأييده لوسائل التغيير الاستبدادية قائلًا:
 بتعبير آخر، الغاية تبرر الوسيلة ولو كانت تدخلًا عسكريًا، والغاية في هذه الحالة هي الثورة الإسلامية. تستند آيديولوجية قيصاكورك على تسعة ركائز أساسية وهي: الروحانية، والكيفية، الشخصانية، الأخلاقوية، القومية، القانونية، المجتمعية، النظاموية، والتدخلية. بحسب قيصاكورك، القومية حالة نفسية وليست آيديولوجية، وبالتالي ليست مؤسسة يرفضها الإسلام. تستند كتاباته حول القومية على طروحات الفرنسي إميل دوركهايم عن الضمير الجمعي أو ”المكونات الروحية“، إذ تستمد الأمم وجودها من جذورها الروحية في إطار نزعاتها الثقافية الفريدة، وعليه فلا يمكن للتركي أن يعتبر نفسه تركيًا حقيقيًا لمجرد أصله الإثني، ومدى تسخيره لهذا الاعتزاز القومي لـ”خدمة الإسلام“، هو محدد أصالة تركيته من زيفها، يقول قيصاكورك.
وفقًا لقيصاكورك، فإن الأتراك هم القوم الذين سيستوعبون ويعكسون القيم العليا للإسلام بصورة مثالية، وشدد على مساهمات العنصر التركي تحديدًا في تاريخ الإسلام، وأظهر قلقًا بالغًا على موقع تركيا القيادي بين مسلمي العالم في الماضي والمستقبل. فقد الإسلام ”بريقه“ منذ القرن التاسع الميلادي ولم يُعد إليه ذلك الوهج سوى ”عنصر نقي“ يُدعون بالتُرك. تحدث عن تركيا إما كقائد وممثل للـ”شرق“ أمام التحديات المفروضة من الـ”غرب“، أو كأمة يقع على عاتقها إعادة إحياء هذا الشرق الكبير. بحسب قيصاكورك، يتوجب على الأتراك انقاذ أنفسهم أولًا، ثم الشرق بأكمله ويشمل ذلك بلدانًا ليست بأغلبية مسلمة، والإنسانية جمعاء أخيرًا بإخلاصهم وخدمتهم للإسلام. استبعد أي نهضة إسلاموية في أي بلد غير تركيا واعتبرها محض أحلامٍ أو تفكير بالتمني، فبالنظر إلى الامتياز التاريخي الذي تمتع به الأتراك بفضل ”المشيئة الإلهية“، ليس أمام بقية المسلمين سوى النظر إليهم كمثلٍ أعلى. هجوم القوى الأوروبية على الإمبراطورية العثمانية كان هجومًا على قيادة الأتراك للمسلمين، وبما أن بداية ”سقوط الإسلام“ كانت في تركيا، فهي المكان الذي سيشهد بعث الإسلام من جديد وانتشاره بين مسلمي العالم مرة أخرى.
مثل قيصاكورك، كان نور الدين توبشو من أوائل من أرسلتهم الحكومة الجمهورية للدراسة في فرنسا، فكان أول تركي يحصل على شهادة الدكتوراة من جامعة السوربون. تأثر توبشو بالفيلسوف الفرنسي المحافظ موريس بلوندل، وحتى قيصاكورك استلهم مثاله للقومية الدينية من الفرنسي الكاثوليكي شارل موراس، الذي ألهم الحركات الكاثوليكية القومية وشخصيات مثل فرانشيسكو فرانكو. جادل توبشو بتوفير المذهب السني زخمًا حيويًا (بالفرنسية: Élan vitale) أعان التوسع التركي خلال سنين الدولة السلجوقية والإمبراطورية العثمانية، ومن شأن المعتقد تأدية نفس الغرض ما تخلصت الجموع الأناضولية من القيود المزدوجة المفروضة من الكماليين، وطبقة رجال الدين التقليدية. نظر توبشو إلى العلويين الذين يشكلون 20% من تعداد السكان بكثير من الريبة والشك، وذلك لعلاقتهم القديمة بخصمٍ لدود للإمبراطورية العثمانية، هو الدولة الصفوية الفارسية. يقول إلكر آيتورك، أستاذ علوم سياسية بجامعة بيلكنت، أن طروحاته حول سطحية الإسلام المعاصر ودعوته إلى ”إشتراكية إسلامية“، عقدت عليه الأمور أمام جمهورٍ متعطشٍ لرسائل بسيطة وشوفينية للوحدة ضد الكماليين والشيوعية، ما أدى إلى انفضاض جماعي من أتباعه. خلاصة القول هي أن الترك وطنيون لأنهم يستمدون هويتهم الأساسية وولائهم من بلادهم، فحتى الإسلاموي منهم يتخيل ”عالمًا إسلاميًا“ مركزه تركيا.

### الثورة الإيرانية

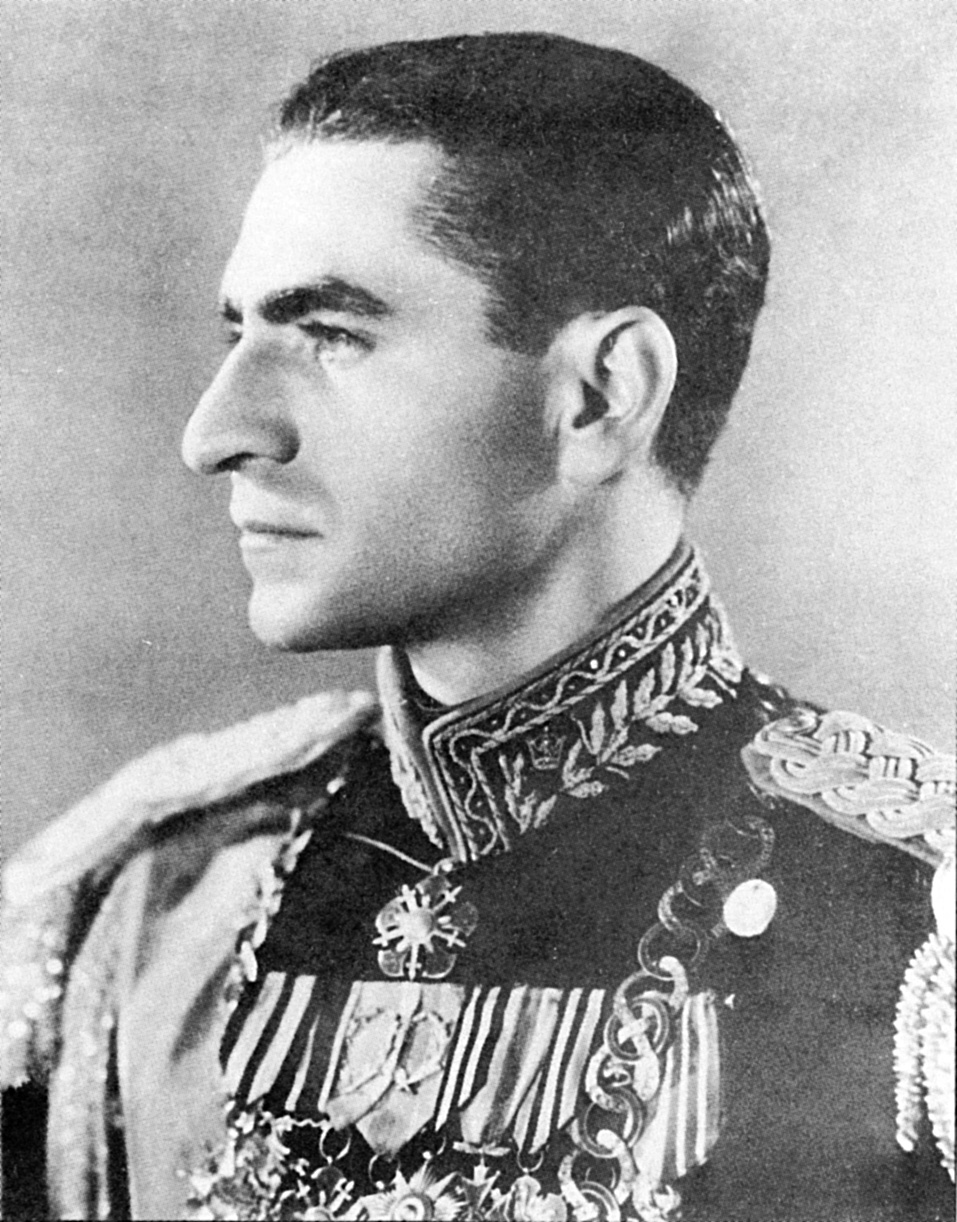
محمد رضا بهلوي، ”ملك الملوك“ و”شمس الآريين“ وآخر ملوك فارس

تصدير الثورة الإسلامية هو أحد الأعمدة الرئيسية للآيديولوجية الحاكمة في الجمهورية الإيرانية، وربما الهدف الأساسي للثورة بالنسبة لكثير من تلاميذ آية الله الخميني الذي نسب الوطنية إلى مؤامرة يهودية واستعمارية تهدف إلى ”تحويل المسلمين إلى شعوب“، ورفض أي استخدامٍ لرموز إيران القديمة. في الواقع، بالكاد أشار إلى الإيرانيين كأمة موجهًا معظم رسائله إلى ”المسلمين في إيران“. في نظر الخميني، كان إسقاط الشاه محمد رضا بهلوي وتأسيس الحكومة الإسلامية أول خطوات ”توحيد المسلمين“ وإعانتهم على إزالة ”حكم الطواغيت“ في بلدانهم، و”منع الأعداء من التدخل في شؤون المسلمين“. بحسب الخميني، كان تقاعس الدعاة عن بيان ”حقيقة الإسلام“ بالإضافة إلى غياب ”القائم بشؤون المسلمين“ حول العالم، قد أضعف نفوذ الأحكام الإسلامية في ”مجتمع المسلمين“ وأصاب «الأمة» بالضعف والتجزئة والانحلال.
تشير مواد في الدستور الإيراني إلى المسلمين بالـ”أمة الواحدة“، منادية بـ”وحدة ثقافية، وسياسية، واقتصادية في العالم الإسلامي“ و”مساعدة المستضعفين في كل مكان“. ويؤكد القادة الإيرانيون على مهمتهم الخاصة بنشر رسالتهم في كافة أرجاء ”العالم الإسلامي المظلوم“، ساعين لتحقيق هدفين خلال اضطلاعهم بهذه المسؤولية: حشد الحماس الثوري بين مسلمي العالم وتحريضهم على إسقاط حكوماتهم وتأسيس ”جمهوريات إسلامية“ بدلًا عنها، والعمل على ”استعادة الوحدة الإسلامية“.
غير أن مراجعة الحسابات السياسية الإيرانية منذ صعود الخميني إلى السلطة يكشف عن صورةٍ أكثر تعقيدًا، برغم التركيز الظاهري على أولوية ”وحدة المسلمين“ على حساب الدولة القومية الإيرانية، تصرفت الطبقة الدينية الحاكمة بشكل متكرر لحماية السلامة الإقليمية والسياسية الإيرانية على أساس المصالح القومية، وما زالت القومية قوة رئيسية في الثقافة الإيرانية وإن كانت بنسخة معدلة تحت الحكم الثيوقراطي. يجادل هاغاي رام، مدير قسم الدراسات الشرق أوسطية بجامعة بن غوريون، بتجذر مفهوم تصدير الثورة في عقيدة الغيبة وانتظار محمد المهدي، شخصية أخروية يؤمن الإثنا عشرية باختفائه منذ القرن التاسع. تسببت هذه العقيدة بتجميد النشاط الشيعي وتوقفهم عن محاولة تبديل حالة وجودهم مهما بلغ بها الأسى، ويصفها حميد عنايت، مؤرخ إيراني عمل بجامعة أكسفورد، بأحد المسببات الرئيسية خلف الاستسلامية سيئة السمعة التي غلبت على الجزء الأكبر من تاريخ الشيعة.
يُوصف علي شريعتي بـ”مفكر الثورة الإيرانية“، وكان أول رافضي التفسير السلبي لعقيدة الانتظار باستبعاده ظهور ”الإمام الغائب“ من تلقاء نفسه، مشددًا على دور المؤمنين في خلق الظروف المواتية لهذه العودة بـ”إزالة الاستبداد والطغيان وإحقاق العدل“، وبالتالي الاقتراب من الخلاص النهائي للشيعة والعالم بأسره. يقول علي خامنئي أن اختلاق الظروف المواتية لظهور الإمام يعني أن على المجتمع مقاربة نفسه مع الأوضاع التي ستسود عقب ظهور المهدي إلى أقصى درجة ممكنة، وذلك بتدمير جذور ”الظلم والطغيان“ في إيران وسائر العالم. وصف أكبر هاشمي رفسنجاني الثورة بـ”قطرة ماء في محيط المهدي الواسع“، واعتبرها خامنئي شاملة لـ”جميع مكونات ظهور المهدي على نطاق صغير“، فالإمام سوف يواجه ”قوى الاستكبار العالمي“ كذلك لتأسيس حقبة العدالة الأبدية، وكانت الثورة الإيرانية سببًا في تعجيل عودته والمضي بالبشرية نحو قدرها التاريخي المكتوب. الفكرة الأساسية هي أن على الإيرانيين اتخاذ المزيد من الخطوات للاقتراب أكثر فأكثر من عودة الإمام المنتظر بـ”تحرير العالم من الظلم والطغيان“، أي دعم أكبر قدر ممكن من الحكومات الإسلاموية أينما وجدت.

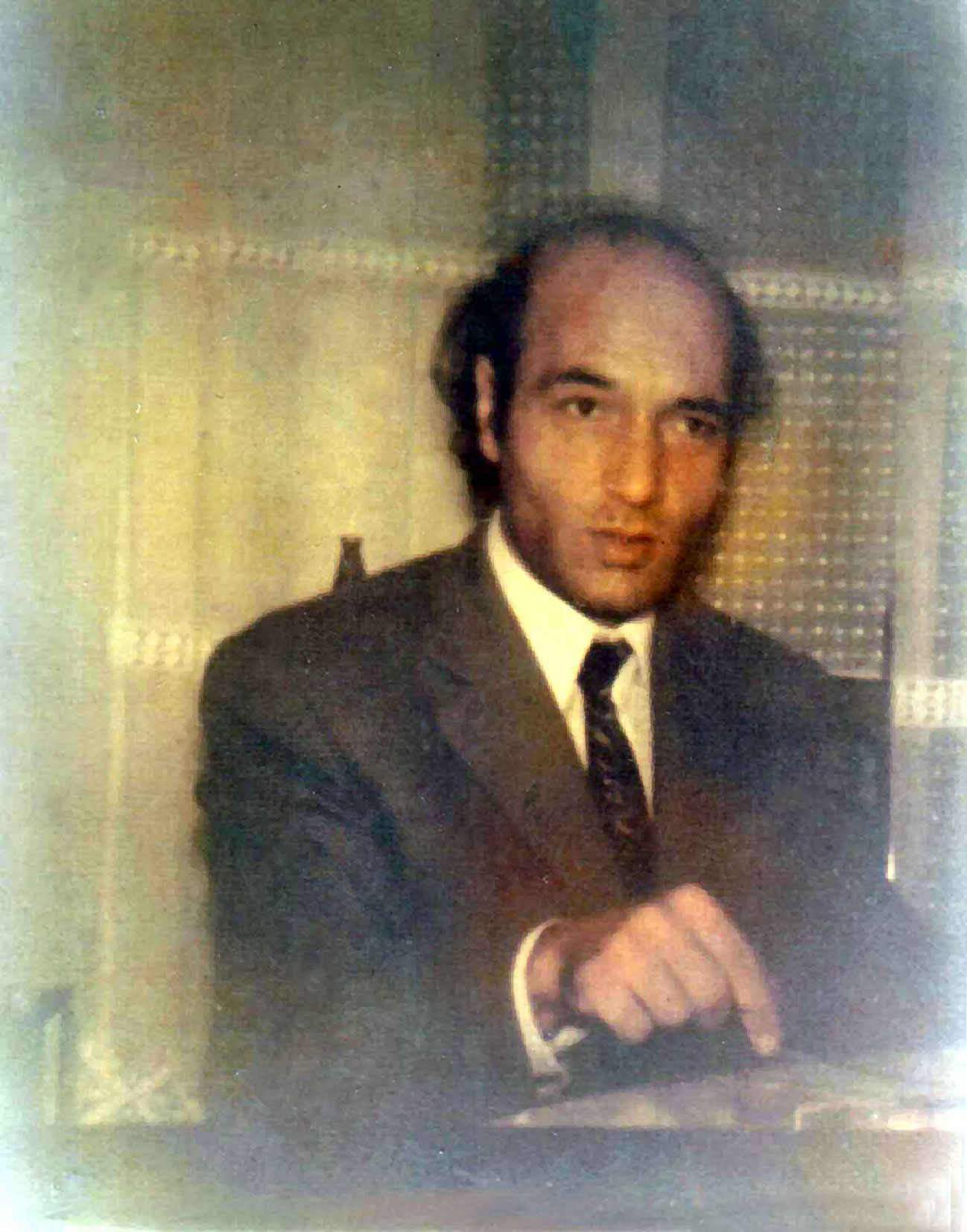
يؤكد شريعتي ظهور القومية الإيرانية بعد الإسلام وليس قبله

الدين قادر على تعزيز ارتباط الناس بدولهم القومية، بذات قدرته على التحول إلى قوة تدميرية شريرة تساهم في تآكل ولاء الشعوب لأوطانها، والإسلام الشيعي هو دعامة القومية الإقليمية في إيران منذ اعتماده دينًا رسميًا في عهد السلالة الصفوية، إذ ساهم هذا القرار في ترسيخ تمايز الإيرانيين بصورةٍ لا ترقى إلى الشك. وفقًا لإدوارد براون، لم يراود الإيرانيين قبل القرن العشرين أن الولاء للإسلام أو الولاء للدولة الإيرانية أشكال ولاءاتٍ مختلفة، بمعنى أن القومية الإيرانية والإسلام الشيعي ظاهرتان ثنائيتان نوعًا ما. ويُمكن النظر إلى الثورة الإيرانية كردة فعلٍ مباشرة على التوظيف السطحي للرموز الفارسية في الثقافة السياسية خلال حكم محمد رضا بهلوي، يقول حميد دباشي أستاذ الدراسات الإيرانية بجامعة كولومبيا.
على سبيل المثال، يجادل علي شريعتي بقِدَم الذات الإيرانية وعودتها إلى عصور الإمبراطوريات الإخمينية والبارثية والساسانية، وهي مراحل اقترنت بالمجد والملاحم القومية في ضمير الإيرانيين بما أن بلادهم كانت قوة عظمى خلالها. ولكنها احتوت ملامحًا طبقية بصورة تجعل من تخيل عناصرها أمة واحدة عملية صعبة، فلم يكن هناك من لغة قومية موحدة، وخطوط الكتابة ونوع الموسيقى كانت محددة سلفًا بحسب الطبقة، ولم يعرف مجتمع الإمبراطورية الساسانية عاملًا موحدًا سوى الديانة الزرادشتية وعبادة شخصية شاهنشاه.
هذه الثقافة القديمة وما أنتجته من أديان وأساطير وفنون وآداب، مبعث للفخر بالنسبة لشريعتي، غير أنه لا يرى لها مكانًا في المجتمع الإيراني لأنها تاريخ منقطع، وليس لأحد سوى علماء الآثار والتاريخ قراءة وتفسير نصوصه. يصف الإسلام الشيعي بكينونة الشعب الإيراني، ويستشهد بشعارات أبا مسلم الخراساني عن ”العدالة الإسلامية“ و”حكم آل البيت“ لتحرير بلاده من الاحتلال، وتجاهله لشعارات الساسانيين رغم أن قوام جيشه كان من الجيل الثاني من الفُرس المسلمين.
منذ القرن التاسع وإيران تُحكم من قِبَلِ سلالاتٍ محلية لم تعرف شيءًا يُذكر عن تاريخ البلاد قبل الإسلام باستثناء السامانيين الذين جمعوا بعض الأساطير في الشاهنامه. لم تعرف إيران ما قبل الإسلام علماء مثل ابن سينا والخوارزمي، وأول شعراء الفارسية ظهر بعد الإسلام. كانت القومية الإيرانية صامتة في مواجهة الغزو الإسلامي ولكنها ظهرت في حقبة الأمويين لإن الإسلام غَيَّرَ أشكال العلاقات الاجتماعية التي سادت المجتمع الساساني بينما أراد الأمويون تحقير الأمة الإيرانية وإنكار قيمتها الثقافية، ولكنهم أحيوا القومية الإيرانية خلال محاولتهم قتلها، ذلك وفقًا لشريعتي. 
يؤكد معظم الباحثين أن عملية إحياء القومية في إيران ما بعد البهلوية حدثت فور اندلاع حرب الخليج الأولى، ولكن هذا صحيح جزئيًا ولا يقدم صورة مكتملة لأن القومية ظلت جزءًا رئيسيًا من خطاب الطبقة الدينية الحاكمة قبل الحرب وإن اتخذت مظهر الأممية الإسلاموية. فإيران ”منطقة إسلامية“، وكلما تمكن الإيرانيون من توسيع نطاق وامتداد هذه المنطقة الإسلامية، كلما ساعدوا على تعجيل عودة الإمام الغائب. أيًّا كان التقييم لعقلانية هذه الرؤية، فإنها تبقى أحد تمظهرات القومية الدينية التي تحتم شكلًا من أشكال الوطنية في نهاية المطاف، فالإيرانيون ”أمة محررة“ وأصحاب رسالة هي كـ”بريق أشعة الشمس لتضيء العالم بأسره“، على حد تعبير خامنئي، ويتميزون عن بقية مجتمعات العالم كونهم الأكثر قربًا من هيئة ومظهر حكومة الإمام المنتظرة.
يصف محمود طالقاني الإيرانيين بـ”حاملي مشاعل التوحيد في عالم الهرطقة وعبادة المادة“، وبما أنهم ”جعلوا الإسلام مزدهرًا“ بفلاسفة وعلماء وفقهاء وإخباريين وفنانين منذ القرن الثامن، فإنهم يتحملون مسؤولية عظيمة تجاه أنفسهم وقيادة العالم أجمع. وتحدث حسين علي منتظري بصورة مماثلة عن ”خدمات الإيرانيين للإسلام“ التي وصفها بالجليلة، وأعاد إلى الأذهان حقيقة أن جميع مؤلفي ”الكتب الستة“ كانوا إيرانيين في الأصل. خلال الحرب، تحدث خامنئي عن القومية وقسمها إلى ’سلبية‘ و’إيجابية‘، السلبية هي تلك التي ”تثير الشقاق بين المسلمين“ وتحديدًا بين الأغلبية الفارسية الشيعية والأقليات الإثنية الأخرى، والإيجابية هي تلك التي تحث جميع ’المواطنين‘ باختلاف مذاهبهم على حماية حدود إيران من الأجانب. بمعنى أن حديث خامنئي عن توحيد السنة والشيعة الإيرانيين ليس متعلقًا بالأممية الإسلاموية، ونابع من قضية أضيق وأكثر مشروعية وهي تحصين دعائم الدولة القومية الإيرانية.

لَطَّف الخميني من نبرته إزاء الوطنية خلال الحرب الإيرانية العراقية

في مارس 1980، تحدث الخميني عن رغبته بـ”دولة إسلامية تجمع الفارسي والتركي والعربي وجميع القوميات تحت لواء الإسلام“، مخاطبًا العراقيين عن ضرورة الثورة وإسقاط النظام البعثي الحاكم. غير أنه اُجبر على مناشدة العواطف الوطنية خلال الحرب، وأطلق سراح عدد كبير من الجنود والطيارين المشتبه بولائهم للشاه الذين أرادوا إثبات أن الحرس الثوري ليس سوى عصابة أصولية متخلفة. كانت شعارات ”فارس الأبدية“ أحد ثلاثة محفزات رئيسية لانخراط الشباب في المعارك، إلى جانب محفزات الجنة والحور العين التي كانت شعبية في الأرياف، والفرص المادية وتسهيلات الحصول على وظائف حكومية. ولكن بالنسبة لكثير من الشباب الذين تربوا على الخيلاء الفارسي خلال حكم الشاه، كان قتالهم لأجل إيران ولا شيء سواها.
رفضت الجمهورية الإسلامية طلبًا من الإمارات بخصوص جزيرتين استولى عليها الشاه، وسيطرت على ثالثة عام 1992، وأعادت الجمهورية مطالباتها بخصوص جزيرة البحرين مثلما فعل الشاه تمامًا. في الواقع، لم يبتعد الخطاب الرسمي حول الجزر قيد أنملة عن بلاغيات الشاه حول ”الحقوق التاريخية“، ورَدَّت صحيفة كيهان على عبارة ”الإمارات تمارس سيادتها على الجزر منذ وقت طويل“ بسؤال:” أين كانت حدود هذا البلد منذ وقت طويل؟“، وعَقَّب محمد جواد لاريجاني بالقول: ”قبل سبعين عامًا عندما لم توجد هذه البلدان جغرافيًا، كانت إيران الوحيدة المحافظة على استقلالها“. هدد رفسنجاني بـ”بحر من الدماء“ لكل من سيحاول استعادة الجزر، وأضافت صحيفة سلام أن من يتحدى الإيرانيين سيكون ”مسؤولًا عن عواقب جنونه“. هذه نبرة متجذرة في ذاكرة قومية ولم تقترب من ”الوحدة الإسلامية“، إذ استخدمت الجمهورية حججًا قومية صريحة لتبرير مواقفها.
يوجب ”الدستور الإسلامي“ على رئيس الدولة أن يكون إيراني المولد والأصل، وكانت هذه الجزئية تحديدًا نقطة الخلاف مع جماعات الإخوان المسلمين، التي اعتبرت الثورة الإيرانية ”نقطة انطلاق نحو الدولة الإسلامية العالمية“. زواج الأجانب من نساء إيرانيات ليس مسموحًا إلا في ظروف خاصة حتى لو كان الرجل ناطقًا بالفارسية، ويمنع قانون الانتخابات ترشح أولئك الذين ولد أبائهم خارج إيران، مهما كانوا مقربين من الطبقة الحاكمة. يُعامل المسلم الأجنبي كما يعامل الأجنبي الغير مسلم من أي دين أو معتقد، وتحتفل الحكومة بعيد النيروز أو رأس السنة الفارسية في الواحد والعشرين من مارس كل عام.

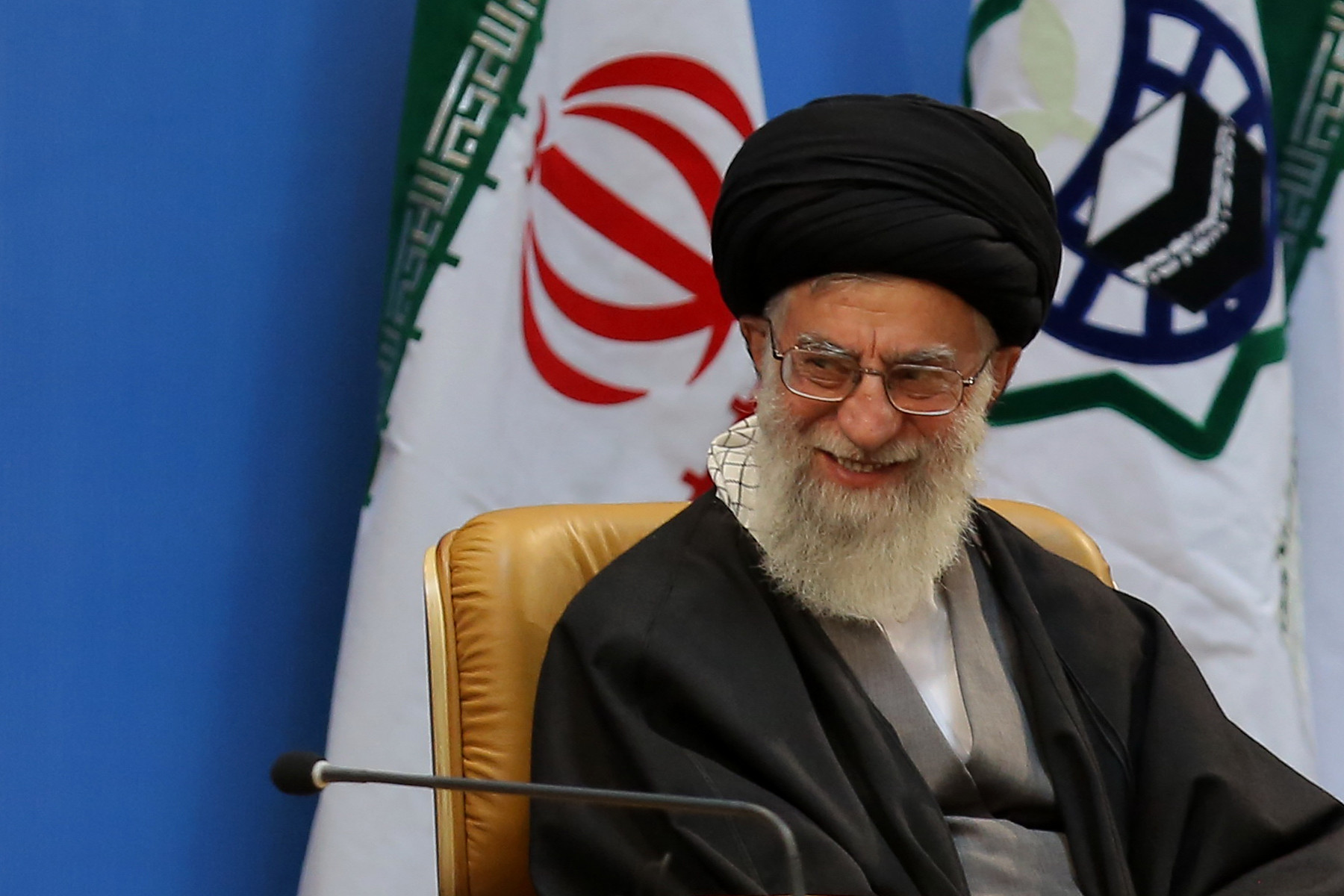
”الوحدة الإسلامية“ عند خامنئي هي توحيد المسلمين لمواجهة ”قوى الاستكبار العالمي“

لم تستطع الحكومة الإيرانية تجاوز الانتماء القومي أوساط مواطنيها، فعملت على تجديد صورة الخميني إعلاميًا وعبر مراكز بحث ممولة حكوميًا، وتقديمه كرمز قومي وإعادة تفسير كافة مواقفه حول الوطنية. فظهرت كتابات تزعم بأن الخميني اعتبر الإسلام ”أساس الهوية القومية الإيرانية“، وتنفي رغبته بإقامة حكومة إسلامية عالمية، وأعادت تفسير هذه الأخيرة ”بوجوب مساعدة المسلمين حول العالم“. نفى خامنئي أي رغبة بإزالة الدول القومية، قائلًا أن ”الوحدة الإسلامية“ لا تعني تخلي الشيعة عن معتقداتهم أو تشيع السنة، داعيًا المجتمعات المسلمة إلى نبذ اختلافتها ”السخيفة“، على حد تعبيره، والتركيز على العوامل المشتركة لمواجهة من سماهم بـ”المستكبرين“. حدود إيران هي ”حدود الإسلام“، ولذلك عندما قال الخميني أنه ”لن يتخلى عن شبر واحد من الأراضي الإيرانية“، كان يدافع عن إيران باعتبارها امتدادًا للإسلام.
دراسات ممولة حكوميًا تؤكد أن الوطنية أقدم من الأممية الإسلاموية، فاعتناق الإيرانيين للإسلام لم يدفعهم للتخلي عن ”قيم الوطنية المقدسة“. وبالطبع، موقف الخميني من قومية الليبراليين والعلمانيين كان رفضًا لمؤمرات غربية تستهدف المسلمين لتحويلهم إلى أعداء، ولكنه لم يثبط الإيرانيين عن التضحية لوطنهم تحت ظلال الإسلام. وفقًا لتلك الطروحات، الإسلام الشيعي هو أفضل وسائل حماية ”نقاء الشخصية الإيرانية“، وما فعله الصفويون أوجد ثقافة إيرانية إسلامية أظهرت الجوهر الأساسي للهوية القومية الإيرانية. تشدد هذه الكتابات أن وجود القومية جزء من الواقع التاريخي والاجتماعي، وهي مقبولة في الإسلام طالما لم تتخذ طابعًا راديكاليًا. الاعتزاز بالـ”عرق الآري“ أو تاريخ الإمبراطوريات الفارسية، ردة إلى الوراء وبالتالي فالإسلام ليس آيديولوجية سياسية فحسب، بل تقدمية مضادة للرجعية كذلك.
تعد جميع هذه الكتابات تحايلًا والتفافًا واضحًا على أفكار وطروحات الخميني الأصلية، الذي استسقى معظم أفكاره حول القومية من أبو الأعلى المودودي، وكانت ”جماعت إسلامي“ أول وفد أجنبي يصل طهران مهنئًا بنجاح الثورة. حينها، تحدث مهدي بازركان عن المودودي بوصفه أحد المساهمين بإنجاح الثورة الإسلامية، ووصفه حسين نوري همداني بـ”سيف وناطق الإسلام“. ولكن أيًا كان مغزى هذه الكتابات، فإن الثورة الإسلاموية لم تضع الدولة القومية الإيرانية موضع شك رغم الدعوات اللفظية للوحدة الإسلامية، ولكنها اخترقت عددًا من الطوائف الشيعية في الشرق الأوسط وحولتهم إلى طابور خامس لدولة تعتبر نفسها عَرَّاب الإسلام الشيعي، وأضافت طابعًا سياسيًا إيرانيًا عليهم. يرددون الشعارات الإيرانية وذات الخطاب النزق المشير إلى الولايات المتحدة وإسرائيل كمصدر لكل شر يصيب البلد، وتوزيع اتهامات جاهزة لجميع المعارضين بالعمالة لهاتين الدولتين، ترديد بلاغيات وإحياء فعاليات متعلقة بالصراع الإسرائيلي الفلسطيني بمناسبة وبدون رغم أن معظم الفلسطينيين يتبنون نظرة سلبية تجاه إيران والشيعة، وتجنب ارتداء ربطات العنق واستنساخ ملابس وهيئة حزب الله.

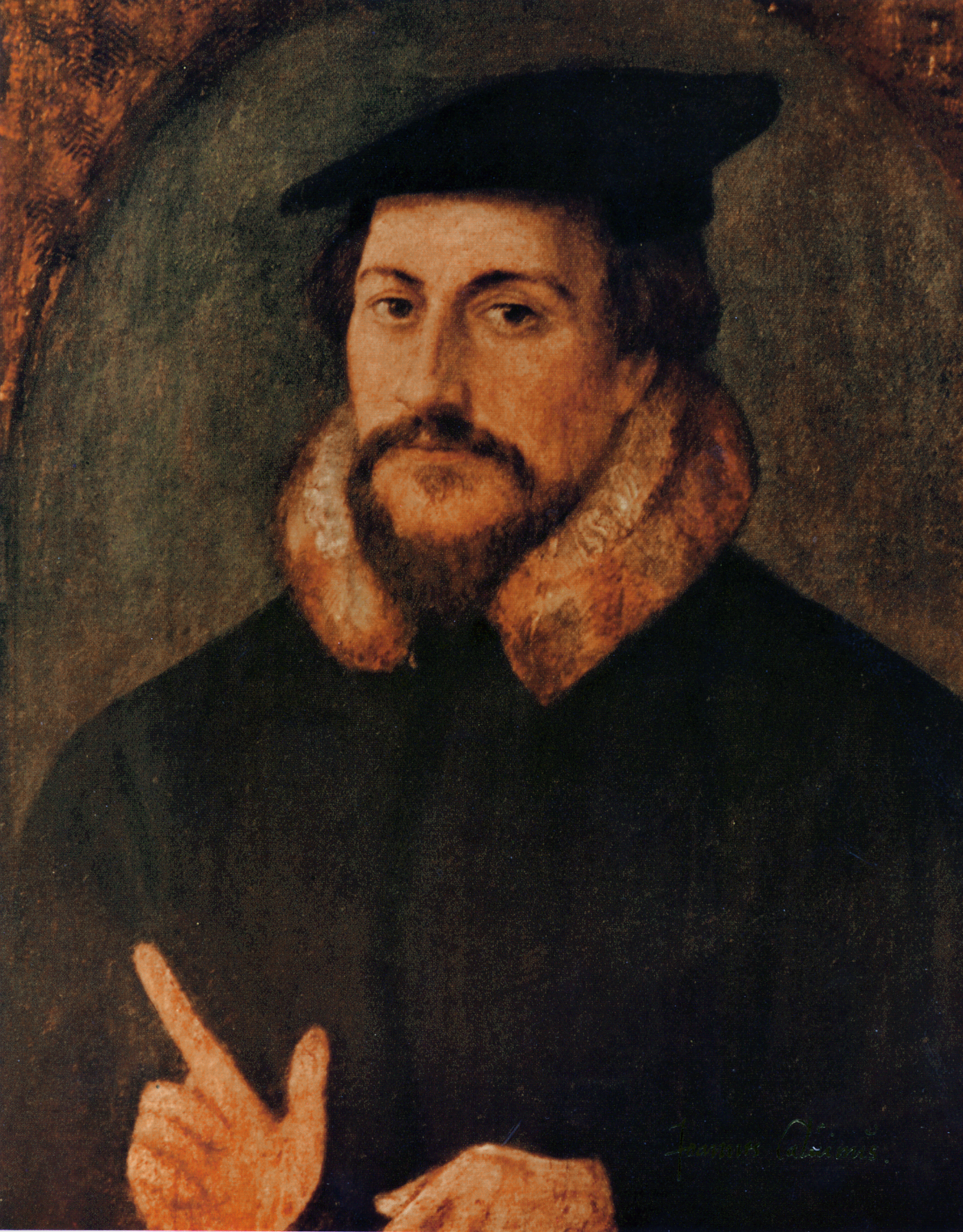
في حين أنه ليس إقرارًا شائعًا، يشبه المنظرون الإسلامويون أنفسهم بالمصلحين البروتستانت

استند شكل الحكومة المُراد تصديره على كتابات علي شريعتي بدرجة كبيرة، وآيديولوجية الأخير خليط من الأصولية الإسلامية، ولاهوت التحرير، والعالمثالثية والوجودية وخصوصًا كتابات مارتن هايدغر حول الكينونة، بالإضافة إلى طروحات فلاديمير لينين عن الأحزاب الطلائعية أو ما يسمى باللجان الثورية. تحدث شريعتي عن جمال الدين الأفغاني بكثير من التبجيل، ونسب إليه تعريف المسلمين بإسلامٍ ليس مطروحًا أمامهم، مؤكدًا أن أهم مسؤولياتهم تتمثل في تنقية الإسلام بالعودة إلى ”منابعه الأصلية والصافية“ وإبعاد ما وصفه بالعناصر الخارجية التي نسبها إلى النُظُم الاستبدادية، والثقافات الأرستقراطية والمصالح السياسية. تولد اهتمامه بما يسميه إصلاحًا دينيًا من إدراكه بمُحدثات ثورة مارتن لوثر وجون كالفن في المجتمعات الأوروبية، ويرى أن البروتستانت حولوا المسيحية من قوة رجعية وسلبية إلى عامل تقدمي وإيجابي قبل إدراجه لتصوراتٍ شائعة عن علاقة البروتستانتية بالتقدم الاقتصادي.
ولذلك يسود أوساط ”المثقفين الأصلاء“ منذ أيام جمال الدين الأفغاني، إيمان بضرورة ’الإصلاح الديني‘، وتغيير منهج التبليغ، وإزالة ما يعتري الفكر الديني من انحطاط وصورة الإسلام من مسوخ. لم يقصد الأفغاني ومحمد عبده ورشيد رضا إعادة النظر في الدين، بل إعادة النظر في تناول الدين بالعودة إلى ”الإسلام الحقيقي“. بإيجاز، يميز شريعتي بين مفهومين هما: إدارة المجتمع وهداية المجتمع. إدارة المجتمع هي فلسفة الحكم السائدة في المجتمعات الغربية لأن مرادف كلمة سياسة هو (politique) المشتقة من كلمة (politēs) اليونانية بمعنى مواطن، التي اُشتقت من كلمة (polis) بمعنى مدينة. إذًا مفهوم العمل السياسي في المجتمعات الغربية يعني حفظ الناس وإدارة الدولة، بينما يرتبط مصطلح سياسة بترويض المتوحش، أو التربية. بحسب شريعتي، لا تعتمد إدارة المجتمع على البناء وتدير البلاد وفق تطلعات العامة، ويسعى الحاكم إلى كسب رضا الجماهير وخدمتهم ليعيشوا برفاه.
هداية المجتمع في المقابل، هي إدارة البلاد وفق فكر ثوري، يسعى الحاكم إلى ’إصلاح‘ الجماهير وإرشادهم إلى ”الفضيلة“ ليعيشوا حياة خيرة - بمعنى فاضلة وفق تعريفهم للفضيلة - وليست مرفهة بالضرورة. يقول شريعتي أن الإمامة حق ذاتي ناشئ عن ماهية الشخص، منشؤها ذات الإمام وليس عاملًا خارجيًا كالانتخاب أو التعيين. ويقارن منصب الإمام بمكانة النبي، فالناس لم تنتخب الأنبياء ولو اُقيمت انتخابات من هذا القبيل في القرن السابع، لفاز بها مسيلمة بن حبيب وخسرها النبي محمد، وفق تقدير شريعتي. غير أن انتصار مسيلمة ديمقراطيًا، لا يعني احتساب قيمة لأصوات أنصاره. هناك نوعان من الديمقراطية عند شريعتي: ليبرالية وموجهة، يستلم ”إمام“ الديمقراطية الحرة زمام الحكم بأصوات الجماهير ويلتزم بسيادة القانون خلال إدارته للدولة والمجتمع. أما الديمقراطية الموجهة، فهي حكومة جماعة خاصة لا تسعى لنيل رضا الجماهير بالضرورة، وتقودها وفق برنامج ثوري صوب أهدافها الفكرية والاجتماعية.

### انتقادات
تحدث جمال الدين الأفغاني عن حاجة المسلمين إلى مارتن لوثر الخاص بهم، وعبر ومن أتى بعده عن إعجابهم بالمثل اللوثري في أكثر من موضع. وفي حين أنه كان مسؤولًا عن كليشيه الإصلاح الديني، لم يكن الأفغاني إصلاحيًا بقدر ما كان مروجًا محترفًا للبروباغندا السياسية. قد لا يكون الأفغاني شخصية مركزية في عالم الإسلاموية اليوم، ولكنه كان من وضع لبنات نموذجهم الخطابي. الإسلاموية ظاهرة متقلبة وغير مترابطة منطقيًا وليست متجانسة، تتوقف عادة على من تعتبره محركًا رئيسيًا لردود أفعالها. وصفها عالم الاجتماع التركي الراحل نيازي بيركس بالهلوسة، وعدها المحلل النفسي الألماني وولفغانغ غيغيريتش مرضًا عقليًا أحاله إلى هوسهم بمثالٍ ذهني، ونفى علاقتها بمآسي واحتياجات الجماهير. بمعنى أن أولويات مجتمعاتهم ومصالحها ليست محفزًا لسلوكياتهم، فالمسلم الراديكالي سنيًا كان أو شيعيًا، منفصل عقليًا وعاطفيًا عن واقع قومه.
بتعبير آخر، الإسلاموية ليست بالظاهرة التي تحفزها اهتمامات سياسية أو مظالم اقتصادية وثقافية، هناك فكرة مسيطرة على عقل الإسلاموي الذي قد يمارس التقية باقتباسه استعاراتٍ من اليسار إلى اليمين من فترةٍ لأخرى إما لشعوره بتهديدٍ وجودي، تلونًا أمام ضغط فكري أو ببساطة، لأنه قد يعتبرها مفيدة. في أغلب الحالات مع استثناءات قليلة، فإن الإسلاموية خيارٌ مبني على تصوراتٍ غيبية متحررة من المحددات السياسية للدولة والأمة. جدل مركزية العوامل الاقتصادية في الظاهرة الإسلاموية ماركسي في الأصل، فوفقًا لهؤلاء، يشكل الاقتصاد المحرك الرئيسي لجميع التيارات الفكرية والحركات الاجتماعية ويشمل ذلك الجماعات الدينية. وبالنسبة لليبراليين، الاقتصاد هو العامل الأهم ولكنهم يفسحون المجال للعوامل الثقافية والتاريخية والسياسية. كلاهما افترض أن الإسلاموية مجرد آيديولوجية مُلهمة دينيًا ومتصلة بالترتيب الاجتماعي والاقتصادي العالمي، حيث تتنافس مجموعة واسعة من الآيديولوجيات.
هنا كان الخطأ التحليلي الذي وقعت فيه النخب الأكاديمية والسياسية، فالإسلاموية ليست آيديولوجية منافسة في النظام العالمي القائم بحوافزه الاقتصادية والاجتماعية والمالية، بل معتقد ديني يسعى إلى تدمير النظام العالمي واستبداله بنظامٍ آخر يتكون من عالمين هما: دار الإسلام ودار الحرب، وهذه الفكرة هي المدخل الوحيد لفهم وتفسير سلوكيات الإسلاموية بمختلف أطيافهم ومذاهبهم، وليس التطلعات الاقتصادية الاجتماعية، لأن الحرص على سلامة الشعب وتنميته خاصية قومية أساسية. الإسلاموية ظاهرة اجترارية كذلك لاعتقاد معتنقيها أنهم أصحاب ”منهج إلهي“، ولذلك يلجأ الإسلاموي إلى الإنكار كآليةٍ دفاعية معبرة عن فشل الوعي في الاعتراف بجوانب تبدو غير مرغوبة من الواقع، ويكظم التجارب الصعبة في لاوعيه وبالتالي إعادة إنتاج نفسه بذات الهيئة السابقة إن لم تكن أشد غلوًا، وهكذا يصبح الفشل ابتلاءً إلهيًا وليس محصلة للإفلاس الفكري، سوء التخطيط، أو رعالة نظرته إلى العالم.
وجود المثال الذهني ليس خاطئًا بحد ذاته، فجميع الآيديولوجيات السياسية هي ”جمهوريات متخيلة“ في نهاية اليوم، ولكنها أمثلة ذهنية مصممة لتجاوز تحديات يفرضها الواقع وتخضع للتعديل بحكم الضرورة. الإسلاموية مسألة مختلفة لأنها ديستوبيا في حقيقة الأمر، فجميع المدن الفاضلة تحتوي على خاصيتين أساسيتين وهما: المواطنة والسلطة التشريعية، كلاهما مستبعد كليًا أو مقيد بشدة في مدينة الإسلاموية المتخيلة. مع أخذ ذلك بالاعتبار، فإنه يمكن تفسير أسباب صعود الإسلاموية وليس الإسلاموية بحد ذاتها، بتحليل الظروف الاقتصادية والسياسية لمجتمعاتهم، ومعظمها اتخذ منحًى وظيفيًا ودعائيًا. التطرق إلى تداعيات البروباغندا الإسلاموية على الدولة والأمة، يستوجب العودة إلى حالة الإمبراطورية العثمانية ودوافع السلطان عبد الحميد الثاني لاستدعاء الأفغاني إلى إسطنبول، لأن طبيعة العلاقة بين الرجلين أصبحت مقياسًا لعلاقة الإسلاموية بأنظمة سلطوية، وتوسعية كذلك.

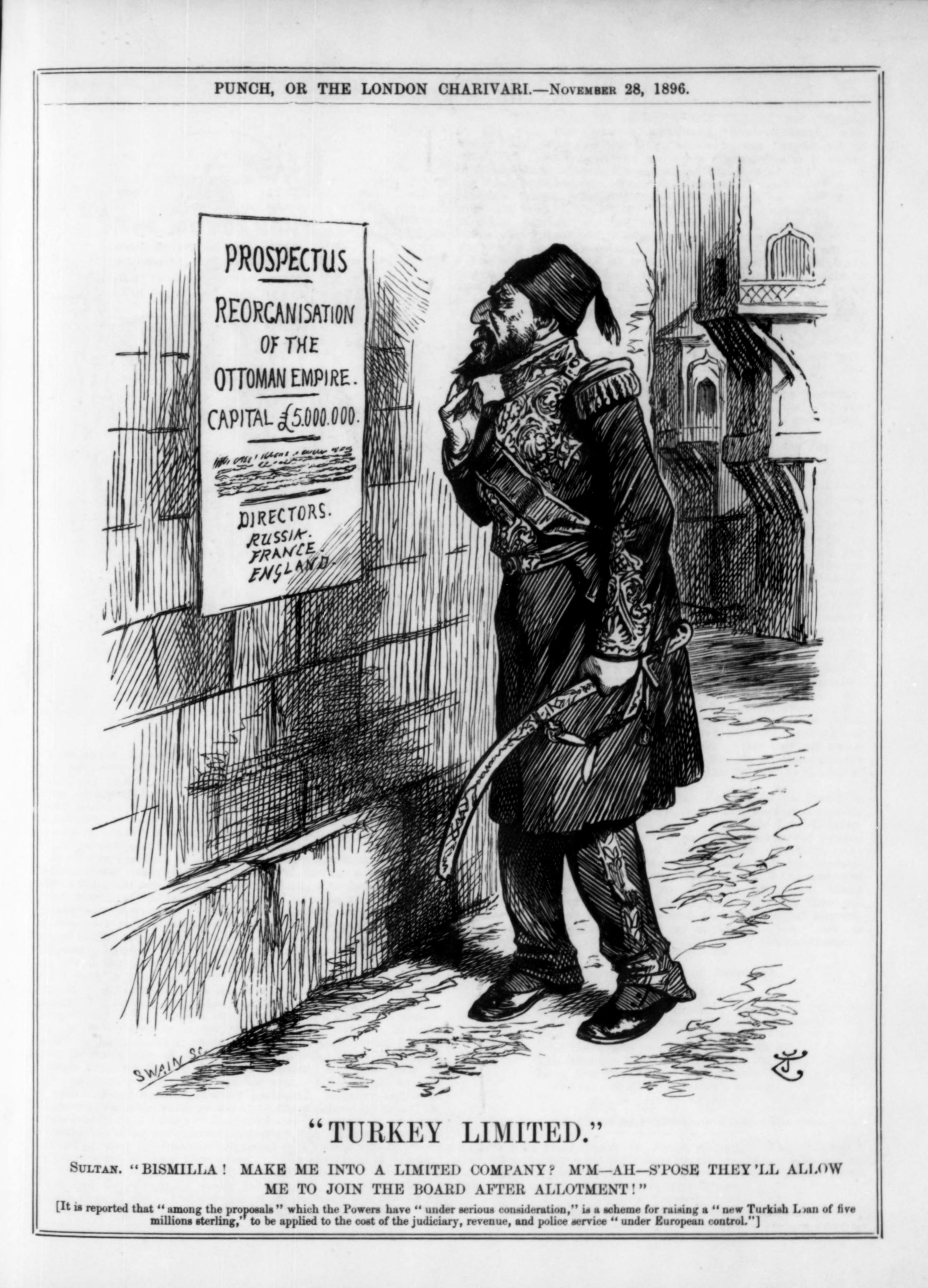
كاريكاتور إنجليزي عام 1896 يسخر من سياسات السلطان عبد الحميد الثاني باظهاره أمام ملصق إعلاني عن إعادة تنظيم الإمبراطورية العثمانية التي قُدرت قيمتها بـ 5 ملايين جنيه، وكانت روسيا وفرنسا وبريطانيا أعضاء مجلس إدارة السياسات الحميدية، فيجيب السلطان: ”بسم اللهّ! جعلوني شركة محدودة؟ أعتقد أن يسمحوا لي بالانضمام إلى المجلس بعد المحاصصة“. منذ سنينها المبكرة، والإسلاموية أداة دعائية مضللة بيد أمثال السلطان وإن لم يقتربوا من مكانته

أدركت النخب العثمانية ضعفها العسكري بعد خسارة الإمبراطورية لمناطق شاسعة أمام الإمبراطورية الروسية والحركات القومية اليونانية، والصربية، والبلغارية وغيرها، فكان تحديث المؤسسة العسكرية واحتكار الدولة لتطبيق العنف، هدف التنظيمات الأساسي. غير أن تحقيق هذين الهدفين تتطلب توسيع نطاق الإصلاحات لتشمل جوانبًا غير عسكرية في الأصل، إذ أنتجت هذه الإصلاحات حاجتها إلى نظامٍ تعليمي حديث وسوق عمل لخريجيه، فأسس العثمانيون كلياتٍ متخصصة لتخريج الأطباء، والمهندسين، والمعماريين، والإداريين، والمحاسبين.
اُطلق على هؤلاء تسمية فنيين وعلى العلوم التي تلقوها فن بمعنى مهارة، لأن ”العلم“ لم يكن متصلًا بحياةٍ صناعية وتقنية، وظل محصورًا على كلمةٍ مسموعةٍ تلقيها طبقة دينية كانت ولا زالت تسمي نفسها بالـ”علماء“. أدت الإصلاحات إلى تأقلم العثمانيين مع نظامٍ واضح للعلاقات الهرمية والتقسيم العقلاني للعمل، وبالتالي تشكل جسمٍ قريب من بيروقراطية ماكس ويبر العقلانية بالتوازي مع نمو وتحديث هياكل الضباط. فبناء الجيش يحتاج إلى إحصاءٍ سكاني لعمليات تجنيد أكثر فَعَّالية، وتشييد الثكنات وتحسين الطرق والجسور. ويستلزم إحكام سيطرة الدولة تعزيز وسائل الاتصال التي تُرجمت إلى شبكات تيليغراف وسككٍ حديدية واسعة.
طالب الأفغاني بإلغاء هذه الإصلاحات واقترح تلبية القرآن والشريعة لهذه الأولويات، بينما إزدراها الأوروبيون ونظروا إلى العثمانيين كمقلدين وغير مدركين للأسباب الحقيقية الكامنة خلف قوة الدول الأوروبية، ورآها العثمانيون الشباب سطحية وغير جادة. ما تعلق بموقف الأفغاني، فإن التنظيمات على كل ما شابها، قد جنبت الجمهورية التركية اللاحقة إخفاقات ومآسي الكثير من المجتمعات المسلمة القائمة على يُمْنِ القرآن والشريعة. ولفهم تأثيرها بصورةٍ أوضح، ينبغي مقارنة تركيا مطلع عشرينيات القرن المنصرم بإيران في نفس الفترة، حيث حاول رضا شاه بهلوي تحويلها إلى دولة مركزية حديثة بسلطة مشاهدة في الواقع خارج طهران وتبريز. لم يتمكن الشاه من تطوير آيديولوجية تحدد مسار إصلاحاته أو بناء مؤسساتٍ دائمة تُكمل ما بدأه، بخلاف مصطفى كمال أتاتورك الذي ورث جهاز دولةٍ فَعَّال وصارم أعانه على الدفع بإصلاحاته بسهولة نسبية.
اقتصاديًا، كانت الإمبراطورية دولة زراعية تعتمد على ضريبة العشر والجزية المفروضة على غير المسلمين لقاء رخصةٍ بالحياة كمجموعاتٍ مميزة طائفيًا. شَكَّلَ هؤلاء 40% من تعداد السكان، وتم استثنائهم من الخدمة العسكرية واستمرت هذه السياسة حتى بعد سن قانون المساواة عام 1856. كان لهذه السياسة تداعياتها عسكريًا، إذ جعلت معدل التجنيد العثماني الأدنى حول العالم بنسبة 0.35% سنويًا مقابل 10% للإمبراطورية الفرنسية مثلًا، أو الإمبراطورية الروسية التي امتلكت قاعدة سكانية أكبر من العثمانيين بخمسة أضعاف. تصديرها الوحيد كان القطن الذي لم تستطع استعماله لتصنيع اللصاقات الطبية حتى، بينما كانت موارد الإمبراطورية الروسية أكبر بسبعة أضعاف على الأقل.
توسع الاقتصاد العثماني عقب حرب القرم دون استفادة الحكومة العثمانية التي خسرت امتيازاتها الجمركية بسبب معاهدة بلطة ليمان، فأعلنت إفلاسها السيادي بمنتصف سبعينيات القرن التاسع عشر ولم يكن بوسعها سوى استعادة الائتمان عبر تسليم عددٍ من مصادر الدخل المهمة للدائنين. وفي الوقت الذي كانت الآلة الدعائية لعبد الحميد تحاضر الجماهير عن الخلافة و”الحضارة الإسلامية“، أنشأ السلطان إدارة الدين العثماني العام وكانت منظمة مالية أوروبية بحرية وصول مباشرة إلى مصادر الدخل المهمة للدولة، واستمر بالاقتراض من الأوروبيين لتسليح الجيش واستكمال مشاريع الأشغال العامة. يقول نيازي بيركس أن السلطان ثبت دعائم حكمه الاستبدادي عبر السماح بإدارةٍ أكثر عقلانية لموارد الإمبراطورية مقابل التنازل عن الأرباح لأصحاب رؤوس الأموال الأجنبية، ولم يشعر بضرورة إزعاج رعاياه المسلمين بهذه المسائل والتفاصيل.
سعت بروباغندا الأممية الإسلاموية إلى التعتيم على حركتين صاعدتين في تلك الحقبة وهما القومية والدستورية. توظيف الدين وإضفاء صبغة أبوية على الحاكم، ليست مزية فريدة أو حالة خاصة بالمجتمعات المسلمة. مواجهًا هجومًا قوميًا ودستوريًا، تصرف عبد الحميد الثاني كأقرانه فرانسيس جوزيف وألكسندر الثالث بتجاوزه الطبقة المتوسطة حيث ولدت الحركات الدستورية والقومية، والتوجه نحو الجماهير مباشرة بإسقاط صورة أبوية على نفسه مع تركيزٍ خاص على الطبيعة المقدسة لحكمه. حقيقة تقلص نسبة السكان الغير مسلمين إلى الربع قبيل اعتلائه سدة الحكم، خدمته جزئيًا بما أن الإمبراطورية أصبحت بأغلبية مسلمة للمرة الأولى منذ قرون.
لم يكن عبد الحميد أول سلطان يدعي الخلافة، ولكن الادعاء أصبح مركزيًا وركيزة أساسية لبناء نظامه الذي شمل إعادة تعريف مفاهيم مثل الشريعة والخلافة لتكون أساسًا شرعيًا للهوية الإمبريالية. رأى السلطان في الخلافة أداة لسياساته الداخلية والخارجية، وسعى إلى إيجاد نوع من عبادة الشخصية بإعادة صياغة التقاليد العثمانية وعناوينها الإسلامية مثل ”حامي الخلافة“، و”أمير المؤمنين“ و”خادم الحرمين الشريفين“، وتوسيع استخداماتها بدلالات إمبريالية تشابهت مع الإمبراطوريات الأوروبية. لم تكن هذه عودة إلى عصر ما قبل التنظيمات، وينبغي النظر إلى تمجيد الخلافة ومحورية السلطان شخصيًا كجزء من جهود عبد الحميد لتركيز السلطة ونقلها من أيدي البيروقراطيين في أروقة الحكومة إلى قصر يلدز. لأنه وبرغم النبرة الإسلاموية الصاخبة، أبدى السلطان اهتمامًا فاترًا بالإسلام سواء كدين أو مؤسسات، ولم يكن هناك أي مجال لنقاشات دينية جادة، ومنع عقد أي مؤتمرات أو تجمعات وذلك لرغبته ببقاء الإسلاموية تحت عينه الساهرة، إدراكًا لخطورتهم حال خروجهم عن السيطرة.
نسب جمال الدين الأفغاني المشاعر الوطنية والانتماءات القومية إلى مؤامرة غربية تهدف إلى تمزيق ”الأمة الإسلامية“، ولكن مع استثناء وعود عملاء بريطانيين بخلافة عربية تبناها إسلاموية من فصيلة عبد الرحمن الكواكبي، تشير جميع الأدلة التاريخية إلى استفادة القوى الاستعمارية من البروباغندا الإسلاموية، ولا تتوفر أدلة من أي نوع، على ترويج أي قوى استعمارية للوطنية والقومية داخل مستعمراتها. على النقيض من ذلك، لطالما وقفت قوة إمبرايالية ما خلف ”الوحدة الإسلامية“ أو توازت مع سياستها المرحلية.

## الوطنية والقومية

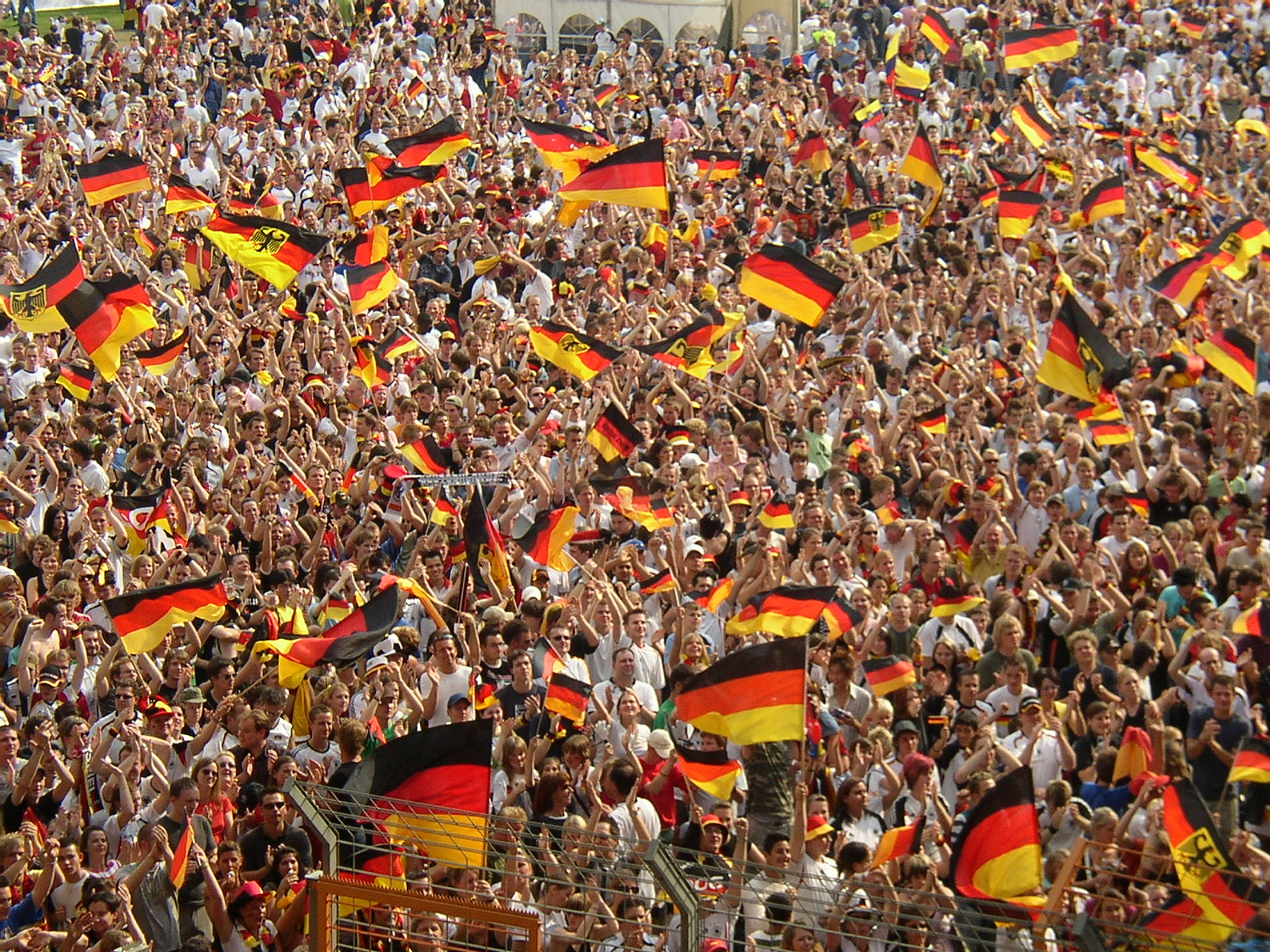
تُُعتبر منافسات لعبة كرة القدم على المستوى الدولي، من أكثر الأنشطة إثارة للوطنية.

تُطلق القومية كصفة على الدولة، القوات المسلحة، الاستخبارات، الأمن، الهوية، الاستقلال، العلم، النشيد، الشعارات، شعارات النبالة والأزهار، الألوان القومية، الأختام، تاريخ وثقافة وأساطير البلاد من ملاحم قومية وكل ما من شأنه التعريف بالشعب وتمثيله. بالإضافة إلى منتخبات البلاد المشاركة في الفعاليات الرياضية، يُطلق عليها منتخبات قومية لأنها تُمثل الأمة في المحافل الرياضية المختلفة. الوطنية هي عاطفة أخلاقية، غالباً ما تشير إلى الطابع البطولي، الدفاعي لأمة ما أو للدلالة على سلوكيات مفيدة للبلد. تواجد هذه العاطفة يتطلب وجودَ أمة وقومية في المقامِ الأول. القومية هي آيديولوجية سياسية، بأبعاد نفسية وثقافية ترتبط بالمميزات والخصائص التي تُميَّزُ أُمَّةً عن غيرها، وتُقَدِّمُ تبريراً لوجود أو إيجاد دولة تُعَرِّفُ عن تعدادٍ سكاني مُعَيَّن هم القوم أو الأمة، وتُخَوَّلُ هذه الدولة بالاضطلاع بمسؤولية تحقيق استقلال البلاد والحفاظ على سلامتها.
جميع القوميين يعتبرون أنفسهم وطنيين، ولكن بالإمكان اعتبار بعض السلوكيات قومية دون وطنية اعتمادًا على موقع المتحدث من المفهومين. كتب جورج أورويل في مقاله المعنون ملاحظات على القومية، أنَّ الوطنية إخلاص لمكان ونمطِ حياة مُحدد، واعتبرها دفاعية عسكريًّا وثقافيًّا. في المقابل، لا تنفصل القومية عن الرغبة بالقوة أو السلطة. إذ يسعى القومي لتأمين المزيد من القوة والهيبة لأجل الأمة أو أي مجموعة متكاملة اختار أن يمحي فرديته لأجلها. قال الرئيس الألماني السابق يوهانس راو أنَّ الوطني هو من يحب بلاده، والقومي من يكره البلدان الأخرى. تشارلز ديغول، بطل قومي فرنسي، قال أنَّ الوطنية هي تقديم محبة شعبك أولاً، والقومية تقديم كراهيتك للآخرين أولاً. لم يكن للجميع آراء إيجابية عن الوطنية، فقد وَصَفَها صامويل جونسون بملاذ الأوغاد الأخير، وإن كان سياق المقولة مجهولًا. وقد تحدث الدكتاتور الروماني نيكولاي تشاوتشيسكوعن ”إحلال الخيانة محل الوطنية“ خلال محاكمته.
هذه آراء وليست تعريفات قياسية وبالنسبة لجورج أورويل، فقد أنهى المقالة بعد الحرب العالمية الثانية، كما أن أطروحات النخبة الإنجليزية المثقفة كانت ثشغل باله حينها. القومية متنوعة بشكل لا يسمح لنظريةٍ واحدة بشرحها بصورة متكاملة. إذ تُحدَد كثير من محتوياتها في أمم مختلفة بتقاليدَ ثقافية مميزة تاريخياً، وبالقرارات الخلاقة للقادة السياسيين والحالات الطارئة ضمن النظام الدولي. وصف القومية بالآيديولوجية لا يقترح أنها نوع فلسفي مستقل بمستوى الليبرالية أو الماركسية، ومعظم القوميات لم تتطور أو تصل إلى مستوى التنظيم والتماسك الذي وصلته النازية.
تُعتبر الخدمة في القوات المسلحة سلوكًا وطنيًا من منظور عالمي تقريبًا. ولكن الإقبال على الخدمة العسكرية أو العمل السياسي والحكومي عموماً، ليس دليلاً على الالتزام الوطني في كل الحالات خصوصاً في الدول النامية والأقل نماءً. لأنَّ القطاع الخاص في هذه البلدان ليس حيوياً، وإن تواجد، يكون مغلقاً أمام الطيف الأوسع من الشعب في أغلَب الحالات نظراً لافتقارهم المهارات المطلوبة. حينها يصبح الانضمام إلى بيروقراطية الحكومة أو الانخراط في العمل السياسي الوسيلة الوحيدة لجمع الثروات وتأمين المستقبل. الأمر الذي سيلقي بأثره السلبي على فعالية الأداء الحكومي بأوجه مختلفة، مثل التعامل مع المنصب كامتداد للعائلة مع كل ما يصاحب ذلك من فساد، محسوبية وزبائنية أو إغراق الأجهزة البيروقراطية للدولة بأكثرِ الموظفينَ رداءة. تتخذ الوطنية أشكالاً مختلفة فما من حاجة لارتداء الزي العسكري أو العمل في السياسة للتعبير عنها، حتى تدوير النفايات إلى الإنتاج الصناعي يعتبر سلوكًا وطنيًا.
يشير مصطلح الاقتصاد القومي إلى اقتصاد البلاد عموماً، في حين تشير القومية الاقتصادية إلى مجموعة واسعة ومتنوعة من السياسات الحمائية التي تفرضها أو تسعى إليها الحكومات اقتصادياً. وقد يُستعمل المصطلح بصورةٍ متعاوضة مع الوطنية الاقتصادية التي تتطرق بالتحديد إلى سياسات هادفة لحَثِّ الأفراد والمؤسسات الخاصة والعامة إلى شراء السلع المصنعةِ محلياً. مثلاً، أصدر الكونغرس الأميركي قانوناً وقع عليه الرئيس هربرت هوفر عام 1933 يُلزم الحكومة الفيدرالية شراء السلع المصنعة في الولايات المتحدة، وشنت الحكومة البريطانية حملة شعبية خلال الكساد الكبير لحمل الشعب على شراء المنتجات البريطانية. ومن مظاهر الوطنية كذلك ابتداء جلسات البرلمان والأيام المدرسية بتلاوة قسم الولاء. من يعتبر ترديد قسم الولاء أو النشيد القومي في المدارس صيغة مبتذلة للوطنية، يجادل أنَّ إدراج وظائف الحكومة وكيفية عملها في المناهج الدراسية أكثر فعالية وعملية. لأن من شأن ذلك تعليم الطلاب أن الحكومة ليست مجرد جسم كبير وضعيف الارتباط بحياتهم ومصائرهم.

## روابط خارجية
| - حول أصول الوطنية الدستورية - جان وورنر مولر (2006)، جامعة برينستون - الليبرالية وبناء الأمة - الجامعة الأوروبية المركزية. - وطنيون معولمون - كوامي أنتوني أبيا (1997)، جامعة شيكاغو - لنظرية عن القومية - كريستوف جافرلوت (2003)، معهد الدراسات السياسية بباريس - الماركسية والسؤال القومي - جوزيف ستالين (1913). | - مجموع الأعمال، المجلد الواحد والعشرين - فلاديمير لينين (1914). - حول السؤال القومي - ليون تروتسكي (1938). - هل الوطنية فضيلة؟ - ألسدير ماكنتاير (1984)، جامعة كانساس. - ملاحظات على القومية - جورج أورويل (1945). - الوطنية - موسوعة ستانفورد للفلسفة (2013)، جامعة ستانفورد |